# Geschichte der Stadt Neustadt an der Aisch
Die Geschichte der Stadt Neustadt an der Aisch behandelt die Entwicklung der im 8. Jahrhundert entstandenen mittelfränkischen Stadt Neustadt a. d. Aisch seit ihrer Frühzeit.

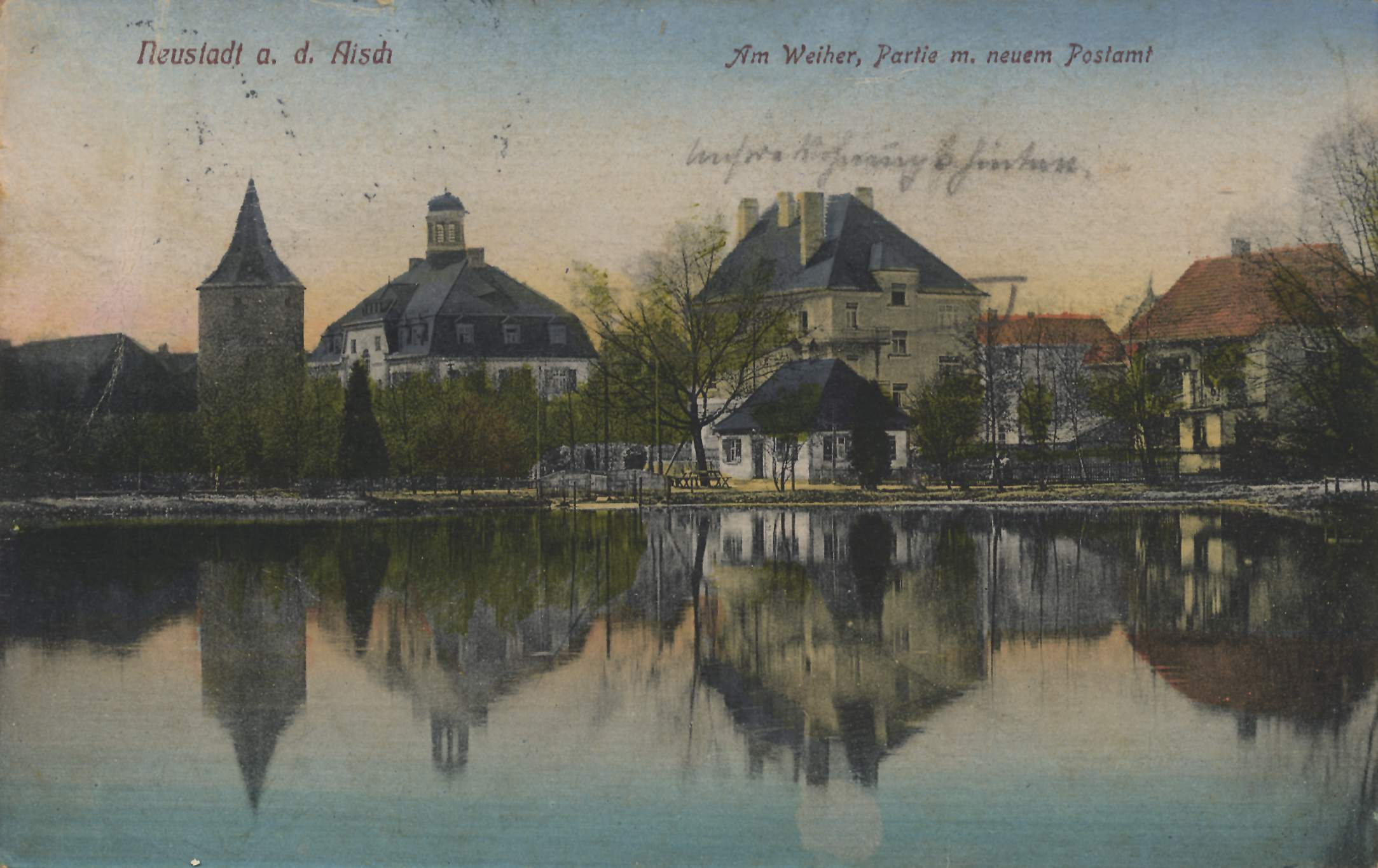
Neustadt an der Aisch, Postkarte um 1920

## Frühgeschichte und Mittelalter

### Königshof Riedfeld
Im Gebiet des heutigen Neustadt wurden ab etwa 6000 v. Chr. (im „Fränkischen Mesolithikum“) erstmals nachweisbar Menschen für längere Zeit ansässig.:S. 9–13
Fränkische Siedler, die im Zuge der Besiedelung Ostfrankens um 625 aus dem Rheingau bzw. Wormsgau:S. 70 und 291 in den Aischgrund gekommen waren, errichteten im selben Jahrhundert unter dem Merowinger Dagobert II. eine Ansiedlung, die später (vorbereitet durch die Politik von Karl dem Hammer und Pippin dem Kurzen:S. 424) zum Königshof Riedfeld (heute ein Ortsteil von Neustadt) wurde. Bis 741 zählte das Gebiet um Riedfeld zum Bistum Worms.:S. 410
Der Hausmeier Karlmann schenkte um 742 den Königszehnt (Zehnt des Königshofs) Riedfeld an das 741 oder Anfang 742 von dem Missionsbischof Winfried (Bonifatius) im Auftrag der Hausmeier Pippin und Karlmann gegründete Bistum Würzburg, dem der Rangau und damit (das unter Königsrecht stehende und von einem Unterfunktionär des Rangaugrafen geleitete:S. 292) Riedfeld als „Erstausstattung“ zugeteilt war. Damit gehörte das Aischtal, wo sich Bonifatius vor 740 einmal und wahrscheinlich auch öfter aufgehalten hatte, und somit Riedfeld nicht mehr dem fernen Worms, sondern (bis zur Reformation 1528) dem neuen Bistum Würzburg an. Riedfeld gilt (wie etwa auch Bergel, Windsheim und Ipsheim) als eine der „Ur-Mutterkirchen“ im Rangau.:S. 68, 97 f., 410 und 424
In einem Schreiben von König Arnulf wurde diese Karolingische Schenkung im Jahr 889 bestätigt und damit der Königshof Riedfeld erstmals namentlich (als Reotfeld) erwähnt.
Weitere Schenkungen (20, von Unfreien bewirtschaftete Huben) des Königshofs Riedfeld erfolgten um 780 an das im Wormsgau gelegene, 764 gegründete Kloster St. Peter bzw. St. Nazarius in Lorsch an der Bergstraße. Bereits zuvor (um 775) hatte eine Schwester Eberhild (Ebirhilt, Eberhilt) an das 744 im Auftrag von Bonifatius gegründete Kloster Fulda ihre Riedfelder Güter und 30 Leibeigene Diener (mancipii) als Schenkung übergeben. Das Kloster in Fulda erhielt auch 805 den von ihrem Vater geerbten Riedfelder Besitz der Gräfin Reginswind.:S. 16–18, 70, 93, 292 f., 424 und 711
Der Ortsname Riedfeld (mittelhochdeutsch Rietvelt) für den ehemaligen Ministerialensitz:S. 20–24 leitet sich von einem Flurnamen ab. Das Grundwort ist ahd. feld (= Ebene, Flachland, Feld), das altfränkische Bestimmungswort riot (= Ried) in Bezug auf das im ehemaligen Sumpfgebiet von den ersten Bewohnern des Geländekessels angetroffene Ried (= Schilf).:S. 8 Während der Zeit der Stammesherzogtümer der Merowinger lag der Ort im Herzogtum Franken. Um 740 erhielt er eine Straßenanbindung an den Königshof von Schwabach.:S. 17
Durch Karl den Großen wurde 796 ein Teil der von ihm besiegten Sachsen an der mittleren Aisch angesiedelt. So entstanden in der Umgebung des Königshofes Riedfeld die Ortschaften Waldsachsen (ehemaliger, noch zu Beginn des 18. Jahrhunderts kartografisch erfasster, südöstlich von Neustadt gelegener Ort:S. 718), Obersachsen und Untersachsen. Karl der Große befahl den Sachsen und den angesiedelten slavischen Knechten Kirchen zu erbauen. Der Würzburger Bischof Wolfgar teilte Karls Sohn Ludwig 826 dann mit, dass der Befehl ausgeführt sei. Die mit dem Königshof in Riedfeld entstandene Kirche St. Martin war dem Heiligen Martin von Tours und später auch Kilian und Bonifatius geweiht. Als Riedfelder Königshuben erweiterten sich die Ortschaften Erlbach und Emskirchen. Das 1007 gegründete Bistum Bamberg erhielt laut Georg Ludwig Lehnes im Jahr 1150 von einer adligen Matrone namens Frenkin den besten Hof ihres kleinen Gutes in Riedfeld geschenkt, wodurch der dem Regensburger Bischof (Landesherr von 1036 bis offiziell 1274) gehörige Besitz des ehemaligen Königshofes vom praedium (Hof) zum praediolum (Höflein) wurde.:S. 18 f., 39, 55, 58, 70–72, 83, 89 f., 92 f., 99 und 293

### Riedfeld unter den Burggrafen

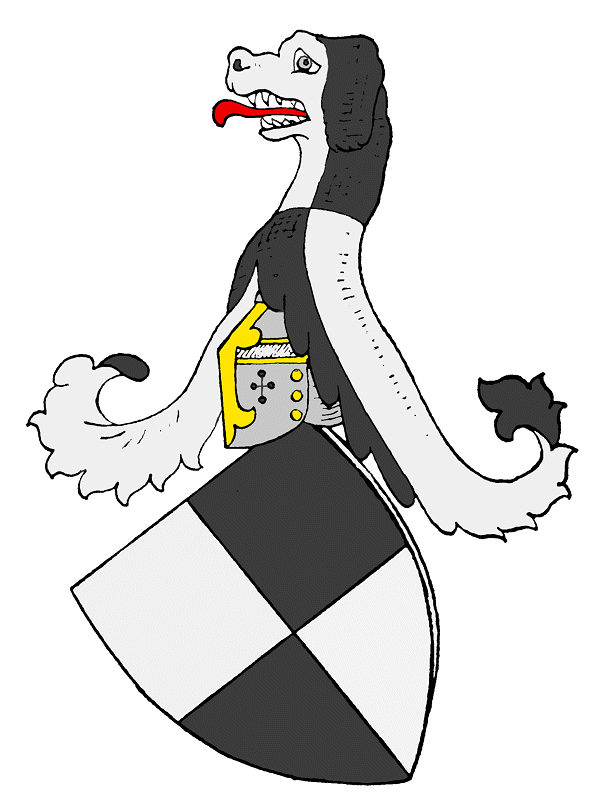
Wappen der Hohenzollern

Ab etwa 1192 (nach dem Erlöschen der Raabser) gelangte Riedfeld mitsamt den regierenden, bis dahin vom österreichischen Geschlecht von Raab gestellten Burggrafen von Nürnberg an das schwäbische Geschlecht der Hohenzollern. Um 1273 erreichten die Hohenzollern, inzwischen ihren abenbergischen Besitz von Abenberg, Cadolzburg und vor allem Roßtal aus expandiert habend, den Höhepunkt ihrer Herrschaft im Aischgrund.:S. 24 f. und 89
In einem Urkundenfragment des letzten Viertels des 13. Jahrhunderts findet sich erstmals der heutige Ortsname, der denselben Ort bzw. den südlichen Ortsteil Riedfelds bezeichnen soll („Rietvelt, nunc Nuwenstatt dictum“: ‚Riedfeld, jetzt Neustadt genannt‘).:S. 28, 48, 83 (laut Ussermann wurde der südliche Teil Riedfelds auch um 1270 schon als „Neustadt“ bezeichnet) und 708
Nachdem im Oktober 1200 der durchreisende Erzbischof und Kardinalprimas Konrad von Mainz bei Riedfeld (damals ein als oppidum befestigter Ort) plötzlich zu Tode gekommen war, erhält er in der ehemals wohl in der Nähe des Saalhofes gelegenen Kirche des Orts die kirchliche Begräbnisfeier.:S. 72, 294 und 479
Als Vogt von Riedfeld war ein gewisser Konrad (Cuonrad von Riedfeld) tätig, der für den weit entfernten Bischof von Regensburg, welcher seit der ersten Hälfte des 11. Jahrhunderts, etwa 1040, das Besitzrecht an Riedfeld von Heinrich II. erhalten hatte, als Vogt (Vertreter des Landesherrn, hier des Bischofs von Regensburg, sein Verwandter Gebhard IV. von Gosham) die Verwaltung des Ortes innehatte. Erstmals urkundlich erwähnt wurde er in den Jahren 1130 und 1147. Ein weiterer Konrad von Riedfeld, der Klostervogt und „Vogt von Neustadt, Ritter“ (Conradus, dictus praepositus de nova civitate, miles), wurde 1294 und 1300 in Urkunden genannt.:S. 19–24, 103 und 299–301
Die 1274 durch den Papst Gregor X. mit einem, durch den Nürnberger Burggrafen und Landesherrn erbetene Ablässe für viele Tage ausgestattete und zu dieser Zeit aus Trümmern wiederaufgebaute Martinskirche, wohin an den Ablasstagen dann auch Wallfahrten zogen (und mit den Pilgerzügen entstand ein Handelsverkehr, der grundlegend für die späteren Jahrmärkte von Riedfeld-Neustadt wurde), fiel um 1430 (möglicherweise 1426 oder 1432) den von räuberischen Adeligen verursachten Flammen zum Opfer.:S. 294
Im Jahr 1275 wurde das auf einem 1245 durch Andreas von Hohenlohe verschenkten Grundstück erbaute Kloster Birkenfeld als Stiftung gegründet, welches nicht dem Würzburger Bischof, sondern als Vogtei von 1265 bis 1291 dem gute Beziehungen zum Papst habenden:S. 89 f. Burggraf Friedrich III. von Nürnberg und bis 1294 Hartung von Riedfeld unterstand. Im Februar 1272 wurde Friedrichs Tochter Elisabeth nach Genehmigung durch den Landesherrn (der Bischof von Regensburg Leo (von Tundorf), der Nachfolger von Albert I. von Pietengau und Albertus Magnus) mit dem bereits 1278 das Recht auf vier Märkte pro Jahr habenden Markt Riedfeld belehnt.
Ab 1272, als der Regensburger Bischof den Nürnberger Burggrafen das Lehen auch zur Vererbung in weiblicher Linie zusicherten, wirkten die Burggrafen (die das Herrschaftsgebiet Riedfeld wohl schon um 1200 als königliches Lehen von Regensburg erhalten hatten) als unabhängige Landesherren der Region und nach 1274 tritt der Regensburger Bischof auch nicht mehr in landesherrlicher Funktion in Erscheinung. Riedfeld wurde nun Dorf mit Marktrecht (villa foralis) bzw. Markt (forum).:S. 103 f. und 294

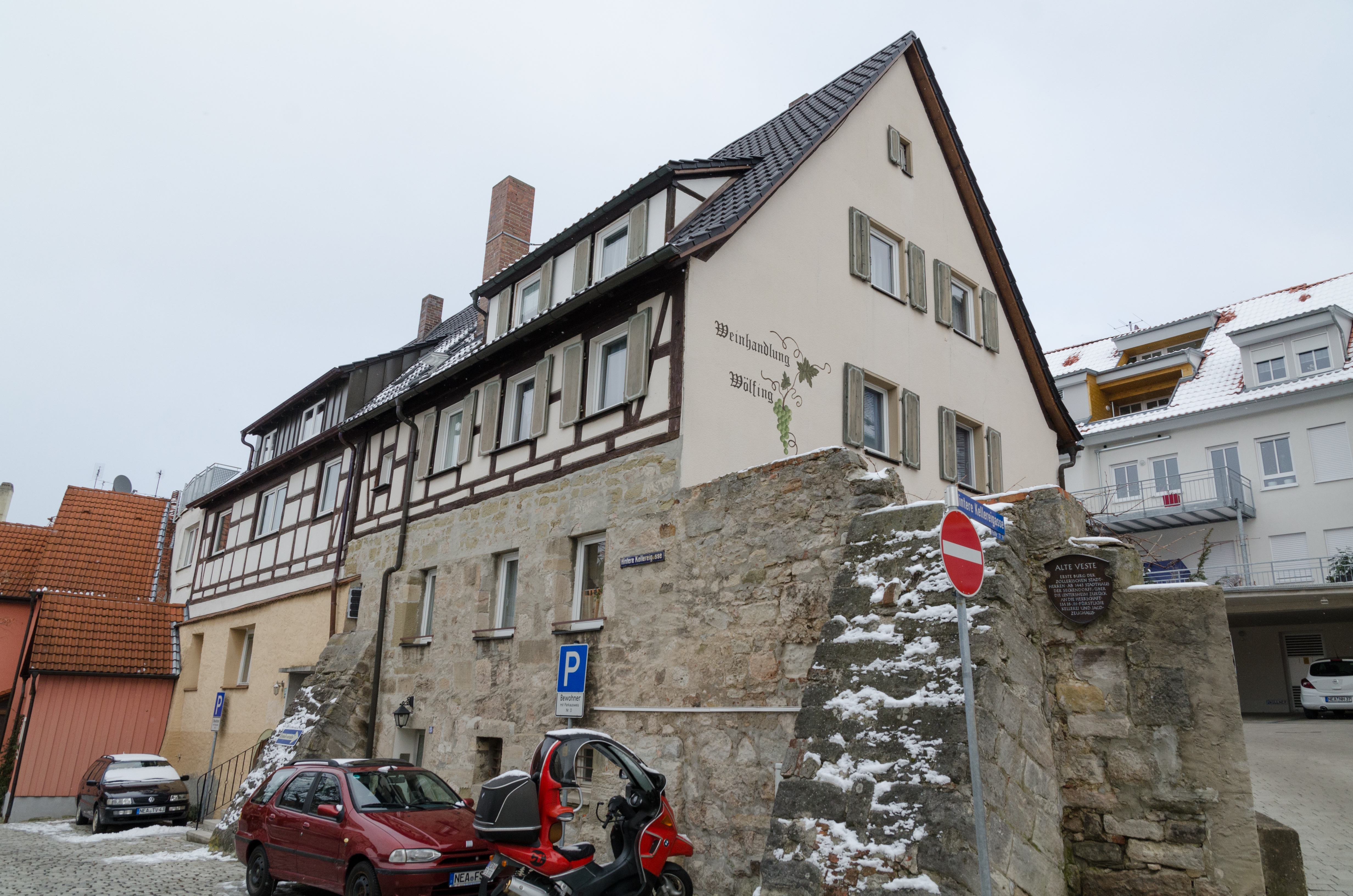
Reste der „Alten Veste“

Um 1287 befahl der Landesherr Friedrich, in dem nun Neustadt („Nuwenstat“) genannten südlich der Aisch gelegenen Teil des Marktes Riedfeld eine (bis auf eine am Haus von Wilhelm Edelmann 1946 durch den Reißzeugfabrikanten Kraft freigelegte Mauer nicht mehr erhaltene:S. 34) Burg am Südostende Riedfelds auf der Anhöhe der späteren „Kellerei“ zu errichten, welche als Festung, Verwaltungssitz (Vicedominat) und immer wieder auch als Fürstenwohnung des Burggrafen und später des Markgrafen diente. Dieses 1493 von Appel von Seckendorff als Steinbau neuerrichtete „veste Haus“, wovon sich noch Reste in der heutigen Hinteren Kellereigasse 15 befinden, wurde von Friedrichs Stellvertreter (Vicedom im 1287 eingerichteten Vicedominat) Gutend von Seckendorff (später, beginnend 1523 mit Veit von Lentersheim, vom Adelsgeschlecht Lentersheim) befehligt. Damit erhielt die „Neue Stadt“ der Nürnberger Burggrafen 1287 eine aus Mauern mit Türmen und gemauerten Toren bestehende Befestigung.:S. 34, 42, 54, 56 72 f., 83, 200, Anm. 10, und S. 295 Für die Mehrzahl der Orte in der Umgebung war Neustadt in den 1280er Jahren Vicedomssitz. Um 1291 ist, unter dem Vicedominat (Landeshauptmannschaft) des Gutend von Seckendorff, als (Advocatus-)Vogt bzw. Klostervogt Hartung von Riedfeld belegt.:S. 23–30, 103 f. und 296

### Neustadt unter den Burggrafen
Neustadt war nun Rechtsnachfolgerin des alten Ortes Riedfeld geworden.:S. 98
Nach dem Tod Friedrichs III., von Döllner „Vater von Neustadt“ genannt, erhielt seine andere Tochter, die mit Heinrich II. zu Castell verheiratete Adelheid, mit ihren Kindern durch Bischof Leo das Erbrecht des Riedfelder Lehens. Bischof Heinrich II. von Rotteneck übertrug ab Dezember 1278 weitere Erbrechte auf die männlichen und weiblichen Nachkommen des Burggrafen Friedrich, so dass Regensburg keinen bedeutenden Einfluss mehr auf Riedfeld hatte und der Nürnberger Burggraf nicht mehr Lehensträger und Vertreter, sondern selbst Landesherr in Riedfeld und im mittleren Aischtal wurde, der sich auch einer Unterstellung des Klosters Birkenfeld unter den Bischof von Würzburg verweigerte.

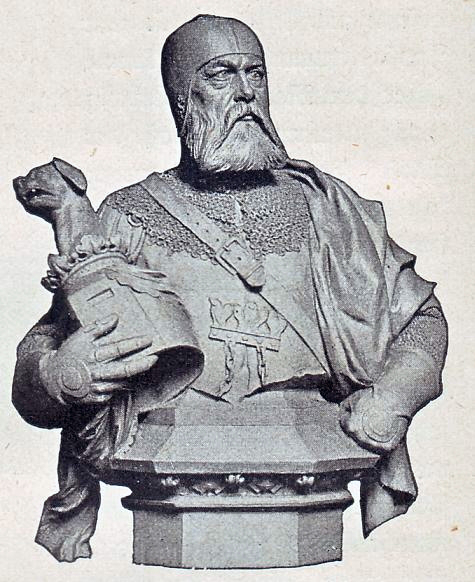
Johann II. von Nürnberg

Durch Burggraf Friedrich IV. (Nürnberg) und seine Ehefrau Margarethe wurde der seit 1285/87 typisch mittelalterlichen Stadt (mit entsprechenden Rechten, welche eine Fürstenstadt des Mittelalters auszeichnen):S. 295 f. und 708 „Newstatt“ ein 1332 durch den Burggrafen Johann II. bestätigtes Privileg über Freizügigkeit ihrer Bewohner und eine Limitierung der Steuern erteilt. Bestätigt wurde das Privileg „der Neuenstatt“ nochmals 1345 durch Friedrichs Sohn, den Burggrafen Albrecht der Schöne. Ebenfalls 1332 ist der erste belegbare Bürgermeister Neustadts urkundlich erwähnt. Am 14. April 1348 setzte Albrecht der Schöne die „Newenstat an der Eysch“ zum Pfand für ein Leibgedinge an seine Braut Sophie von Henneberg.:S. 44–46
Das Recht, in einem Gemeindebräuhaus Bier zu brauen und (wie auch Wein) auszuschenken, hatten die Neustädter erstmals belegt 1332 bewilligt bekommen. In den Jahren 1434 (von Friedrich I.) und 1577 (von Georg Friedrich) wurde dieses Recht bzw. Stadtprivileg markgräflich bestätigt, beschränkte sich jedoch im 18. Jahrhundert nur noch auf das Brauen des eigenen Haustrunkes.:S. 297, 713 und 727
1361 hatte Neustadt (mit Langenzenn) das durch Kaiser Karl IV. genehmigte Münzrecht erhalten und wurde Sitz einer Münzstätte („N“).:S. 48 f. und 297, an der seit 1372 auch Goldgulden geprägt wurden
Die Hohenzollern bauten die „Neue Stadt“ aufgrund ihrer günstigen Lage an der Handelsstraße zwischen Würzburg und Nürnberg am Mittellauf der Aisch zum wirtschaftlichen, politischen und kulturellen Zentrum aus und aus der burggräflichen Weiterentwicklung eines Teils der alten Siedlung Riedfeld entwickelte sich somit die heutige Stadt Neustadt an der Aisch. Um 1370 kam es vermutlich zu einer Stadterweiterung bei deren Mauerbau das „Obere Tor“ (heute Nürnberger Tor) erbaut worden sein dürfte.:S. 28 und 35 Deren ältester Stadtkern wird in etwa viereckfönig begrenzt von der Kirchgasse im Osten, der unteren Waaggasse (benannt nach der Stadtwaage im 1671 neuerrichteten und ab 1672 auch zur Abhaltung von Ratssitzungen dienenden Waaghaus an der Stelle des späteren Tabakgeschäfts Hofmann, wo vor 1553 das erste Rathaus:S. 219 und 273 Neustadts gewesen sein könnte) im Westen, vom Marktplatz im Süden und vom Kirchplatz im Norden und wird kreuzförmig durchschnitten von der Würzburger Straße und der oberen Bleichgasse (alte Aischtalstraße, obere Schlossstraße).:S. 33, 57 und 727
Im 14. Jahrhundert erhielt Neustadt das Recht, Wappen und Siegel (das um 1317 entworfene, beim Brand des Rathauses im Bundesständischen Krieg während des Stadtbrands von 1553 verlorengegangene und im Rahmen der Aufräumung des Bauschutts beim Rathausneubau 1711 wieder aufgefundene Stadtsiegel) zu führen, möglicherweise erst durch Burggraf Friedrich V. (um 1333–1398),:S. 728 aus dessen Regierungszeit in „Newenstat“ eines der ältesten erhaltene Urbare (ein Grund- und Steuerbuch, angelegt 1361 bis 1365 und bis 1382 regelmäßig geführt) stammt.:S. 46–48 und 105 f. Zum „Amt Neustadt“ gehörten 1361 Hohholz, Buchen, Kleinerlbach, Stübach, Dietersheim, Diebach und Schauerheim sowie unter anderem Unter- und Obersachsen und Ehe.:S. 110
Am 19. Mai 1385 teilte Friedrich V. seine Lande unter seinen Söhnen Johann und Friedrich auf. Johann erhielt die Ämter Neustadt, Dachsbach, Hoheneck, Emskirchen und Erlbach.:S. 106

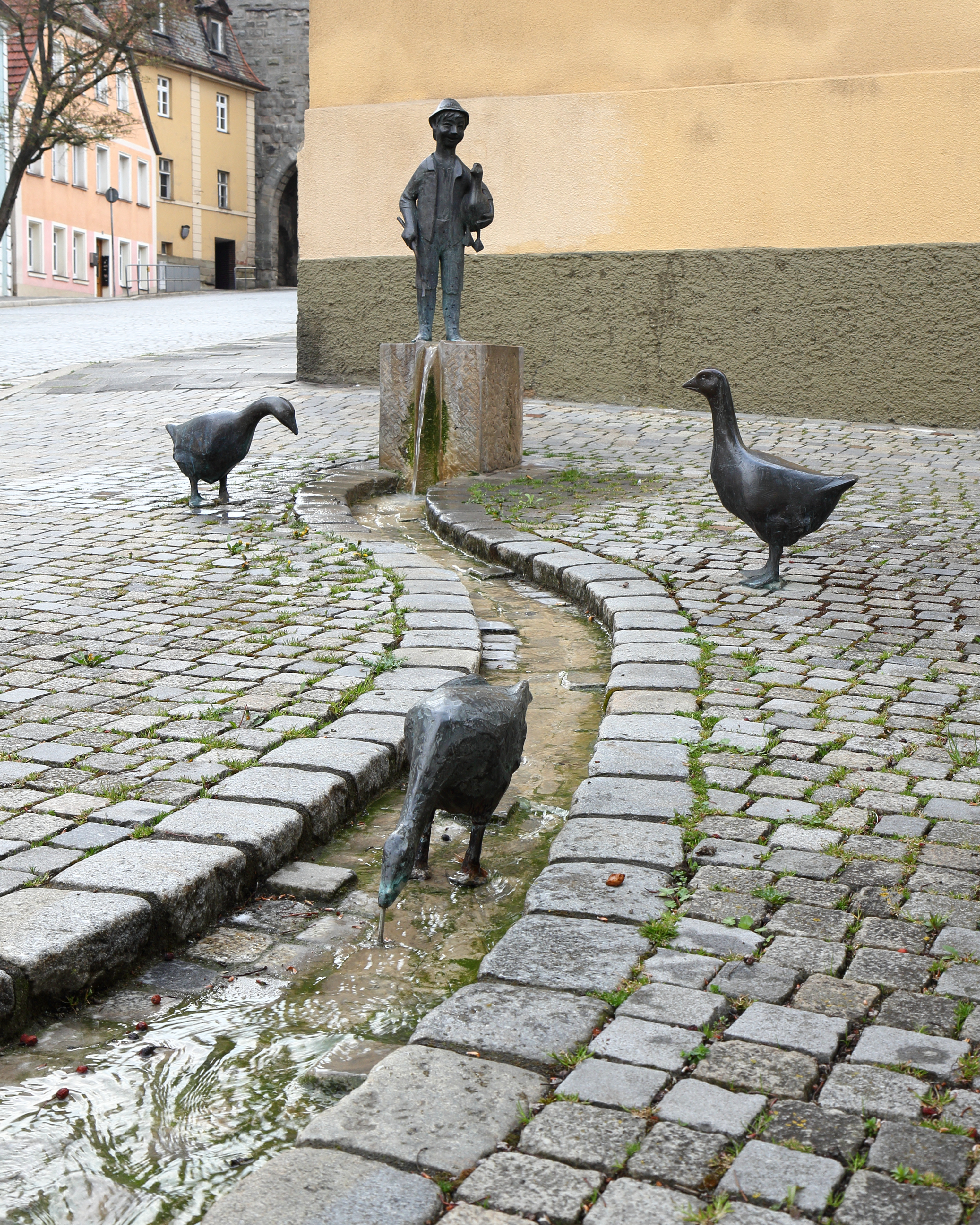
Max-Döllner-Platz (früher „Gänshügel“) mit dem 1998 von Theophil Steinbrenner geschaffenen Gänsehirten-Brunnen. Links davon: Detail des Nürnberger Tors

Im Jahr 1386 erhielten die Burggrafen für Neustadt das Recht, Sitz des kaiserlichen Gerichts zu sein, was die Burggrafen willkürlich auf ganz Franken ausdehnten. und 1361 sowie 1372 ist die Stadt als Münzstätte (Silbermünzen mit dem Zeichen „N“, Golddukaten) belegt.:S. 297
Auf dem „Gänshügel“ mit der „Weeth“ (einem offenen, auch als Brandweiher dienenden, Weiher am späteren Max-Döllner-Platz) war ein Wohnviertel 1409 privilegierter (Freizügigkeit, Sicherung gegen Sonderbesteuerung, eigener Rechtsweg nach jüdischem Recht) Juden, die von Burggraf Friedrich einen Schutzbrief mit dem Vermerk „auf dem Gänshügel bei der Burg“ erhalten hatten. Doch sind auch 1374 bis 1390 jüdische Einwohner für Neustadt belegt, die sich nach der 1370 vorgenommenen, auch den Gänshügel einbezogenen Erweiterung von Neustadts Befestigung, hier wieder niedergelassen hatten, allerdings hohe Steuern (zuzüglich einem Schutzgeld) zu zahlen hatten (Der Nürnberger Burggraf Friedrich V. hatte 1373 wohl ein Privileg hinsichtlich der steuerlichen Belastung und der Freizügigkeit im Fürstentum erlassen). Am 23. Juni 1298 waren im Zuge des Rintfleisch-Pogroms 71 Juden in Neustadt erschlagen worden und am gleichen Tag mehrere Juden in Markt Erlbach. Nachdem der oft und lange in Neustadt sich außerhalb seiner Kriegs- und Raubzüge aufhaltende Kurfürst Albrecht Achilles am 7. Januar 1473 einen 1409 erteilten Freibrief erheblich erweitert hatte, erhielten Juden das Recht zum Kaufhandel im ganzen Land, zur Übersiedlung aus den Städten in die Märkte und Dörfer sowie zur Ausübung einiger ihrer Bräuche wie Schächten und rituelles Baden. Den sie kennzeichnenden Spitzhut und einen gelben Fleck am Arm lehnte Albrecht, der selbst jüdische Leibärzte (Michel aus Hof, 1478 vertreten durch Hirs/Hirsch) angestellt hatte, ab. Auch Albrechts Witwe, Anna von Sachsen, die von 1487 bis 1512 ihren Witwenhof in Neustadt hielt, galt als Gönnerin der Neustädter Juden. Einem von Neustadt auf dem Landtag in Baiersdorf durchgesetzten Wunsch folgender Erlass der regierenden Prinzen Kasimir (Markgraf von 1515 bis 1527) und dessen Vormund Georg vom 26. April 1515 wurden von Dezember 1515 bis Januar 1516 alle Juden aus Neustadt vertrieben; so auch der bedeutende Gelehrte Elija Levita (siehe unten), der danach nie mehr in diese Region zurückkehrte. Im Jahr 1536 erhielt aber der Jude Seligmann Oringer vom Markgrafen (bei Zahlung entsprechender Abgaben und Steuern) für sechs Jahre eine Niederlassungserlaubnis in Neustadt. Bei Pferdediebstählen durch Söldnertruppen im Dreißigjährigen Krieg wurden auch in Neustadt und Umgebung Juden verdächtigt, daran schuldhaft beteiligt gewesen zu sein („und sollen die Juden zu dieser Verräterei und anderen Ungelegenheiten einzig und allein die Ursachen gewesen sein“). Bis Mitte des 18. Jahrhunderts erfolgten mehrere Maßnahmen sowohl der Ausweisung als auch der Ansiedlungserlaubnis bis 1767 schließlich keine Juden mehr innerhalb der Stadt Neustadt gab (Im Jahr 1700 erhielt Josel Levi ein markgräfliches Privileg zur Niederlassung, doch nach einem Erlass der Stadt von 1736 durfte nach dem Aussterben seiner Familie keine weitere Einweisung mehr erfolgen und das letzte Familienmitglied wurde nach Zahlung einer Abfindungssumme zum Weggang aus Neustadt veranlasst). Ein Recht auf religiöse Betätigung erhielt das bayerische Judentum erst 1818.:S. 35, 46, 57, 163–173 (Juden in Neustadt), 197, 236 f., 296 f., 307 und 416

### Neustadt unter den Markgrafen
Vor allem in der ersten Hälfte des 15. Jahrhunderts fanden Zerstörungen im Bereich der Stadt durch den sogenannten Raubadel statt. Diesem stand der markgräfliche Vicedom oder Amtshauptmann von Neustadt machtlos gegenüber. Dem Raubadel wurde durch den nach 1428 Einfluss auf die Landesverwaltung gewinnenden:S. 90 Markgrafen Albrecht von Brandenburg (genannt Albrecht Achilles) mit der Etablierung eines festen Sitzes seiner Obergewalt jedoch Einhalt geboten. Dazu errichtete Albrecht das Innere Schloss (das Neue Schloss). Den Platz der vom Raubadel zwischen 1432 und 1443 zerstörten Burgveste (die burggräfliche Veste auf der späteren „Kellerei“) verschenkte er an Appel von Seckendorff, der dort ein neues Gebäude bauen ließ. Dieses „Neue Haus“ wurde 1553 von einer Nonne und Geschichtsschreiberin aus dem Bamberger St. Klaraklosters als „Schloß“ bezeichnet.
Einen weiteren Beitrag zur gründlichen Ausmerzung des Raubrittertums leistete später (1523) Albrechts Enkel Kasimir mit der Vernichtung von 26 Raubschlössern. Raubrittersitze gab es an den Straßen Nürnberg-Frankfurt und Schwaben-Bamberg. Im Bereich Neustadt waren solche „Raubnester“ insbesondere der Grubsberg (Burgstall Kropfsberg), der Virnsberger Haag (Burg Wernsberg), der Altschauerberg (im Besitz des Eppelein von Gailingen) und Brunn (im Besitz von Christoph Schott) sowie dasjenige auf dem Klausberg, welches 1474 durch Albrecht gebrochen wurde.:S. 39 f., 42, 53 f. und 59 f.
Ein Turnier, zu dem auch Kaiser Siegmund erschien, wurde im Oktober 1434 in „der Newenstatt an der Aysch“ vom Markgrafen Albrecht veranstaltet. Auch König Friedrich III. (später Kaiser) war, am 8. Juni 1442 auf dem Weg zu Krönung, ein prominenter Übernachtungsgast in Neustadt, der sich auch 1453 und 1492 in Neustadt aufhielt.:S. 38–40 und 50 Im Jahr 1434 wurden nochmals die seit dem 20. September 1318 durch den Burggrafen Friedrich IV. von Nürnberg und seiner Gemahlin, Burggräfin Margaretha, bewilligten besonderen Stadtrechte für den größten Teil der Stadt zusammengefasst (Diese, unter anderem die Amtsgewalt fürstlicher Diener einschränkenden Freiheitsbriefe von 1318, 1332 und 1434 wurden im Jahr 1577 durch den Markgrafen Georg Friedrich in einer „Confirmation“ nochmals bekräftigt).:S. 211 f., 296, 708 f. und 713
Machtpolitische Auseinandersetzungen zwischen dem Hochstift Würzburg und dem zollerischen Fürstentum führten zwischen 1436 und 1440 auch zu militärischen Konflikten zwischen den Burg- und Markgrafen auf der einen und dem Bistum Würzburg auf der anderen Seite. Zwischen 1458 und 1462 erfolgte die Gründung und Errichtung eines Franziskanerklosters (Kloster St. Wolfgang) im nunmehr zum Vorort Neustadts gewordenen Riedfeld, dessen vormals eigene Pfarrei bereits 1434 in die Pfarrei Neustadt übergegangen war (1491 ist die Einpfarrung Riedfelds nach Neustadt ebenfalls belegt).:S. 80–82, 113 und 723

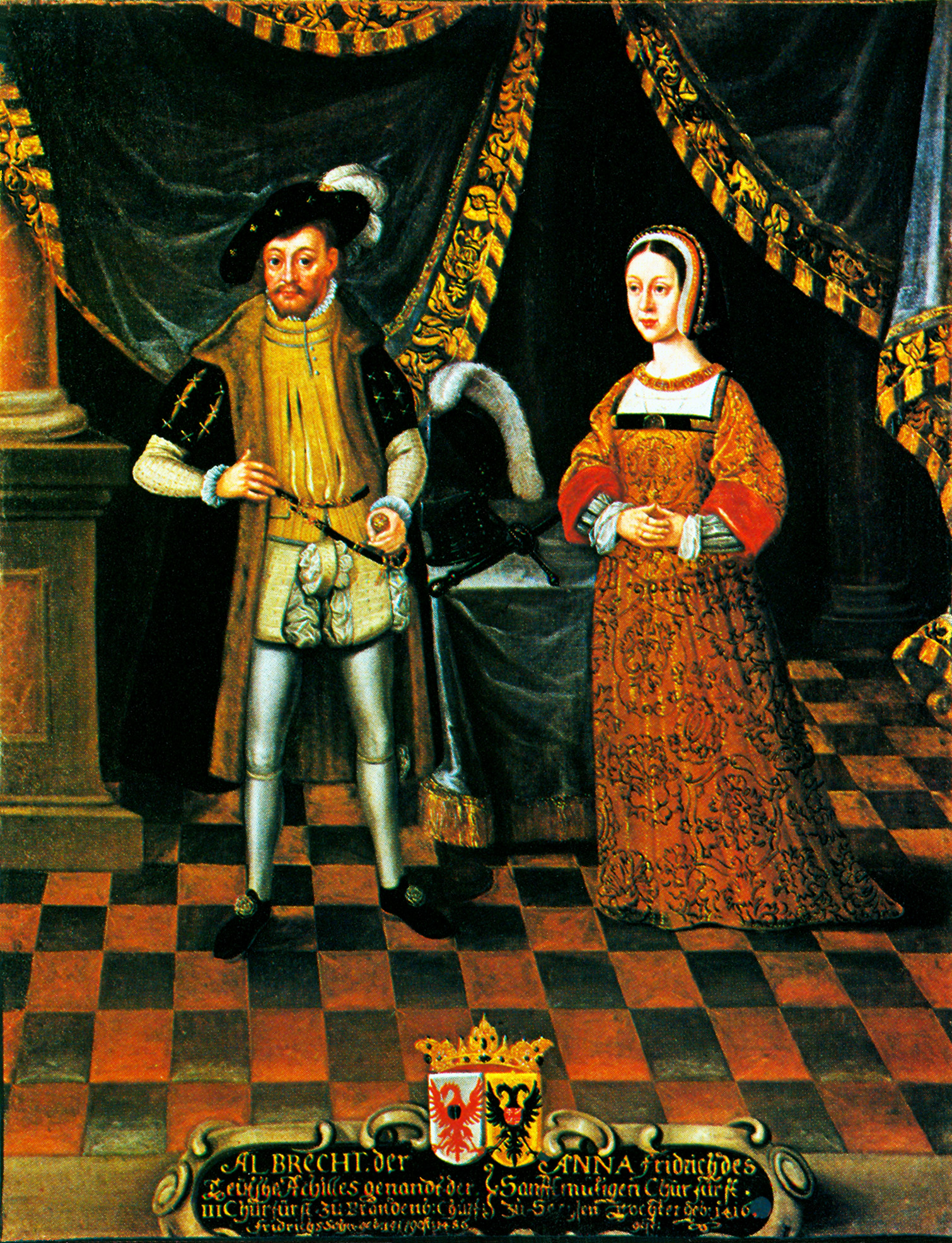
Anna von Sachsen mit ihrem Gemahl Albrecht Achilles, nicht zeitgenössisches Gemälde um 1625, Schloss Gripsholm

Im ausgehenden 15. Jahrhundert machten Markgraf Albrecht Achilles, der ab 1437 neben und ab 1457 anstelle seines Bruders Johann (1406–1464), der auf der Plassenburg (vor Kulmbach und Bayreuth Sitz der Landesherrschaft:S. 108 und 182) lieber alchemistische Studien betrieb, die Regierungsgewalt über Neustadt hatte, und Kurfürstin Anna Neustadt zum Festungsstandort. Ab 1443 hatte Johann „mit überheblichen Forderungen“ die Beziehungen zu Bamberg abbrechen lassen. Nachdem Albrechts Bruder Friedrich II. († 1471 in Neustadt) als Kurfürst zurückgetreten war, hatte Albrecht 1470 dessen Amt übernommen und in Neustadt das Schloss errichten lassen, wo er auch gelegentlich wohnte und welches er Anna, seiner zweiten Ehefrau, als Witwensitz vermacht hatte (als Wittum zusammen mit dem Gebiet von Neustadt und Umgebung, welches von 1487 bis 1516 Landeshauptmannschaft unter Landeshauptmann Heinrich von Seckendorff war). Im Jahr 1487 hatte Kurfürstin Anna (1437–1512) einen Arzt nach Neustadt berufen (Im ganzen Markgraftum Plassenburg-Ansbach gab es vier Ärzte), die Verwaltung ihrer Einkünfte oblag dem Kastner Joh. Schmidt, ihre Hofmarschall war zugleich Landeshauptmann (1292 Philipp von Seckendorff, gefolgt 1495 von Sebastian von Seckendorff). Nach dem Tod der Kurfürstin Anna 1512 kam es durch den Verlust deren Hofhaltung zu wirtschaftlichen Einbußen für Neustadt, da danach weder Markgraf Friedrich V. noch dessen Sohn Kasimir die Stadt als Residenz nutzten (Erst unter Albrecht Alcibiades (1522–1557) wurde Neustadt wieder Residenzstadt und besondere Landes-Hauptmannschaft für das „Land unter dem Gebirg“, d. h. an der Regnitz und Aisch).:S. 58, 61, 196, 299, 303 und 524 Eine im 15. Jahrhundert durchgeführte Stadterweiterung mit dem um 1448 abgeschlossenen Befestigungsgürtel prägte das Stadtbild bis 1873 und auch darüber hinaus. Unter den auch militärisch ausgefochtenen Konflikten zwischen Albrecht und dem Bischof von Würzburg sowie der Reichsstadt Nürnberg hatte vor allem die Landbevölkerung zu leiden.:S. 31 f., 35 f., 40, 51, 53, 90 und 107
Das Schulwesen in Neustadt ist ab 1400 urkundlich belegt und wurde ab Mitte des 15. Jahrhunderts durch den Landesherrn Albrecht Achilles gefördert.:S. 94 Im Jahr 1495 wurde das Archidiakonat erbaut mit der „alten Schule“ gebaut und gilt als Neustadts ältestes Schulgebäude.:S. 203 und 207

## Neuzeit

### 16. Jahrhundert

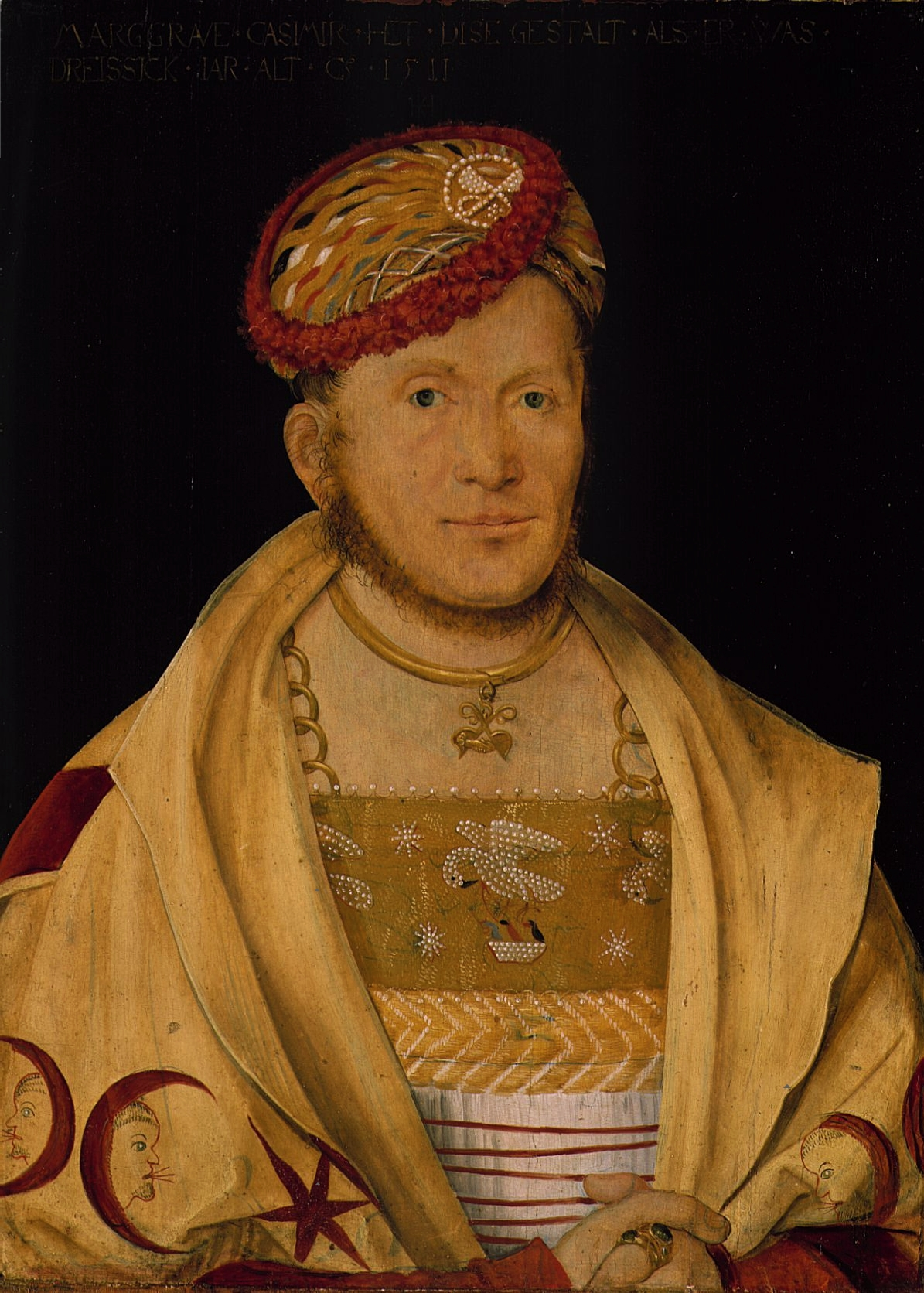
Markgraf Kasimir

1523 erhielt die Stadt das Recht, Pflasterzoll und (bis 31. März 1924) Brückenzoll zu erheben und Markgraf Kasimir stimmte einer Lenkung der alten Heerstraße (die Hauptstraße bzw. „alte Hochstraße“ Würzburg-Nürnberg) durch die Aischfurt bei den seit 1491 nach Neustadt eingepfarrten Orten Riedfeld und Rößleinsdorf (früher auch nach der dort wohl seit dem 15. Jahrhundert bestehenden Pferdezucht „Rösselsdorf“ oder – erstmals 1421 in einem Salbuch (Lehensbuch) – „Rößelsdorf“ genannt) auf die heutige Würzburger Straße durch die Stadt und über den Marktplatz zum Nürnberger Tor zu.:S. 35, 60, Anm. 32, S. 113, 438, 712 f. und 731 Auch die Fischereirechte wurden in diesem Jahr durch Kasimir nochmals ausführlich formuliert (Die Fischpreise waren in fischarmen Städten aufgrund der vielen Fast- und Abstinenztage im 14. und 15. Jahrhundert mitunter höher als die von Schweine- oder Rindfleisch, so dass die zahlreichen Weiher in und um Neustadt eine planmäßige Fischzucht mit reicher Ausbeute an Fischen und Krebsen ermöglichten:S. 458 f.).:S. 281, 459 und 726

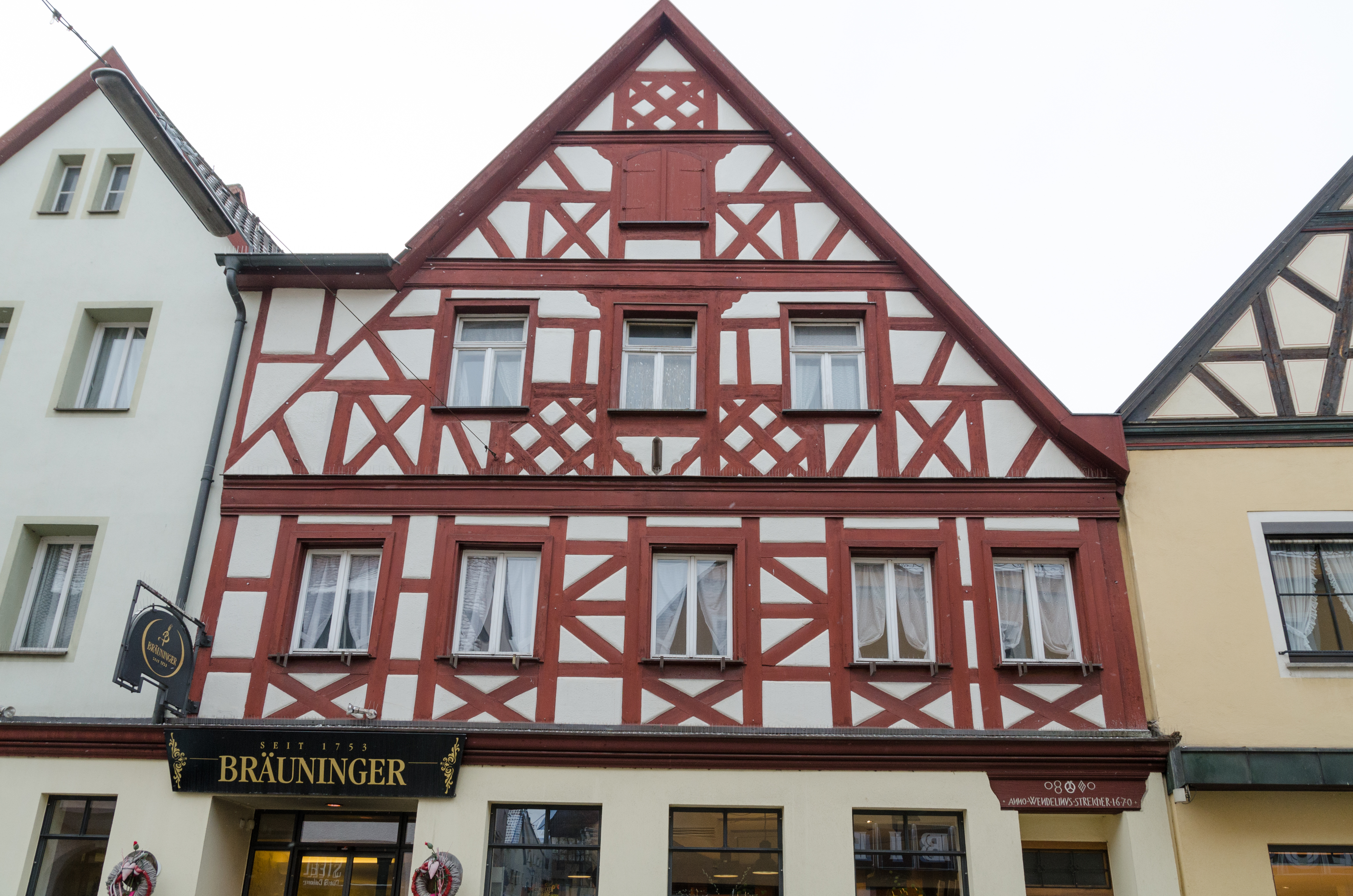
Von Wendelin(us) Streicher erbautes Fachwerkhaus, später Bäckerei Streicher, dann Café Beyer und nachfolgend Bäckerei Bräuninger

Um 1524 erfolgte durch Kasimir in Neustadt eine Wiederbelebung der sogenannten Siebnerei, die für die feste Umschreibung der Flurgrenzen, etwa durch Steinkreuze (steinerne Feldkreuze) als Grenzzeichen, aber bis 1788 auch zur Begutachtung von Streitigkeiten grundrechtlicher Art innerhalb der Stadtmauern zuständig war (Über die Einhaltung der Siebnereiordnung wachte der Obersiebner, dessen Amt vom Amtmann oder Kastner ausgeübt wurde).:S. 60, Anm. 32, S. 92, Anm. 57, S. 144, 312, 342 f., 712 und 714 f. Neustadts seither dafür zuständige Siebener („Feldgeschworene“) gehören inzwischen zum Unesco-Weltkulturerbe. Sie ersetzen, bestätigt durch Siebnereiordnungen von 1632, 1643, 1868, 1892 und 1906 die von ihnen aufgestellten Grenzsteine der Stadtgemarkung und kontrollieren sie alle sieben Jahre. Ein bekannter Siebner war der 1683 in das Amt eingeführte Wendelin Streicher, der spätere Zunftmeister der, häufig als Siebner tätigen, Bäcker (Der Siebnereiobmann Streicher war zudem Rat der Stadt und später auch Bürgermeister; er erbaute 1676 ein schönes Fachwerkhaus in der Bamberger Straße 7, worin später die Bäckerei Beyer unterkam).:S. 333, 342 f., 729 und 737 (Das dortige Café Beyer wurde Vorbild für das Café Bayer in der Fernsehserie Lindenstraße).
Der durch die Auflehnung des Volkes gegen Adel und Klerus geprägte Bauernkrieg von 1525 hinterließ am Riedfelder Kloster zwar Schäden, doch die umliegenden Höfe waren davon weitgehend verschont geblieben.:S. 42 Neustadt ergab sich den am 8. Mai 1525 von Gutenstetten aus angerückten Belagerern. Von diesen drangen danach etwa 500 Bauern in die Stadt ein und ein Teil der Bürger schloss sich ihnen an. Der Rat, der auch einige Mitglieder an die Freiheitskämpfer verlor, wurde neu besetzt, der fürstliche Schultheiß verjagt und es kam zu Plünderungen. Am 9. Mai hatten sich dann noch Cadolzburger Bauern den Kämpfern angeschlossen und es kam nach dem an diesem Tag erfolgten Brandanschlag auf Schloss Dachsbach am 13. Mai auch zu Zerstörungen des Edelfrauenstifts Birkenfeld, am 14. Mai zur Plünderung und Brand von Schloss Hohen-Kottenheim. Am 16. Mai wurde unter Hauptmann Koberer das kleine Kloster Riedfeld in Brand gesetzt und Schloss Speckfeld niedergebrannt. Zwischen Mitte Mai und Mitte Juni 1525 war Neustadt das Hauptquartier der Aufständischen aus dem ganzen Aischgrund. Anführer waren der Emskirchener Georg Schütz, der Dachsbacher Fähnrich Heinz Hartig und der Stadtkommandant Claus Heuler. Der Neustädter Bernh. Großmann ließ zudem einen Trupp aus Volkach kommen, der mit Schwarzenbergern und Bibartern auf dem Weg nach Neustadt Schloss Sugenheim (heute ein Spielzeugmuseum) plünderte und anzündete. Niedergeschlagen vor allem durch Markgraf Kasimir, dessen Soldaten am 26. Mai Gutenstetten, Diespeck, Stübach und andere Ortschaften anzündeten, endete der Aufstand der Bauern Ende Juni 1525. Eine Bitte um Gnade, welche eine Neustädter Abordnung an Kasimir in Uffenheim richtete, war wirkungslos. Nachdem Kasimir, der auch in Rothenburger, Würzburger, Henneberger und Bamberger Gebieten seinen „Rachezug“ durchführte, am 25. Juni vor den Toren Neustadts auf dem Wasen angerückt war, kam es am Tag darauf dort auf dem Stadtwasen (Der Platz „Wasen“ wurde seit dem Dreißigjährigen Krieg auch als Schießwasen bezeichnet, diente in der Husaren- und Ulanenzeit zwischen 1774 und 1886/1887 als Exerzier- und Reitplatz und ist seit etwa 1900 der heutige Festplatz an den Herrenbergen) auch zu 18 Enthauptungen von „Bürgern und Bauern“.:S. 61–67 und 407

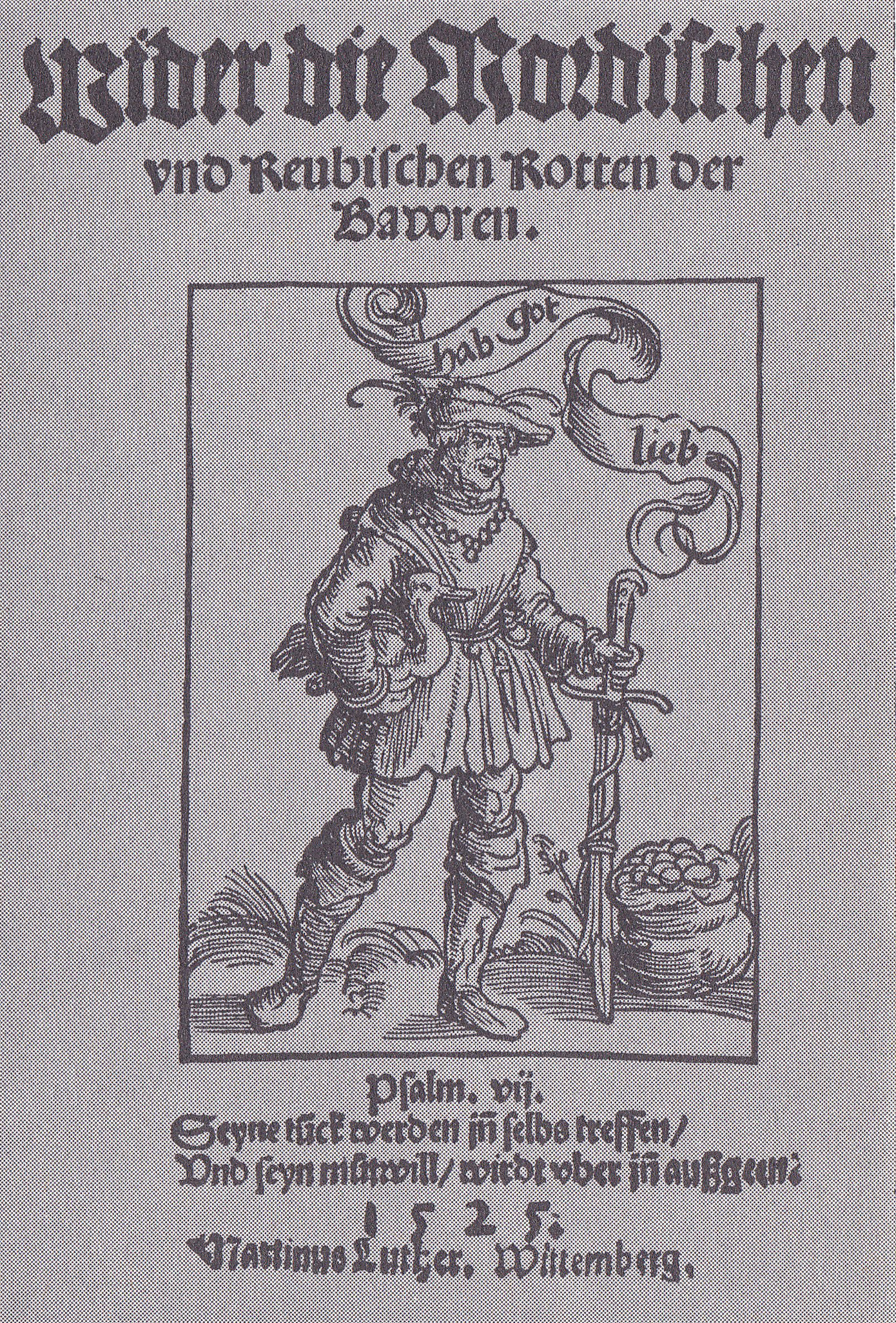
Schrift Martin Luthers gegen die Bauern

Eine vor dem Bauernkrieg von dem markgräflichen Kanzler Vogler angeregte Petition an den Markgrafen Kasimir, die neue Lehre des Wittenberger Reformators Luther, etwa in Form einer deutschsprachigen Messe, zu etablieren, wurde 1523/1524 noch abgelehnt (Wie auch die 1446/1447 aufgekommenen Ideen Neustädter Anhänger des Hussitenpredigers Friedrich Müller durch Markgraf und Fürstbischof unterbunden wurden). Eine auf Rat des Nürnberger Ratsschreibers Spengler von Vogler beantragte „allgemeine kirchliche Visitation“ wurde dann aber vom Landtag angenommen. Ein vom 14. bis 24. Juni 1528 in Schwabach stattfindende Tagung der freien Stadt Nürnburg legte Lehrartikel, Frage- und Visitationsartikel einer neuen „brandenburgisch-nürnbergischen Kirchenordnung“ zu Grunde.:S. 186 Vorkämpfer der lutherischen Ideen waren im Raum Neustadt etwa der aus Markt Erlbach stammende Caspar Löner (insbesondere in Unternesselbach und im Kloster Birkenfeld), Johann Gramann und ein Dominikus Seyfried.
In Neustadt und Umgebung wurde ab etwa Juni 1528 die Reformation durchgeführt. Damit wurde Neustadt aus der seit 741/742 bestehenden Verbindung zum Bistum Würzburg gelöst und die landesherrliche Kirchengewalt erhielten die Markgrafen, deren ausführendes Organ (bis zur Angliederung von Dekanat und Kirchengemeinde an das Konsistorium zu Ansbach im Jahr 1817) das Konsistorium zu Bayreuth war. Die Stadt erhielt unter dem Markgrafen Georg der Fromme 1533 eine neue, auf lutherischer Grundlage verfasste Kirchenordnung. Widersprüche der zuvor in Neustadt lebenden Witwe des vorherigen Markgrafen Kasimir, Susanna von Bayern, gegen die Durchführung des Landtagsabschiedes von 1528 und gegen die Einziehung des Vermögens der Frühmesse im Schloss 1538 wurden über seine Ansbacher Räte von Markgraf Georg abgewiesen, der kirchliches Vermögen im Rahmen der auch als (fürstliche) Säkularisation (von Döllner scherzhaft als „Einsäckelung des Kirchengutes“ bezeichnet) bezeichneten Reformation einzog. Erster evangelischer Pfarrer Neustadts wurde der 1527 vereidigte Johannes Lang, der Ende November auch als Berater der Ansbacher Visitationskommission berufen wurde. Der 1528 als Kaplan in Neustadt tätige Erasmus Hirschberger wurde evangelischer Geistlicher in Dachsbach.:S. 100 f., 137, 182–195 (Reformationszeitalter), 216, 306 f. und 410 f.

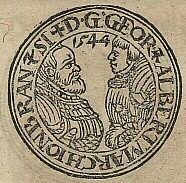
Die Markgrafen Georg und Albrecht

Zur Zeit der Regierung von Kasimirs Sohn Albrecht II., genannt Alcibiades, der 1541 seinen Fürstensitz nach Neustadt verlegte:S. 67 und 107 und seinen Leibarzt Seyfferth († 1543 in Neustadt) nach Neustadt brachte, bestand eine durch die verwitwete Schwester Albrechts betriebene fürstliche Badestube in der oberen Schlossgasse (Schon 1361 sind in Neustadt am Kirchplatz und in der oberen Schlossgasse zwei Badstuben nachgewiesen, welche im 17. Jahrhundert in Privatbesitz waren. Eine Badestube im ersten Viertel des 19. Jahrhunderts wurde von dem als Chirurg und Geburtshelfer („Accoucheur“) und in der Behandlung von Hospitalinsassen tätigen „Landarzt“ Georg Füchtbauer († 1831) und ab 3. Januar 1832 seinem Nachfolger Weber aus Baiersdorf betrieben).:S. 208, Anm. 8, S. 514 f. und 524–527
Im Zweiten Markgrafenkrieg (Bundesständischer Krieg) kam es am 9. Juni 1553 zu Plünderungen und einer verheerenden Niederbrennung des Ende Januar durch Albrecht Alcibiades mit Ritterschaft und Streitkräften aufgerüsteten Neustadt, wobei wohl vor allem bürgerliche Gebäude betroffen waren. Beteiligt waren dabei Truppen aus Nürnberg und Windsheim, nach einer Brandenburger Chronik auch Braunschweiger und nach der Würzburger Chronik auch Truppen des Würzburger Fürstbischofs Melchior von Zobel. Hierbei wurden die meisten Urkunden, Privilegien, Protokolle und Ratsbücher der Stadt vernichtet (Abschriften, die Inhalte der verbrannten Dokumente enthalten, wurden in Bad Windsheim und Ansbach gefunden).:S. 170, 196–206 (Neustadt im bundesständischen Krieg), 206–211 und 303 f.

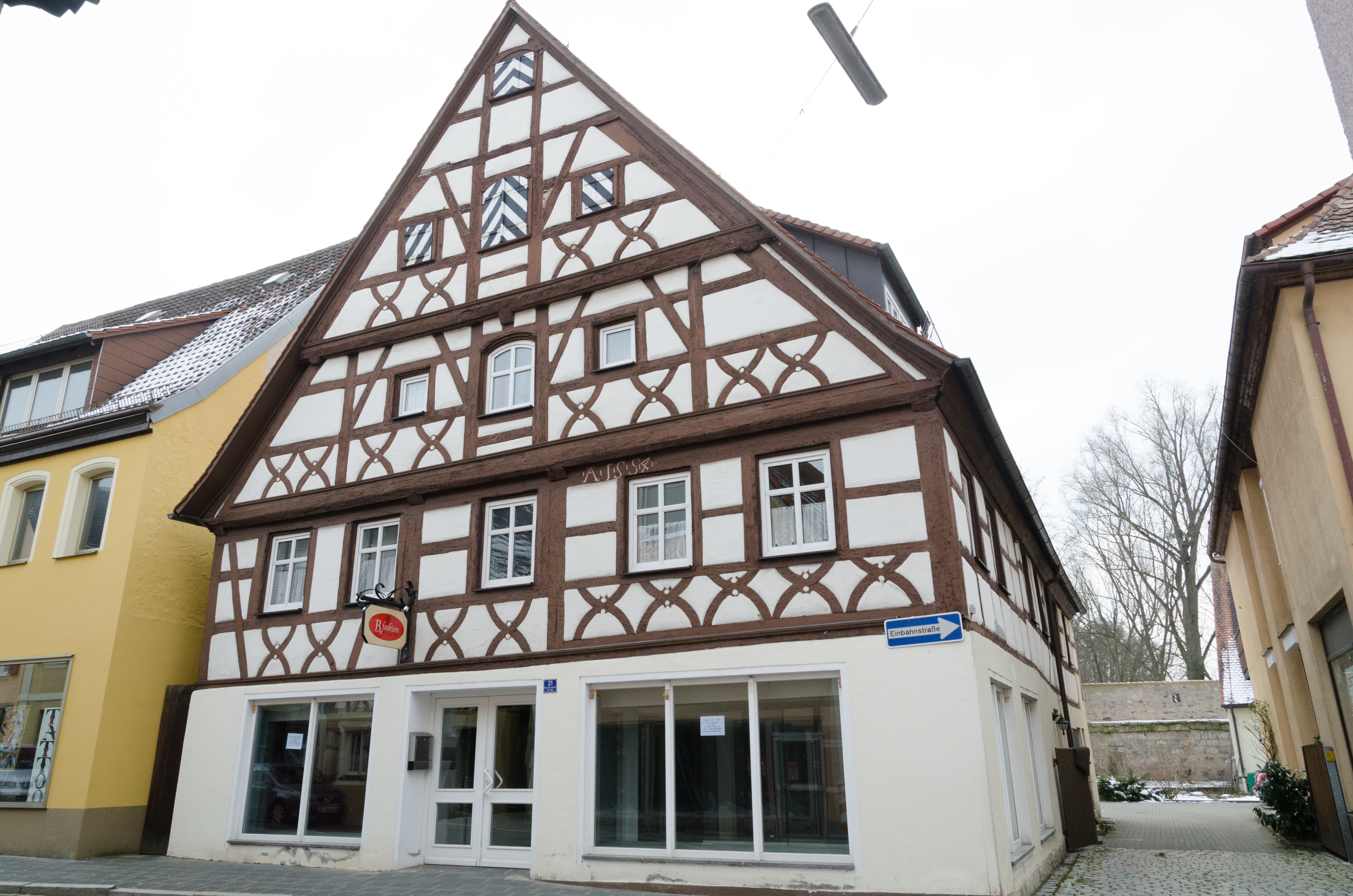
Haus in der Würzburger Straße 21 (ehemals Gasthaus zum Stern), erbaut 1554

Die 1553 schwer beschädigte Stadt, wohl ohne dass Menschen ums Leben gekommen sind, wurde unter Leitung des aus Nürnberg gekommenen Verwalters Michael Faber († 1554) von der freien Reichsstadt Nürnberg als Ersatz für den ihnen zugefügten Schaden in Besitz genommen. Albrecht Alcibiades wurde vertrieben. Nachdem bereits ein durch den Nürnberger „Palier“ Jörg Kunz Jung auszuführender Plan zum Abbruch der Stadtmauern Neustadts in Auftrag gegeben worden war, kam es mit Georg Friedrich, dem Vetter von Albrecht Alcibiades und Sohn von dessen Vormund Georg dem Frommen, nachdem Kaiser Karl V. ab 1555 zunächst den Besitz Albrechts und somit auch Neustadt als heimgefallenes Reichslehen für sich beansprucht hatte, zu einer Einigung und er erhielt bei der am 9. April 1557 durch den Landeshauptmann „auf dem Gebirg“ von Schaumberg vollzogenen Übernahme und Vereidigung auf den Markgrafen Neustadt zurück und „vereinigte wieder den ganzen hohenzollerischen Besitz“ in Franken in seiner Hand. Somit gewann Neustadt und der Aischgrund wieder Anschluss an die Hauptstadt Ansbach. Im selben Jahr begann der bis 1601 (Wiederherstellung des Riedfelder Tors als Verteidigungsanlage) erfolgende, durch einen Brand 1590 unterbrochene, Wiederaufbau vor allem der Wohnbauten. Dem neuen Hauptmann Friedrich von Obernitz war daraufhin die Erstellung des ersten in Neustadt nachweisbaren Rathauses zu verdanken. Zu den ersten Gebäuden, die nach dem Brand neu gebaut wurden gehört das 1554 erbaute breitgiebelige Haus in der Würzburger Straße 21, das über 100 Jahre als Gasthaus zum Stern diente.:S. 204–212, 218, 221, 228 f. und 264
Die Einrichtung eines (zuvor in Gutenstetten ansässigen) Dekanats (zuständig für den mittleren Aischgrund) in Neustadt wurde 1564 durchgeführt und 1565 dort die erste Synode abgehalten. Erster Dekan wurde Georg Leutner, der zuvor in Ansbach tätig gewesene markgräfliche Hofprediger.:S. 99, 111, 122, 212, 410 und 676 f.
Bei einer Pestepidemie 1575 kam es zu vielen Todesfällen in Neustadt („das große Sterben“).:S. 208, Anm. 7
Wegen ihrer Glaubensüberzeugungen ihre Heimat Verlassende fanden Aufnahme in Neustadt und gewannen zum Teil hohes Ansehen. So ließen sich 1585/1586 „Exulanten“ aus dem Hochstift Würzburg nieder und 1597 solche aus dem Hochstift Bamberg. Der 1564 aus Dettelbach zugewanderte Georg Sandrock (oder „Georg Sandruck“) ist 1583 Bürgermeister geworden, der aus Würzburg 1588 vertriebene Karl Göbel wurde 1603 Ratsmitglied und 1604 Zweiter Bürgermeister. Der aus Kronach gekommene Wolf Schnuppenhagen stiftete der Kirchenbibliothek 1597 ein Buch.:S. 213 f.
Um 1597 bis 1601 war laut der Stadtchronik von Matthias Salomon Schnizzer:S. 287 und 524 aus dem Jahr 1708 der Medizinprofessor Georg Marius Stadtphysikus in Neustadt an der Aisch gewesen.
Von 1576 bis 1597 war als Stadtvogt der zugleich als Ratsherr der Stadt wirkende Johann Knappe eingesetzt. Anfang des Jahres 1598 wurde Sigmund Berchtold (zuvor Verwalter des klostermüncharachischen Vogteiamts Altheim-Rüdisbronn) als Vogt in Neustadt eingesetzt. Bei seinem Amtsantritt wurden ihm vom Bürgermeister und dem Stadtrat uralte Stadtprivilegien (etwa des Abschriften von Privilegien-Urkunden enthaltenden, den Zerstörungen von 1553 standgehaltenen, Stadtbuchs) vorgelegt. Er weigerte sich aber vehement, diese anzuerkennen. Daraufhin kam es zu einem mehrjährigen Streit zwischen der Stadt Neustadt an der Aisch und der Regierung in Ansbach. Im Jahr 1601 wurde Sigmund Berchtold nach Münchaurach versetzt, wo er laut Kirchenbucheintrag am 15. Februar 1613 starb.:S. 210 f.

### 17. Jahrhundert
Nach der ein Vierteljahrhundert nach der Reformation:S. 67–101 (Kirchliche Entwicklung bis zur Reformation 1528) erfolgten, gemäß Neustadts erstem Stadtchronisten Matthias Salomon Schnizzer von dem Neustädter Pfarrer Seyfried Marquard vorhergesehenen, Niederbrennung im zweiten Markgräflerkrieg 1553:S. 203 f. und 212 begann eine lang anhaltende Auf- und Ausbauphase, die zwar zu Beginn des 17. Jahrhunderts die meisten Zerstörungen an Wohnbauten und einigen Verteidigungsanlagen wieder reparieren konnte, aber erst mit den durch vor allem zwischen 1631 und 1641 stattgefundenen (darunter sieben großen) Überfällen mit Plünderungen und verheerenden Zerstörungen durch schwedische Truppen im Dreißigjährigen Krieg (1618–1648):S. 226–256 ein Ende fand. Die ersten Auswirkungen für die Stadt zeigte der 1618 angefangene Krieg mit dem Zug durch das obere Aischtal einer Schar von dem durch den Kurfürsten und neugewählten calvinischen Böhmenkönig Friedrich V. von der Pfalz unterstützten Peter Mansfeld geführter unionistischer Söldlinge, die trotz bereits aufgelöster Protestantischer Union, im Juli 1620 wie auch danach weiter plündernd durch Deutschland und auch die seit 3. Juli neutralen fränkischen Markgrafschaften zogen. Im Oktober und November 1631 brachen die feindlichen Heere in den Steigerwald und den Aischgrund, wovon auch Neustadt schwer betroffen wurde.:S. 227–248 Das durch „Kipper und Wipper“ (Verschlechterung der Münzen durch minderwertige Legierung und zu geringes Gewicht) beschädigte Währungswesen im fränkischen, schwäbischen und bairischen Kreis sollte mit einer 1624 in Würzburg beschlossenen Münzkonvention wieder saniert werden (Der Erlangener Münzmeister Hans Rentsch betrieb Ende 1621/Anfang 1622 für zwei bis drei Wochen eine Kipperwerkstatt in der Kohlenmühle und überreichte am 13. Januar 1622 dem Markgrafen den Münzgewinn von 1000 Gulden, und im November 1622 stellte der aus Schauenstein gekommenen Joachim Freund ebenfalls Münzen in der Kohlenmühle her, etwa den als „Rose von Neustadt“ bezeichneten Kipperzwitter sowie ein 24-Kronen-Stück).:S. 233 f. Zum Rückgang des kulturellen, schulischen und geistlichen Lebens sowie den gesundheitsgefährdenden hygienischen Bedingungen und der mangelnden Wasserversorgung kam auch der finanzielle Schaden und das Erliegen des Handels hinzu, so dass ab etwa 1632 selbst der Lebensunterhalt der Geistlichen nicht mehr gewährleistet war (Von 1632 bis 1635 wurde die Pfarrei Neustadt durch Geistliche aus Unternesselbach, Baudenbach und Schornweisach versorgt). Zudem waren 42 landesherrliche Reiter, die zur Verteidigung der Stadt hätten beitragen könne, 1632 abberufen worden. Auch eine englische Brigade war 1632 in Neustadt, wo sich der bisherige Kommandeur John Hepburn verabschiedete und Major Robert Monro(e) seinen Befehl übernahm. Im Stich gelassen wurde Neustadt im November 1631 und im Juli 1632 von seinem Amtshauptmann, dem Oberst Balthasar Jakob von Schlammersdorf zu Plankenfels und Hopffenohe († 1634). Balthasar von Schlammersdorf stand zugleich in markgräflichen, nürnbergischen und schwedischen Diensten (Erst 1636 erhielt Neustadt mit J. G. Güß von Güßenstein einen neuen Amtshauptmann). Am 11. Juni 1632 wurden 70 Wohnhäuser und das Rathaus „von den Soldaten vorsätzlich“ in Brand gesetzt. Der in Brunn ansässige, und als Oberst in schwedischen Diensten stehende Adlige von Lüchau ließ 1638 den Neustädter Kastner Moenius und den Bürgermeister Meder festnehmen, da die von durch von Lüchau auferlegten Kontributionen nicht rechtzeitig aufgebracht wurden, und hielt diese in Brunn fest bis Neustadt den Bürgermeister ausgelöst hat (Moenius musste seine Freilassung hingegen aus eigenen Mitteln finanzieren).:S. 250 Im Januar 1641 begannen weitere Angriffe, Misshandlungen, Lösegelderpressungen und Schikanierungen (etwa von Amtshauptmann Güß und seiner Frau) sowie Plünderungen durch die Schweden. 1648 war die vor den Aschenhaufen stehende Bevölkerung von „Neustadt an der Aschen“ dann völlig ausgesogen und verarmt. In Stadt und Amt Neustadt lag sechs Wochen das schwedische Reiterregiment Kochlitzki. Gustav Adolf selbst war nicht in Neustadt. Bis zur Auflösung und Wegführung der Truppen vergingen nach dem Frieden von 1648 noch zwei Jahre und bis zur Vertreibung der letzten Räuberbanden und Marodeurhorden 1651 hatte Neustadt 30 Kampf- und Notjahre hinter sich.:S. 234 f., 239, 242, 247–253 und 260–266
Der insgesamt bis 1715 dauernde bauliche und organisatorische Wiederaufbau fand nur zögerlich statt, war erschwert durch zwischen 1635 und 1649 erfolgte Einquartierungen und weitere Belastungen sowie Verpflichtungen, die das Markgraftum Bayreuth gegenüber den Schweden unter dem General Carl Gustaf Wrangel 1644 zu entrichten hatte, und zog sich über hundert Jahre hin.:S. 203 f. und 226–256 (Neustadt im 30jährigen Krieg) sowie 319, 450 und 716 Als förderlich erwiesen sich dabei nicht zuletzt die zahlreichen österreichischen (aufgrund der von Kaiser Ferdinand gewaltsam durchgeführten Rekatholisierung österreichischer Länder) Glaubensvertriebenen, die in der Gegend (in Neustadt ab 1624):S. 269 dauerhaft eine neue Heimat fanden.:S. 233 Von 1689 bis 1708 bestand eine neu gebaute Aischbrücke, die ursprünglich dazu diente, schweres Geschütz zur Belagerung von Mainz transportieren zu können (am 26. August 1708 wurde diese Brücke durch ein Hochwasser weggerissen und am 12. September durch eine neue ersetzt).:S. 271
Prominente Gäste im Neuen Schloss von Neustadt waren 1650 der schwedische König Karl Gustav (Neffe von Gustav Adolf), der dort und in der Stadtkirche auch Predigten halten ließ, und am 18. Mai 1652 der Kurfürst-Erzbischof von Köln Maximilian Heinrich von Bayern.:S. 227 und 270 Am 22. Juli 1686 war vom Markgrafen angeordnet worden, Wohnraum für 40 französische Familien zu schaffen. Angeboten wurden 21 Unterkünfte in Privathäusern und vier im Spital. Dreizehn Hausbesitzer verweigerten sich dem jedoch und auch der Bürgermeister unterstützte den markgräflichen Wunsch nicht. So zogen die französischen Emigranten nach Erlangen, wo sie die Neustadt (im 18. Jahrhundert Christian-Erlang, oft auch Christian-Erlangen, genannt) erbauten und eine blühende Industrie entwickelten. Auch von den 1733 in die Stadt Neustadt an der Aisch gekommenen Salzburger Emigranten sei laut Döllner keiner dort geblieben.:S. 279 f. und 288
Trotz einiger zur Anzeige gebrachter Verdächtigungen wegen Hexerei, kam es zur Zeit der Hexenverfolgungen in Neustadt (im Gegensatz zu Sugenheim oder Windsheim) nicht zu bekanntgewordenen Folterungen, amtlichen Verurteilungen oder Hinrichtungen auf dem Scheiterhaufen.:S. 212 f.

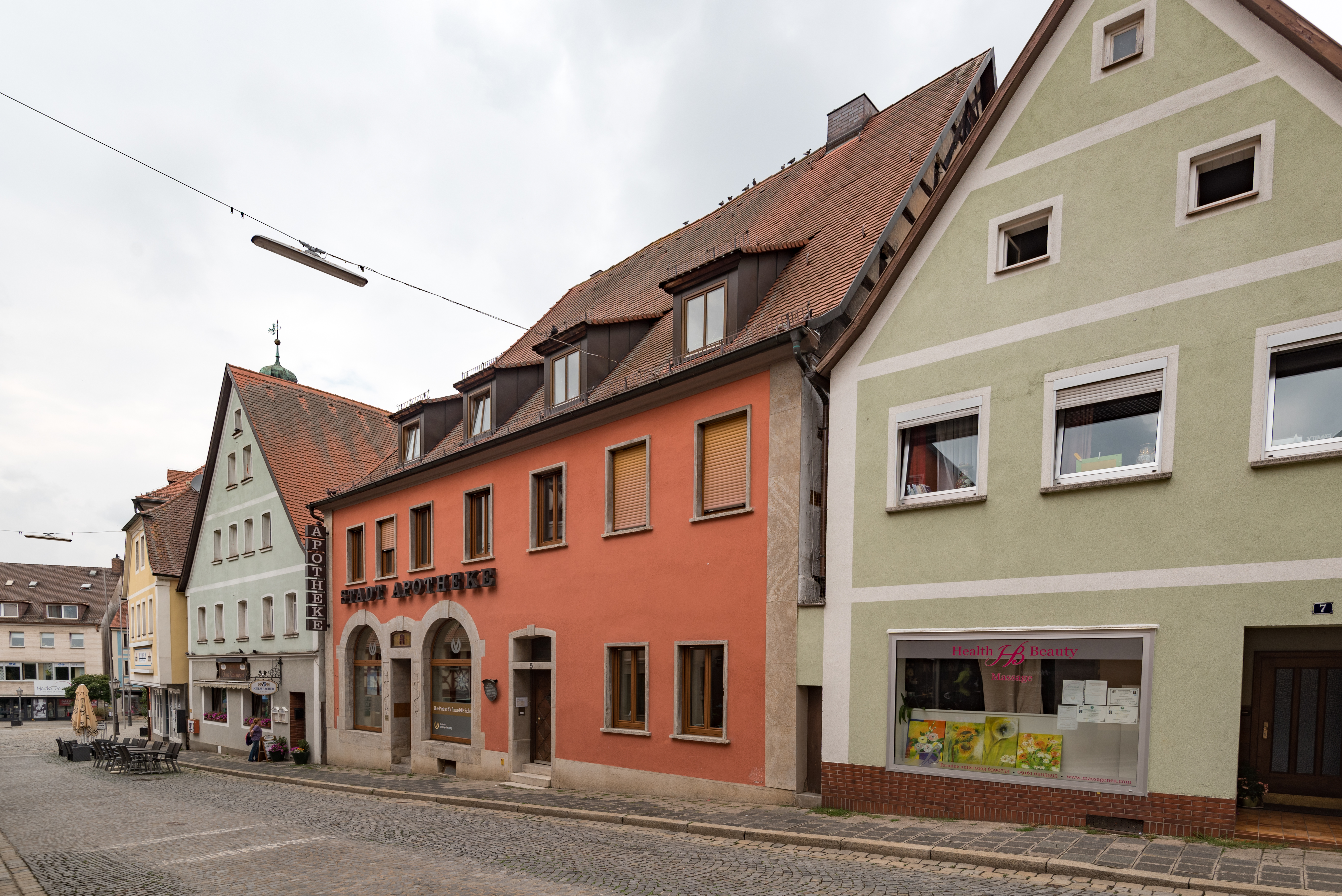
Apotheke in der Nürnberger Straße

Neustadts erste Apotheke ist 1615 nachweisbar, bestand jedoch nur kurze Zeit. Das Privileg zur Errichtung einer Apotheke (samt der Schenkung eines Hauses „nahe beim Schloß“) hat dann der seit 1603 regierende Markgraf Christian von Bayreuth-Kulmbach 1619 seinem Leibarzt, dem seit 1612 in Neustadt tätigen Stadt- und Kreisphysikus sowie Medizinalreferenten Hieronymus Fabritius (* 1567 in Augsburg; † 1632 in Windsheim):S. 524 f. und XXXI erteilt, welcher es 1620 an seinen Schwiegersohn, den im selben Jahr nach Neustadt zugezogenen Apotheker Joh. Seb. Mylius, übertrug. Um die Notwendigkeit einer zweiten Apotheke zu verhindern hintertrieb der aus Windsheim gekommenen Apotheker und Neustädter Bürgermeister Weißmann die Ansiedlung von Hugenotten in Neustadt. Auch die ansonsten engagierten Geistlichen konnten keine geplante Ansiedlung der aus Frankreich flüchtenden Hugenotten in Neustadt gegen den Willen des eigensüchtigen Bürgermeisters durchsetzen (So zogen die Exulanten weiter nach Erlangen, wo sie sich niederließen und den Stadtteil Christians-Erlangen erbauten). Joh. Pausback war 1640 Besitzer der Apotheke. Ab 1650 war sie nach einer längeren Unterbrechung wieder besetzt worden. 1841 wurde die ursprünglich am Marktplatz befindliche Apotheke in die Nürnberger Straße verlegt. Der Apotheker K. Ulrich eröffnete 1867 in der Bamberger Straße eine „Materialwarenhandlung“, d. h. eine Drogerie.:S. 213 f., 236, 263 f., 288 f., 527 f. und 678
Im Jahr 1617 hatte der Markgraf Christian in Neustadt eine 1612 angeordnete Verwaltungs- und Justizabteilung (Berufungsgericht) unter dem adeligen, seit 1612 als Amtshauptmann tätigen Wolf Philipp Groß von Trockau als Nominalchef, aber de facto von dem 1606 in Basel zum Doktor der Rechtswissenschaften promovierten Geheimen Regierungsrat Ludwig Leuchsner als erstem Vorsitzender geleitete fürstlich-brandenburgische Kanzlei („Cantzley“) im nördlichen Schlossanbau (Seitenbau des alten Schlosses) eingerichtet. Diese zur Erleichterung von Gerichtsgängen für die „Unterthanen“ geschaffene „untergebirgische Regierung“ (des Unterlandes mit der Hauptstadt Neustadt) wurde 1627 wieder aufgehoben und nach Bayreuth verlegt.:(S. 107 f., 209, 225 und 233 f.) Gegen einen 1617 in Neustadt tätigen Steinschneider erfolgte ein Strafverfahren, da der von ihm operierte Patient, ein junger Mann, bei dem Eingriff zu Tode kam.:S. 209, Anm. 8
Von dem Markgraf Christian wurde 1617 das bereits 1591 von den Stadtvätern angeregte und vom Markgrafen mit einem Fünftel des Hochbacher Zehnten finanziell unterstützte Alumneum gestiftet. Es war eine zum Stiftungszweck des Hospitals (Pfründner- und Altersheim für arme Bürger) diesem angegliederte schulische Einrichtung zur Unterstützung minderbemittelter Schüler. Die ursprüngliche Schülerzahl betrug 12.:S. 52, 216, 542, 551 und 556 f. Deren Aufnahmekriterien, Verpflegung, Pflichten, Aufsicht durch einen Schulrektor und die Finanzierung waren in der Schulordnung von 1617 festgelegt worden. Untergebracht wurden die auch als Sänger bei feierlichen Gottesdiensten eingesetzten und mit schwarzen Mäntelchen ausgestatteten Schüler mit eigenen Räumen im oberen Stockwerk des Hospitals.:S. 561–564 (Das Alumneum), 575 und 663
Ab 1658 verfügte Neustadt über zwei Kommunalbrauhäuser.:S. 273
Die einzelnen Bürger Neustadt hatten im 16. und 17. Jahrhundert bestimmte, zum Teil schon länger bestehende Rechte wie das Eichelrecht, das Recht Brennholz dem Stadtwald (welcher allerdings im Dreißigjährigen Krieg stark verwüstet worden war) zu entnehmen, ein bis ins 19. Jahrhundert umfangreiches Schafhutrecht oder seit 1698 ein „Bürgerbeetla“ im Zwinger.:S. 264, 302 und 426 f.

### 18. Jahrhundert
Vom 14. Mai 1705 bis zum 26. August 1707 lag preußische Infanterie in der von kaiserlichen und reichsständischen Truppen einträglich, aber auch seuchenbringend durchmarschierten Stadt. Im Jahr 1707 wurde der preußische Hauptmann Crolov sogar zum Stadtkommandanten ernannt.:S. 277
Zu bereits bestehenden Braurechten erhielt Neustadt (die Stadt und „ihre auf Häusern gesessenen Bürger“) am 25. Mai 1745 vom Markgrafen das Recht zur Weißbierbrauerei im Gemeindebrauhaus (Zuvor war schon 1658 mit Genehmigung des Landesherrn Weißbier in privaten Brauereien hergestellt worden), wie es in der „Landesordnung“ (Corpus Constitutionum Brandenburgico-Culmbacensium) von 1748 wiedergegeben ist. Zwischen dem späteren Fränkischen Hof und dem im 19. Jahrhundert entstandenen „Bleichtürlein“ (siehe unten) befanden sich zwei kommunale Bräuhäuser. Das Brauhaus für Braunbier brannte am 5. August 1877 ab, das näher beim Bleichtürlein gelegene Weißbierbräuhaus bestand noch im 20. Jahrhundert.:S. 180, 273, 291 und 727 Nach 1891 bestanden in Neustadt zwölf Brauereien, deren Zahl dann jedoch schnell wieder zurückging.:S. 180, 309 und 502
Am 30. Juli 1730 legte der Landesherr mit der Brandenburgischen Landesordnung erstmals seit dem 30-jährigen Krieg umfassend die für die Hauptstadt Neustadt rechtswirksamen Sonderregelungen fest. Bestätigt und ergänzt wurden diese neuzeitlichen Anordnungen 1748 im Corpus Constitutionum Brandenburgico-Culmbacensium, der bis zur Verwaltungsreform durch Hardenberg 1797 gültig blieb.:S. 291
Während des Siebenjährigen Krieges wurden die Tore Neustadts 1757 für kurze Zeit von Würzburger Husaren besetzt und 1762 rückte der preußische General Friedrich von Kleist von Neustadt aus gegen die Reichsstadt Windsheim vor und plünderte diese.:S. 323 f.

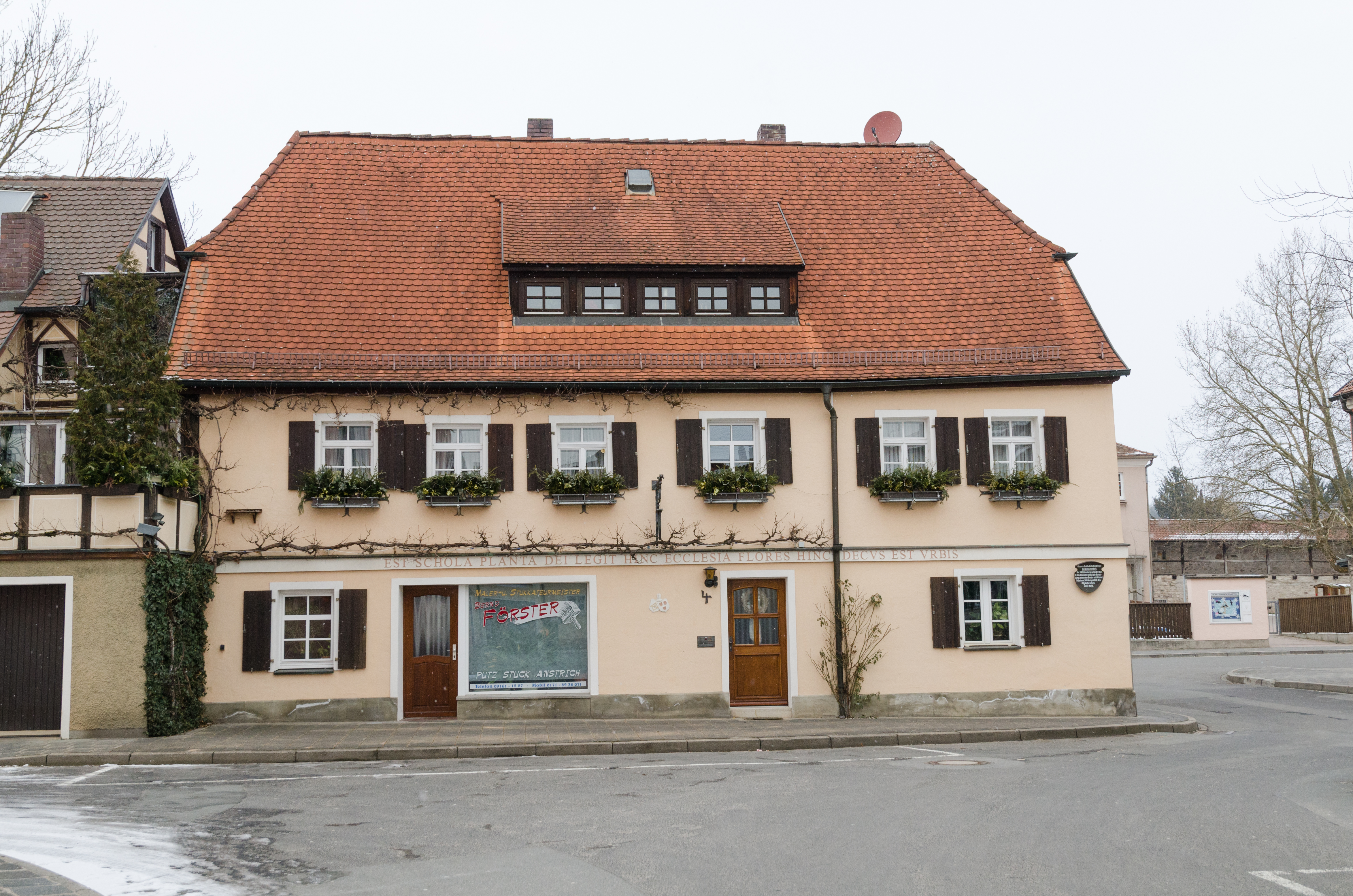
Die 1567 neuerrichtete Lateinschule am Kirchplatz 10 (erstmals erbaut 1495, 1553 niedergebrannt) mit der Inschrift von 1582: „Est schola planta dei, legit hinc ecclesia flores, hinc decus est urbis“

Im Jahr 1718 wurde der halbblinde Peter Kolb Rektor der Neustädter Lateinschule, wo im Februar 1718 auf Vorschlag des Superintendenten Räthel auch die Neustädter Alumnen untergebracht wurden.:S. 562 Nach Peter Kolb ist ein Platz in Neustadt benannt. Kolbs Nachfolger war von 1727 bis 1730 Christian Arzberger. Um 1740 kam es, gefördert, durch Korruption in Stadt- und Staatsbehörden, zu vor allem das Alumneum und das Hospital treffende Wirtschaftsbetrügereien.:S. 542 f.

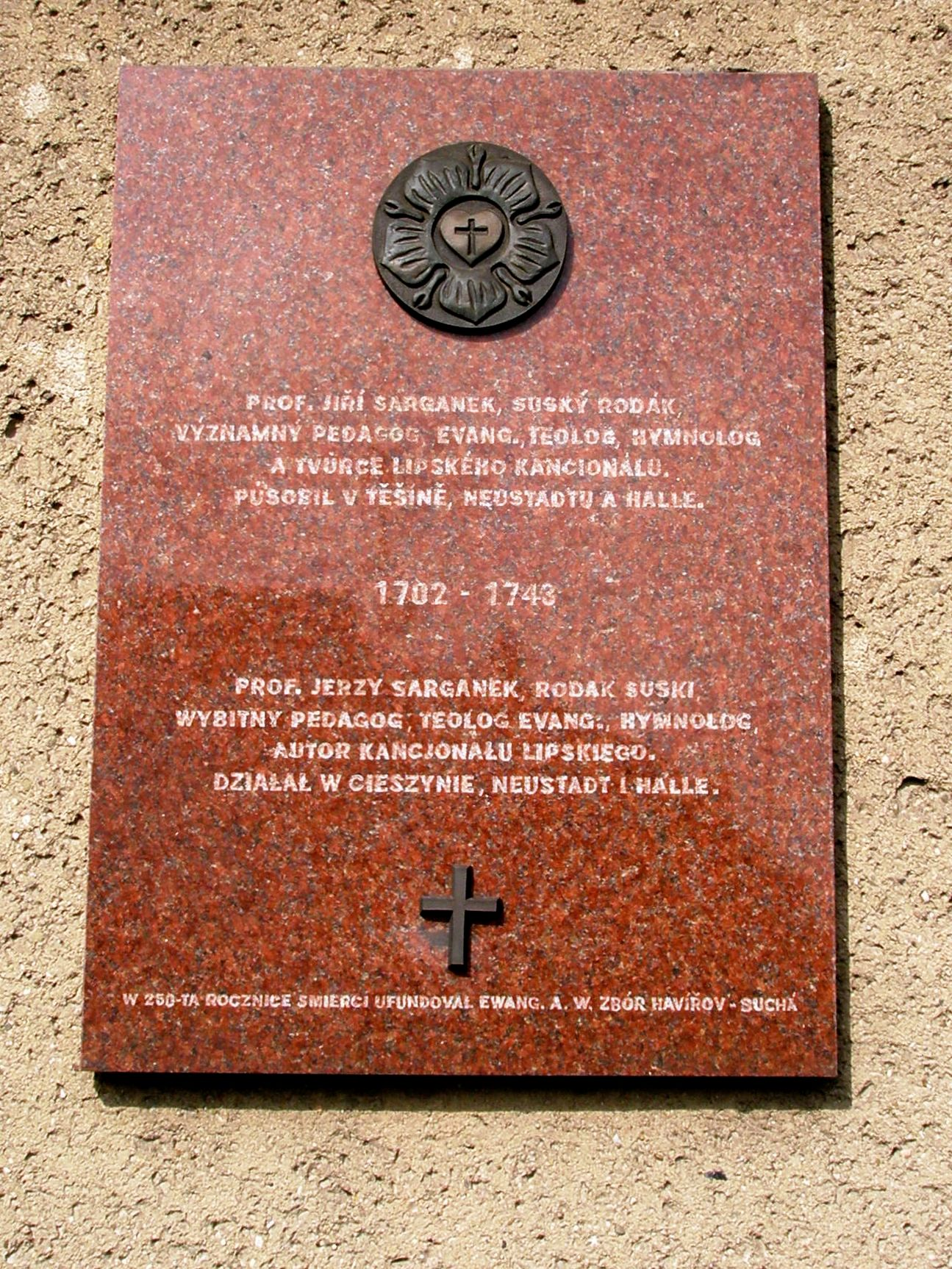
Gedenktafel für Georg Sarganeck in Havířov

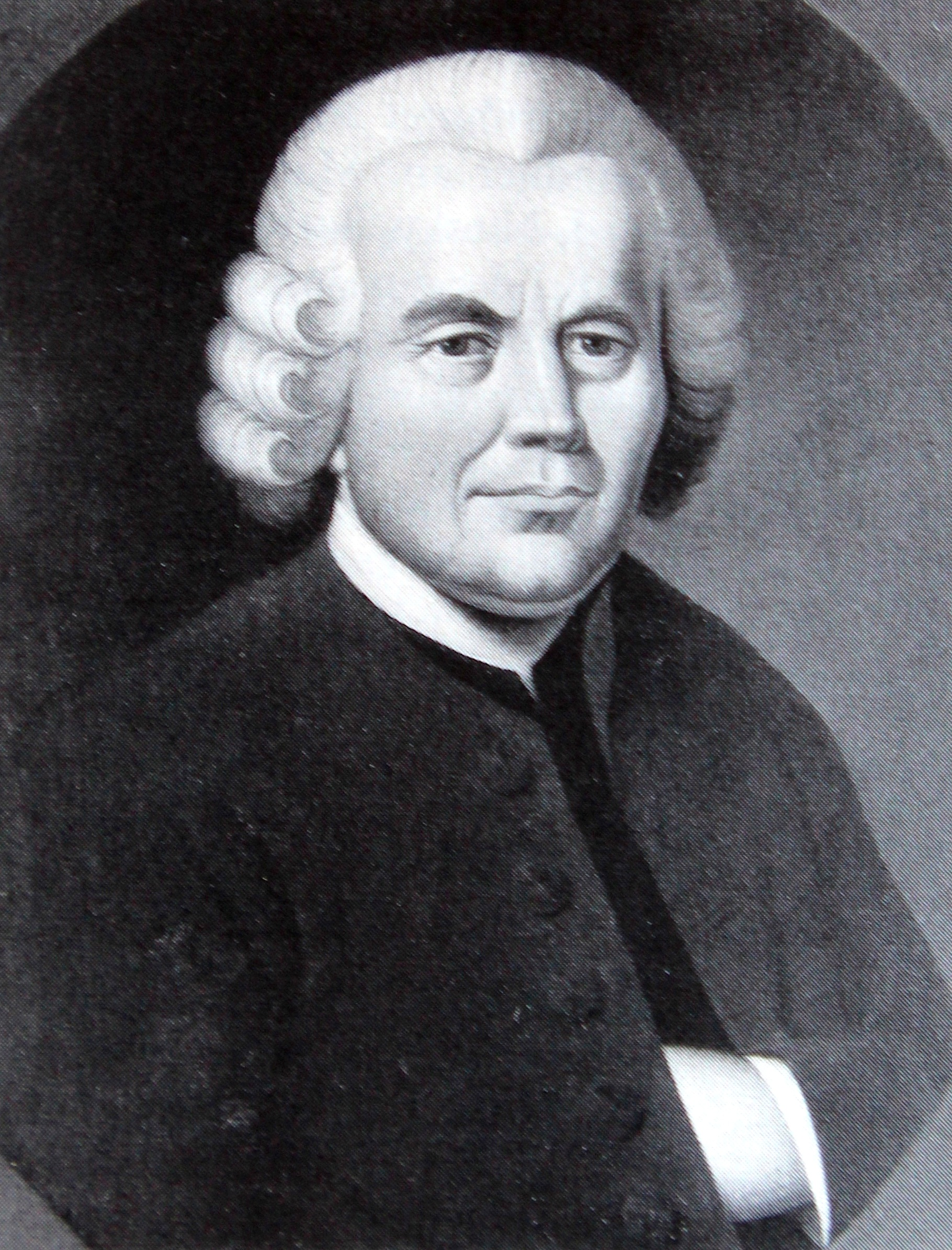
Paul Eugenius Layritz

Der pietistische Theologe Georg Sarganeck (auch Jiří Sarganek oder Jerzy Sarganek; * 1703 in Niedersuchau, heute Dolní Suchá; † 27. Mai 1743 auf einem Besuch in Neustadt), der von 1726 bis 1728 als Adjunkt an August Hermann Franckes Pädagogium in Halle und danach in seiner Heimat Teschen als Konrektor tätig gewesen war, wurde nach seiner Verbannung wegen seiner religiösen Gesinnung aus Teschen mit 28 Jahren Rektor in Neustadt. Er entwickelte, pädagogisch an Comenius angelehnt, die dortige Schule gemeinsam mit ebenfalls aus Teschen verbannten und ab 1730 in Neustadt amtierenden Superintendenten Johann Adam Steinmetz, einem irenischen Pietisten, der Sarganeck beim Markgrafen Georg Friedrich als Schulleiter vorgeschlagen hatte, zu einer bedeutenden Lehranstalt (Einen überregional, bis nach Wien und Ungarn reichenden, guten Ruf, hatte die Neustädter Schule bereits mit dem 1696 berufenen Rektor Joh. Jakob Schober erlangt).:S. 280, 350 und 354–363

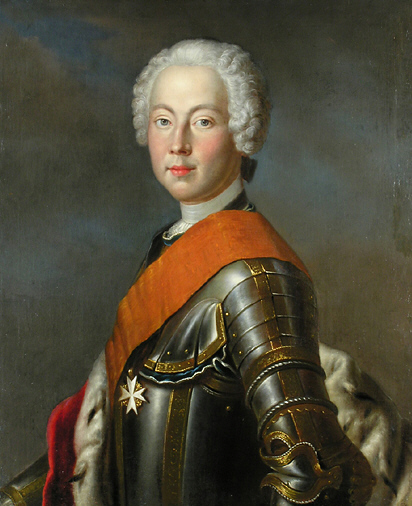
Friedrich von Brandenburg-Bayreuth

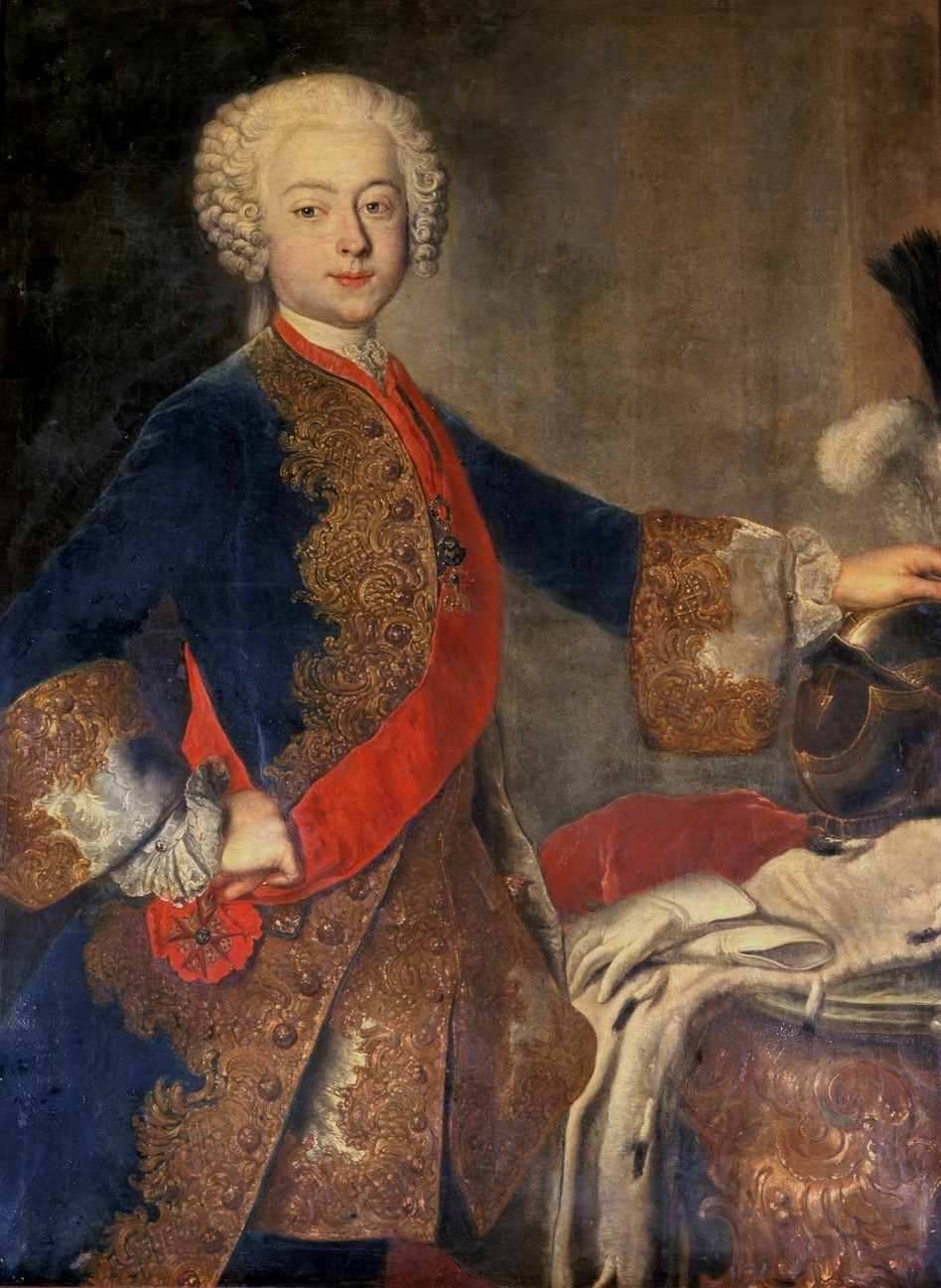
Porträt des Markgrafen Friedrich Christian

Auf Antrag von Steinmetz beim Markgrafen erhielt die aufblühende und mehr Raum benötigende Schule 1731 das nur noch von einer Insassin bewohnte Witwen- und Waisenhaus beim Langenfelder Tor zugewiesen, für dessen Umbau die Mutter des Markgrafen, Sophie Christiane von Brandenburg-Kulmbach, finanzielle Mittel beisteuerte. Die Lehranstalt wurde fünfklassig und zum Georg-Friedrichs-Kolleg erhoben.:S. 290, 355 und 357 Das aus der Georg-Friedrich-Schule hervorgegangene Friedrich-Alexander-Kollegium (wie das spätere Friedrich-Alexander-Gymnasium – und die Friedrich-Alexander-Universität in Erlangen – benannt nach den Markgrafen Friedrich von Brandenburg-Bayreuth und Karl Alexander von Brandenburg-Ansbach) wurde 1750 durch den in Neustadt 1715 als Sohn eines Justizsekretärs geborenen und seit 1740 an der Schule tätigen Pietisten Georg Christoph Oertel zum zweiten Mal zur „Vollanstalt mit Hochschulreife“ erhoben (Erstmals hatte die Schule das Recht der „Maturität“ 1730 als „Collegium illustre“ erhalten). Das Direktorium der Schule erhielt Rektor Oertel 1768 nach dem Tod seines Vorgängers, des Superintendenten (Leiter der 1746 fertiggestellten Superintendentur als Vorläufer des Neustädter Dekanats:S. 330) Lerche, womit die Schule selbstständig und unabhängig von der Ortsgeistlichkeit wurde. Durch einen Erlass berechtigte das Landesministerium die Friderico-Alexandria am 22. Januar 1783 (neben Lehranstalten in Bayreuth und Hof) im Gegensatz zu anderen Stadtschulen im Fürstentum Bayreuth weiterhin zur Erteilung der Hochschulreife. Danach sank die unter ihren dem Pietismus verbundenen Leitern Rektor Georg Sarganeck, Konrektor Paul Eugenius Layritz (ab Dezember 1733 unterstützt durch den Pietisten:S. 367 Joh. Balthasar Dörfler aus Bayreuth, der bis zu seiner Berufung Hofmeister des die Schule besuchenden Grafen Henckell war) und von 1749 bis 1790 Rektor Oertel erlangte, zum Teil überregionale:S. 669 Bedeutung der Neustädter Fürstenschule. Die Schule grenzte nördlich an das Gelände des ehemaligen Hospitals und war auf ihrem neuen Platz zwischen Spitalkirche und Langenfelder Tor 1740 fertiggestellt. Die Schule wies vor allem durch eigene Schenkungen ihrer Rektoren (Layritz und bis 1749 Dörfler) und Konrektoren (Grieshammer und der geistige Sohn Sarganecks Andreas Creutzberger) sowie des Superintendenten Steinmetz eine reichhaltige Bibliothek sowie eine durch Sarganek, Layritz und Creutzberger und ihre Nachfolger von 1730 an aufgebaute physikalische und mathematische Instrumentensammlung auf. Hinzu kamen noch eine geschenkte geologische Sammlung sowie ein Naturalienkabinett, welche von Lerches Bruder (russischer Hofrat) und den Erlangener Professor Müller gefördert wurden. Eine Sammlung altrömischer Münzen sowie eine von in- und ausländischen Hölzern erhielt die Schule (aus der 1817 das humanistische Progymnasium hervorging), durch den Würzburger Dompropst von Franckenstein.:S. 363 und 578–580 Im 18. Jahrhundert residierte der Markgraf Friedrich Christian in Neustadt, wo ihm die Tochter des Schlossverwalters Christine Marstaller, den Haushalt führte, bis er 1763 die Regierung im Fürstentum Bayreuth übernahm. Danach förderte er aber weiterhin das Schulwesen seiner Lieblingsstadt Neustadt. Von 1769 bis zum 1. Juni 1791 regierte dann Markgraf Karl Alexander, der letzte fränkischen Hohenzoller, auch das Fürstentum Bayreuth.:S. 320, 327–329, 337, 356, 359–363 und 367–369
Ein Rückgang der Bevölkerungszahl wie sie seit dem Dreißigjährigen Krieg nicht mehr zu verzeichnen war, erfolgte 1771 durch eine Seuche (wahrscheinlich Ruhr oder Typhus und Pocken gleichzeitig), der mit 300 Menschen etwa ein Neuntel der Neustädter Bevölkerung zum Opfer fiel.:S. 322 f. und 417

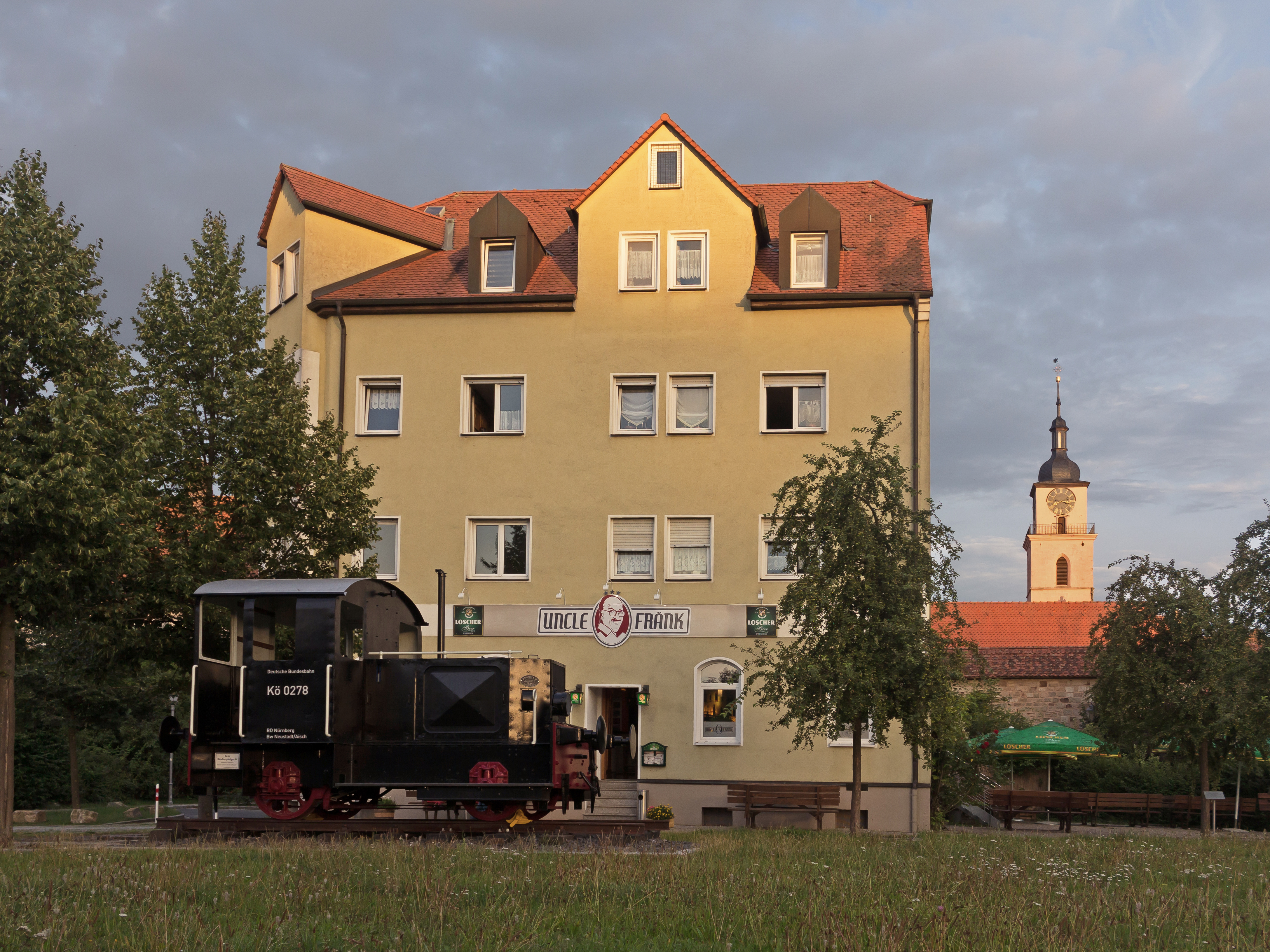
Ehemalige Lokalhaltestelle in der Nähe der ehemaligen Turnhalle (Die Gaststätte hieß früher zur Aischtalbahn)

Die Markgraftümer gingen 1791 an die preußische Krone. Im Jahr 1793 wurde für die neue preußische Garnison (die 180 Mann starke:S. 347 „preußische Husarenschwadron“) eine Reithalle beim Riedfelder Tor errichtet, welche 1795 Sitz des Ansbachischen Husaren-Bataillons wurde. Das später als Alte Reithalle bezeichnete Gebäude, in dessen Nähe sich eine als zusätzlich zum Hauptbahnhof bestehende Lokalhaltestelle dienende, nahe den Aischbrücken gelegene Eisenbahn-Haltestelle mit Warte- und Schalterraum in einem nahegelegenen Haus:S. 405 und 500 befand, wurde nach dem Abzug der Garnison von der Stadt erkauft, 1888 bis 1890 zur Turnhalle umfunktioniert und nach einem Brand am 9. September 1907 erneut zur Städtischen Turnhalle ausgebaut und am 22. November 1908 eingeweiht.:S. 379, 406, Anm. 1, S. 604 und 607 Ebenfalls im Jahr 1793 weilte, nachdem er seinen ersten Roman verfasst hatte und als Gast des Landeshauptmannschaftssekretärs Alberti, der aus Wunsiedel stammende Dichter Jean Paul in Neustadt, woran unter anderem die Jean-Paul-Allee erinnert.:S. 339 und 372
Nach Einführung des preußischen Landrechts erfolgten 1797 weitere Änderungen durch die von Hardenberg durchgeführte und vom preußischen König instruierte Neuorganisation der Verwaltung. Das Amt Neustadt war von diesen auch in Ansbach-Bayreuth erfolgten Änderungen ebenfalls betroffen. So wurde etwa ein Polizeimagistrat als Verwaltungsbehörde eingerichtet, deren Leitung als „Polizei- und Magistratsdirektor“ der jeweilige Kreisdirektor (in Neustadt der bisherige Landeshauptmann von Schlammersdorf) übernahm, und im Jahr 1800 hatte Neustadt ein eigenes Bauamt.:S. 313–317
Gegen Ende des 18. Jahrhunderts gab es in Neustadt ca. 230 Haushalte. Das Hochgericht übte das brandenburg-bayreuthische Stadtvogteiamt Neustadt an der Aisch aus. Die Stadtherrschaft sowie die Grundherrschaft über sämtliche Anwesen hatte der Rat Neustadt an der Aisch inne.

### 19. Jahrhundert
Vom 16. Januar 1791 bis Anfang Oktober 1806 unterstand der gesamte Fränkische Reichskreis, und damit auch Neustadt (mit seinen beinahe 3000 Einwohnern) im Amtsgebiet Neustädter Kreis, preußischer Verwaltung und anschließend von 1806 bis 1810:S. 317–320, 347 f., 375–385 (Unter französischer Verwaltung) und 468 einer französischen Militärregierung. Offiziell seit dem Frieden von Tilsit am 9. Juli 1807, durch den das Markgraftum Bayreuth-Kulmbach dem französischen Kaiser Napoleon Bonaparte überlassen worden war, war Neustadt eine „französische Stadt“ (1810 übergab Napoleon dann seine Rechte am Markgraftum dem von ihm 1806 errichteten Königreich Bayern). Kommandeur des Landes wurde am 12. Oktober 1806 Napoleons Divisionsgeneral Claude-Juste-Alexandre Legrand. Die Befugnisse von Bürgermeister und Magistrat sowie das Gerichtswesen und weitere Verwaltungsangelegenheiten waren durch eine königliche Verordnung für kleinere Städte und größere Märkte vom 30. März 1806 geregelt worden. Am 24. September 1808 wurde der Magistrat wieder aufgelöst und durch einen neuen, aus allgemeiner Wahl von vier Bürgermeistern und acht Munizipalräten hervorgehenden, ersetzt, dessen Mitglieder den Titel Senator erhielten.:S. 319, 378–380 und 689 f. Von 1834 bis 1856 macht die in Neustadt stationierte Garnison 1/9 der dortigen Bevölkerung aus. Die politische Bedeutung Neustadts schwand 1887 durch den Abmarsch der letzten Eskadron (die Verlegung der Neustädter Ulanen nach Bamberg, wo eine neue Ulanen-Garnison eingerichtet wurde).:S. 318 f., 377 f., 386, 406 f., 419, 470 und 762
Nachdem am 5. Mai 1807 durch die Franzosen eine allgemeine Impfpflicht für die (in Pfalz-Baiern schon 1782) neueingeführte Schutzimpfung gegen Pocken angeordnet wurde, war Oertels Nachfolger als Schuldirektor der Professor Degen einer der Ersten, der seinen Sohn dieser Behandlung zuführte. Diese erste Schutzpockenimpfung Neustadts führte am 18. April 1801 der praktische Arzt und Stadtarzt Johann Friedrich Küttlinger privat aus.:S. 322, 369, 380 f., 401 und 525

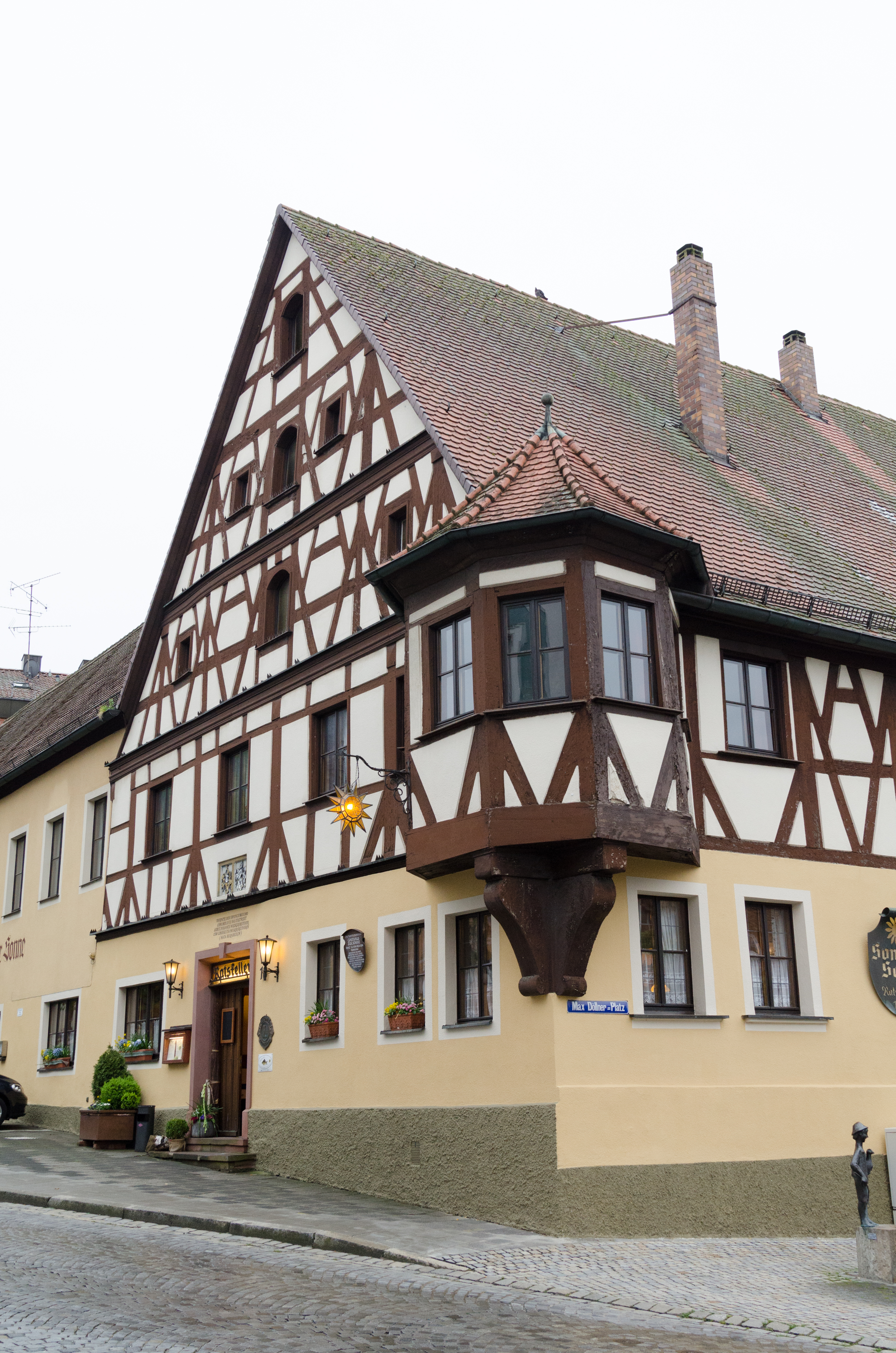
Gasthaus Zur Sonne, bestehend seit 1568 (mit 1960 eröffnetem Ratskeller) in der Nürnberger Straße 18 am Max-Döllner-Platz in der Nähe des Nürnberger Tors

Bei der Besitznahme durch Bayern wurde Neustadt kurzzeitig mit einer Eskadron (bzw. Schwadron) des 6. Chevauxlegerregiments belegt.:S. 405–407 (Garnison des aktiven Heeres), hier: S. 405 Von 1817 bis 1834 waren mit Unterbrechungen eine Dauergarnison und auf Betreiben von Bürgermeister Haßler (im Amt 1830 bis 1834) bis 1887 meistens zwei königlich-bayerische Eskadronen Chevauxlegers in Neustadt.:S. 405 f., 414, 505 f., 574, 640, 645 f., 653, 668, 707, 733, 747
Solange eine solche auch für den Ortshandel (und den Ortsfrieden) der Stadt bedeutsame Garnison:S. 409 und 505 f. in Neustadt (in der Schlosskaserne) fest stationiert war, führten wandernde Schauspielergruppen jeden Winter Stücke auf, so im seit 1810:S. 494 bestehenden Gasthaus Zum Löwen (in der späteren Wilhelmstraße 16), gelegentlich auch im seit 1568 bestehenden:S. 66 Gasthaus Zur Sonne. Das von dem späteren Bürgermeister Leonhard S. Schneider geschaffene Gasthaus Zur Sonne (ursprünglich „Goldene Sonne“ genannt) befindet sich in einem 1568 von dem Kastner Johann Weickersreuther und seiner Frau Eva, der Tochter des markgräflichen Kastners Bernbeck, nach dem Bundesständischem Krieg gebauten Haus, welches das Wappen der Eheleute trägt.:S. 179, 181, 205 und 210
Zur Kirchweih im Juli 1831 wurde von dem Wirt Hummelmann die Aufführung von Schillers Räuber auf dem neben dem Marktplatz zum zweiten Mittelpunkt der Stadt gewordenen Prater (heute Plärrer genannt):S. 666 und 719 angekündigt. Der private Dramatische Verein wurde am 18. April 1844 erstmals gegründet, spielte Die Schule des Lebens von Ernst Raupach und wurde 1870 erneut ins Leben gerufen. Er widmete sich unter anderem der Aufführung von Werken Friedrich Schillers (etwa Wilhelm Tell) und gab 1848 auch Carl Maria von Webers Oper Preciosa. Unter Direktor von Schütz wurde am 19. November 1848 eine Theatersaison eröffnet in der Stücke von Goethe (Die Geschwister oder Liebe und Entsagung), Theodor Körner (Der Vetter aus Braunau oder die drei Schulmeister) und Karl von Holtei (Leonore) auf die Bühne gebracht wurden. Zu seinem 50-jährigen Stiftungsfest gab der Verein die Operette Flotte Burschen von Suppè.:S. 602 und 666–668
Der unter anderem durch Theodor Körner berühmt gewordenen „Schwarzen Freischar Lützows“ gehörten auch Personen aus Neustadt (wie Joh. Schalk und F. Schildknecht) und Umgebung (wie Friedr. Tischler aus Gutenstetten) an.:S. 619 f.
Der heutige (nichtamtliche) Ortsteil Lohmühle ging aus der 1802 von den Gebrüdern Beer bei Unterstrahlbach auf städtischem Besitz errichteten Lohmühle am „Roten Weiher“ hervor. Die Gerberei Beer war die bedeutendste von vier (vor 1870 mehr) Gerbereien, die von dem ehemals reichen Bestand an Eichenwäldern in der Region profitierten (um 1810 war daraus die Lederfabrik Beer entstanden, welche sich 1823 nochmals vergrößerte). Die letzten Gerbereien stellten 1911 (Hummel) und 1914 (Geßner) ihren Betrieb ein.:S. 337, 420, 490 f., 493, 502, 733 und 756

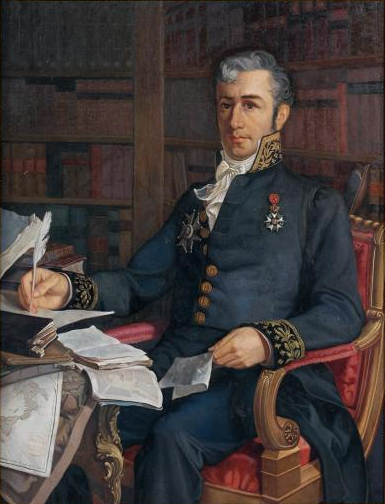
Camille de Tournon-Simiane, französischer Intendant Bayreuths

Von Oktober 1806 bis 1810 stand Neustadt unter französischer Verwaltung – bis zum 20. Oktober 1809 unter Baron Camille de Tournon (Camille Philippe Casimir Marcellin, comte de Tournon-Simiane, 1778–1833) dem von Napoleon eingesetzten französischen Intendanten (Verwaltungsdirektor) als Leiter der Zivilverwaltung der eroberten Provinz Bayreuth. Unter hohen Steuern, Abgabepflicht von Naturleistungen und Einquartierungen litt ein Großteil der Neustädter Bevölkerung. Andererseits waren mit der französischen Gesetzgebung am 12. Dezember 1808 unter anderem die Leibeigenschaft und der Dienstzwang abgeschafft worden.:S. 318 f., 369, 375–385 und 466
Am 30. Juni 1810 wurde – gemäß dem Pariser Vertrag vom 28. Februar 1810 – das Fürstentum Bayreuth in das 1806 entstandene Königreich Bayern eingegliedert, wodurch auch Neustadt – spätestens nachdem es am 5. Juli 1810 von bayerischen Truppen besetzt worden war – bayerisch wurde. Die von München daraufhin in die nun bayreuthische Region geschickten, ehemals kurpfalzbayerischen Beamten erfreuten sich jedoch keiner allzu großen Beliebtheit im Volk.:S. 375–385, 385–393 (Uebergang in die bairische Verwaltung), 530 und 691 Die Bauaufsicht in Neustadt hatte von 1810 bis 1933 das staatliche Bauamt in Windsheim.:S. 741
Am 1. November 1810 wurde in Neustadt eine „königlich-baierische Postexpedition“ mit einem Postverwalter eingerichtet, die das 1615 durch den Grafen Lamoral von Taxis als Reichspost geschaffene und die folgenden kaiserlichen Reichs-Generalpostmeister Thurn und Taxis bis 1808 betriebene und 1807 von Frankreich übernommene Postsystem, welches – von 1742 bis 1747 abgesehen – ohnehin nur aus einer Briefsammlung bestanden hatte, ablöste. Von November 1810 bis Oktober 1891 war die Postanstalt mietweise in der Windsheimer Straße (heute Wilhelmstraße) gegenüber dem Gasthaus zu Post in der Wilhelmstraße 43 untergebracht (danach in der städtische Waage im Alten Rathaus in der Wilhelmstraße, seit Mai 1912 in einem eigenen Gebäude mit Telefonamt und Kraftwagenpark an der Kastanien-Allee). Ab 1828 wurden Eil- und Packwägen für Verbindungen zwischen München und Augsburg nach Frankfurt, jeweils über Nürnberg und Neustadt, betrieben (Die taxisschen Reitposten bestanden daneben jedoch bis 1836 weiter). Von da an waren auch Zollschranken zwischen Neustadt und seinen Nachbargebieten Bamberg, Nürnberg und nach 1815 auch Würzburg aufgehoben.:S. 340, 380, 402–404 und 482 f.

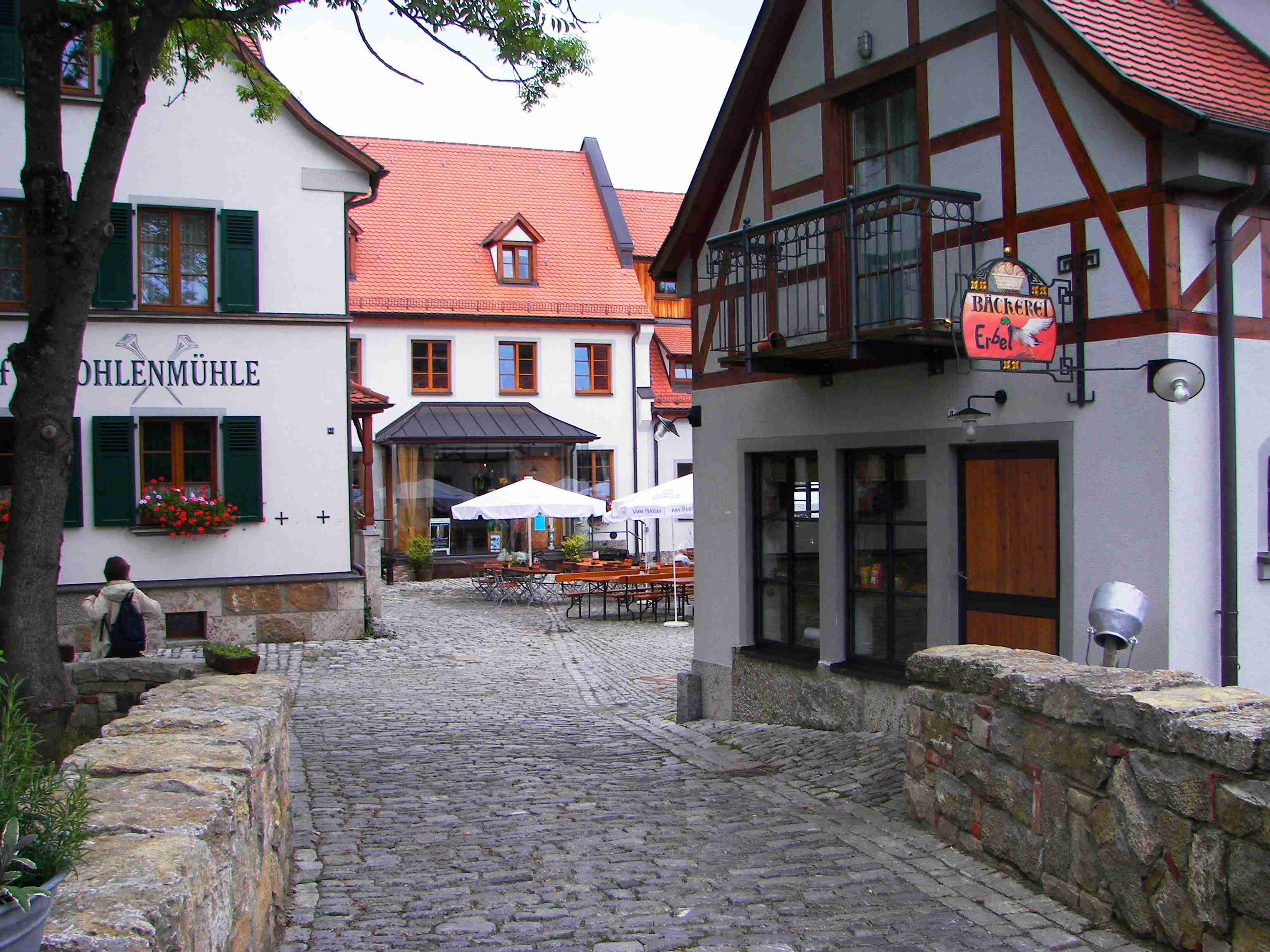
Kohlenmühle 2008

Im Rahmen des Gemeindeedikts von 1808 wurde 1811 das Steuerdistrikt Neustadt gebildet, zu dem die Obermühle (= Fallmeisterei), Kohlenmühle (heute ein Gastronomiebetrieb mit Brauerei), Lohmühle, Wasenmühle sowie, wie auch im Jahr der vom König gegebenen Verfassung im neuen Edikt von 1818 nochmals ausgeführt, die Weiler Riedfeld, Rößleinsdorf und Unterstrahlbach gehörten.:S. 622 und 690–693 1813 wurde die, vom Bürgermeister und Senator (seit der erneuten bayerischen Umgestaltung der Verwaltung im Dezember 1812 „Municipalrat“):S. 319, 691 und 705 geführten, Munizipalgemeinde Neustadt gebildet, die deckungsgleich war mit dem Steuerdistrikt. Der Munizipalrat wurde am 28. Dezember 1812 in geheimer Wahl gewählt und am 8. August 1813 wurde der Magistrat aufgelöst und der diesen ersetzende Munizipalrat durch den Landrichter E. L. Wächter in seine Tätigkeit eingeführt.:S. 691
Die Munizipalgemeinde unterstand in Verwaltung und Gerichtsbarkeit dem gleichzeitig eingerichteten Landgericht Neustadt an der Aisch (zugleich Strafgericht für Neustadt und Windsheim sowie Markt Erlbach und Iphofen, dessen Neustädter Richtplatz, der „Köpfwasen“, sich in den späteren städtischen Anlagen beim Pumpwerk befand – letzte Hinrichtungen auf dem Köpfwasen: 1823 und 1826). Von 1810 bis 1844 war das Landgericht im Alten Schloss (danach in der 1840 neugebauten und ab 1842 auch als Strafvollzugsanstalt genutzte „Frohnfeste“ vor dem Diespecker Tor:S. 398) untergebracht.:S. 397 und 519 In der Finanzverwaltung unterstand die Gemeinde dem von 1811 bis 1892 ebenfalls im Alten Schloss ansässigen:S. 397 f. und 747 Rentamt Neustadt an der Aisch (ab 1920: Finanzamt Neustadt an der Aisch). Der Bürgermeister und seine sechs Municipalräten hatten (im Gegensatz zum Landrichter und dem Regierungspräsidenten) in dieser, dem französischen Präfektensystem entstammenden und Montgelas geschaffenen Verwaltungsform keine bestimmende Gewalt.:S. 391 Neustadt wurde 1818 im Rahmen der durch Bayern erfolgten Neugestaltung der Verwaltung als Stadt Dritter Klasse (unter der Annahme, Neustadt habe keine 500 Familien) eingeordnet und es wurde nach Wiederherstellung der Magistratsverfassung am 6. März 1817 und gemäß Gemeinde-Edikt vom 17. Mai 1818 erneut ein Magistrat geschaffen, der seine Tätigkeit 1819 aufnahm.:S. 391 f., 419, 691 f. und 705 f. Die Stadt verfügte damals über knapp 500 Familien. Die erste Volkszählung fand 1819 stand und ergab 3228 Einwohner in 608 Familien (511 in der Stadtgemeinde, 34 in Riedfeld, 55 in Rößleinsdorf und 8 in Unterstrahlbach).:S. 419, 691 f. und 717
Um 1810/1811 hatte de Stadtpfarrei Neustadt drei Geistliche und der Pfarrsprengel umfasste (bis in die Mitte des 20. Jahrhunderts) die Stadt samt Rößleinsdorf und Riedfeld, die östliche Hälfte von Diebach, Eggensee, Chausseehau und Unterstrahlbach sowie die Kohlenmühle, die Wasenmühle und die Obermühle. Dritte Pfarrer war von 1815 bis zur Abschaffung der kirchlichen Schulaufsicht 1918 zugleich Lokalschulinspektor.:S. 410
Für die Römisch-Katholische Kirche Neustadts war vom 8. Jahrhundert bis 1826 das Bistum Würzburg zuständig. Nach Gründung des Erzbistums Bamberg wurde Neustadt 1826 der Bamberger Diözese zugeordnet und wurde 1829 von Ullstadt aus pfarramtlich versorgt. Die Beerdigung von in Neustadt wohnhaften Katholiken auf dem Friedhof der protestantischen Gemeinde (und mit einer von einem evangelischen Ortsgeistlichen durchzuführende Zeremonie) wurde 1831 von der Kreisregierung Ansbach genehmigt. Die erste katholische Beerdigung führte am 20. Oktober der Pfarrer von Ullstadt durch.:S. 414 und 522

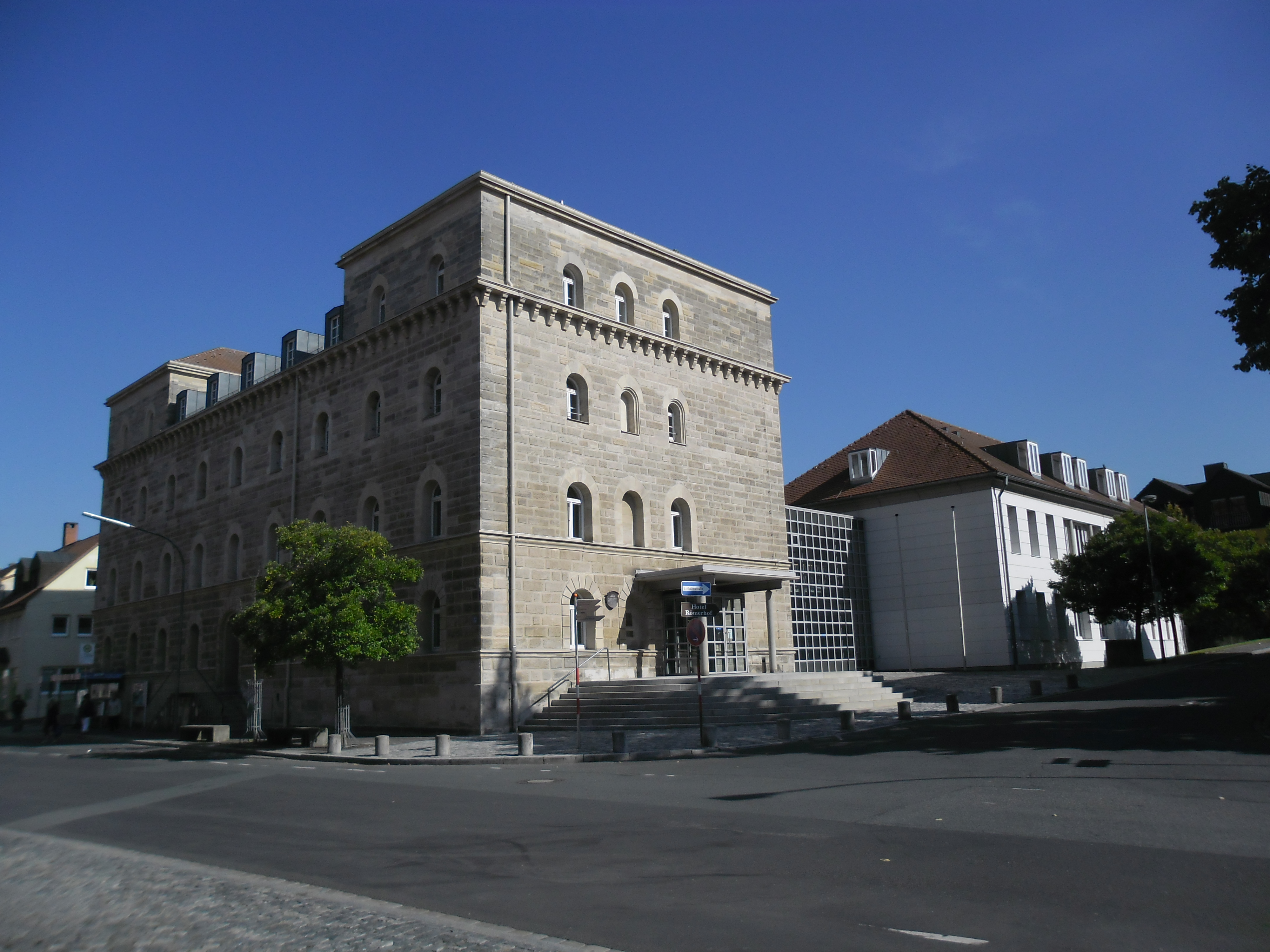
Amtsgericht in der Bamberger Straße

Von 1810 bis 1838 gehörte das zuvor von Bayreuth verwaltete Neustadt dem Rezatkreis mit Ansbach als Sitz der Kreisregierung an, danach, ebenfalls mit der Hauptstadt Ansbach, dem Regierungsbezirk Mittelfranken.:S. 387, 389 f. und 396 f. Ab dem 1. Juli 1862 wurde Neustadt von dem Bezirksamt Neustadt an der Aisch (ab 1938: Landkreis Neustadt an der Aisch) mit einem Bezirksamtmann (als erster „Amtsrichter“ der bisherige Landrichter H. Wibel) an der Spitze verwaltet und Sitz dieses Bezirksamts (später Landratsamt genannt). Die neuen Amtsgebäuder von Bezirksamt und Amtsgericht entstanden vor dem Diespecker Tor, wo bald darauf die Gaststätte „zum letzten Hieb“ in der Bamberger Straße 29 eröffnet wurde (1895 folgte in der Bamberger Straße 19 „Knorrs Zwinger“, später Rotes Roß benannt). Die Gerichtsbarkeit, mit Schramm als erstem Landrichter neuer Ordnung, blieb bis 1879 beim Landgericht Neustadt, ab 1880 beim Amtsgericht Neustadt an der Aisch. Neustadt war, abgesehen von der Errichtung eines kaiserlichen Landgerichts im 15. Jahrhundert durch Albrecht Achilles, 1813 Sitz eines Landgerichts geworden (1820 bis 1876 Königl. bair. Landgericht). Dessen Sitz war bis 1830 im Alten Schloss. Danach befand es sich im früheren, seit 1654 bestehenden, von dem Wirt Heerlein geführten Gasthaus zum Grünen Baum am Marktplatz (am Ort der späteren Castell-Bank-Filiale in der früher platzähnlichen Wilhelmstraße 2) und ab 1875 in der Bamberger Straße.:S. 50, 56, 112, 163, 177, 179–181, 345, 396 f. und 582 Die Gemeinde hatte ursprünglich eine Gebietsfläche von 13.980 km².
Einen eigenen Polizeidirektor erhielt Neustadt 1821 mit dem Landwehrhauptmann sowie Schlauch- und Spritzenmeister Falk, der als Polizeiinspektor vier Polizeisoldaten befehligte.:S. 734 f.
1824 wurde ein zwischen Hospital und der Nordwestecke des früheren Seckendorff-Schlösschens auf die Stadtmauer aufgesetztes (1825 feierlich eingeweihtes) neues Gebäude für die seit 1815 von der Lateinschule getrennte Volksschule gebaut (Das Schulhaus von 1582 hinter der Kirchensakristei der Stadtkirche bei der Spitalkirche war um 1700 die bis 1702 vom jeweiligen Organisten betreute „teutsche Schul“, welche 1802 verkauft wurde. An der Schule war zuvor auch der Kantor, Musiker und Komponist Gastenhofer aktiv, bevor er am 8. Juli 1632 angeblich von Kroaten erschlagen wurde.:S. 207, 266, 282 und 569–573: Die Volksschule (deutsche Schule).). Im Jahr 1853 wurde die neue Lateinschule, wo auch die Volksschullehrer (wie auch in der von 1810 bis 1912 in Neustadt bestehenden Sonntagsschule, in der vor allem ab 1874 vom Fortbildungsverein geförderten Fortbildungsschule und in einigen Vereinen) nebenamtlich unterrichteten, errichtet. Eine gesetzliche Grundlage für die Vor- und Ausbildung der Volksschullehrer wurde in Bayern jedoch erst am 29. September 1866 geschaffen. Auch die Söhne vieler Handwerksmeister besuchten für einige Jahre die Lateinschule. Der Sprachlehrer Georg Köllner unterrichtete an der Lateinschule für kurze Zeit einzelne Knaben in dort nicht angebotenen Fächer, wozu er 1841 eine Fachprüfung in Erlangen absolviert hatte. Ein Ableger des 1819 gegründeten Nürnberger Industrie- und Kulturvereins wurde 1827 in Neustadt eingerichtet und 1830 als selbständiger Verein vom Landgericht bestätigt. Zu den ersten Erfolgen des Vereins gehörte die Errichtung der Neustädter Beschälstation.:S. 410, 467, 498, 572, 583, 598, S. 746, Anm. 99, S. 590 f. und 762
Im Jahr 1826 wurde die Seifensiederei Edelmann begründet, die 1899 einen großen Ausbau erfuhr.:S. 503

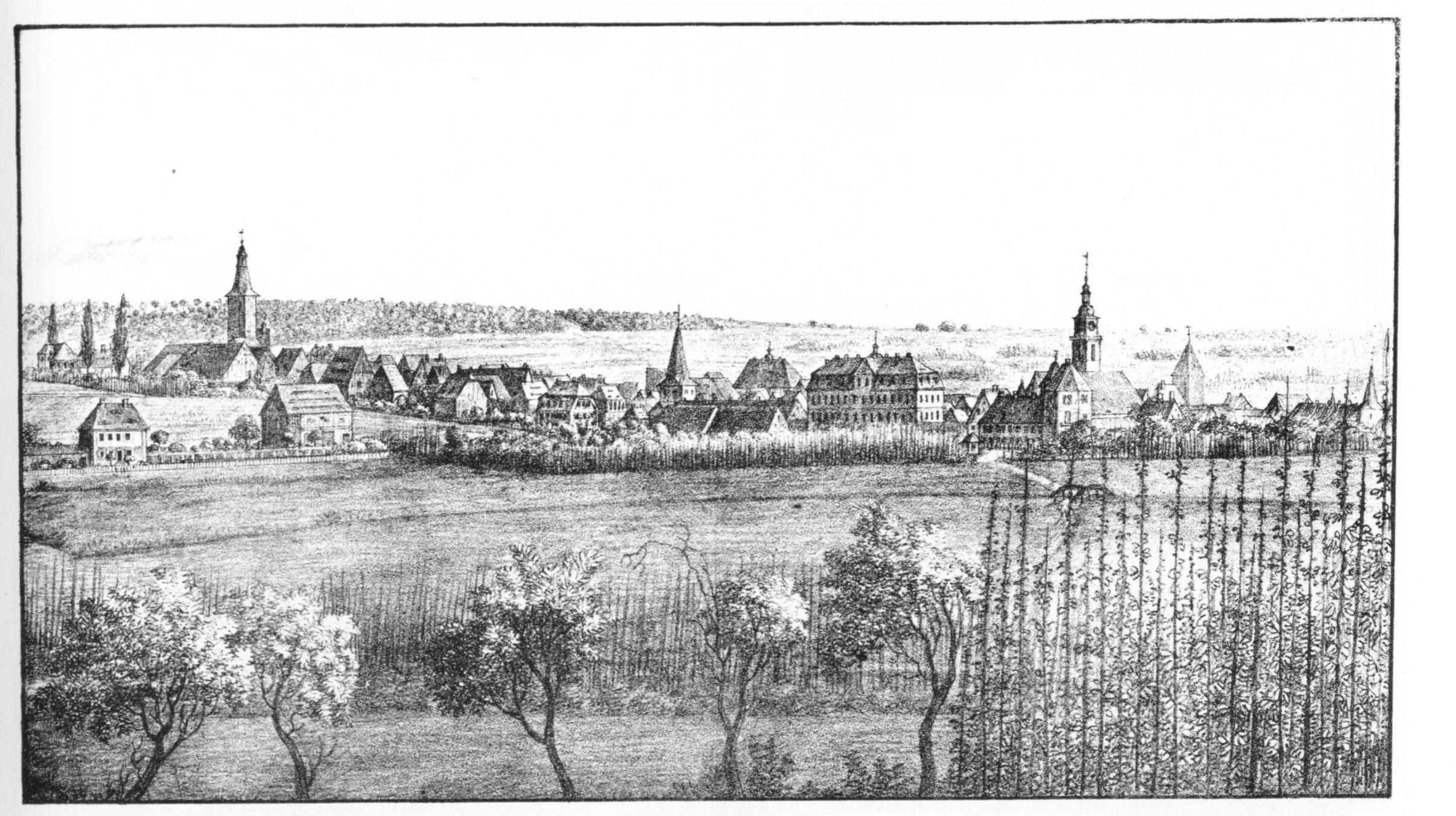
Neustadt an der Aisch, im Vordergrund: Hopfengarten (um 1830). Lithografie des Zeichenlehrers W. Rothe

Die Brüder Burkart gründeten 1828 in Neundorf bei Markt Bibart ein Brauhaus. Im Jahr 1915 verlegte die Brauerei Burkart, nachdem sie bereits am 1. Februar 1912 die Schmeißersche Brauerei (welche in den 1880er Jahren kurzzeitig auch bis nach Brasilien exportierte) mit dem „Schmeißersgarten“ auf der Freiung (Nürnberger Straße 31) aufgekauft hatte, ihren Betrieb als Brauhaus Neustadt a. d. Aisch nach Neustadt. Es bestand bis 1998.:S. 180 f., 338 und 502 f. Zum im 18. Jahrhundert den Weinbau zurückdrängenden Anbau des bei der Bierherstellung benötigten Hopfens verfügte Neustadt seit dem Ende des 18. Jahrhunderts über länger bestehende Hopfengärten (bereits im Dreißigjährigen Krieg wurden Weinberge in Hopfengärten umgewandelt), fand aber trotz seiner guten Qualität längerfristig keinen Absatz im Fernhandel. 1831 oder 1832 wurde im Rathaus eine öffentliche Hopfendarre eingerichtet. Im Jahr 1832 existierten in Neustadt acht Brauereien, deren Zunftherberge ab 1834 das Gasthaus „Krone“ (später das Hotel Krone am Marktplatz 10) wurde. Ein eigener Hopfenmarkt war ab 1863 im Kommunalbrauhaus, wo auch die Waage stand, verfügbar. Nach dem Anstieg des Hopfenbedarfs und damit auch der Hopfenpreise nach 1870 wurde Neustadt vermehrt zu einem Ort des Hopfenhandels. Ein Hopfenbauverein veranstaltete 1888 seine eigene Ausstellung und schuf 1892 aus der ihm überlassenen Bezirksamtsscheuer am Bleichtürlein eine Hopfenpräparieranstalt, deren Erzeugnisse von 1894 bis 1902 auf Ausstellungen in Berlin und Paris mehrmals Preise erhielten. Der Hopfenhandel verlor jedoch Anfang des 20. Jahrhunderts wieder seine Bedeutung bis sein Anbau 1942 sogar verboten wurde. Ab 1925 stand der Getreideanbau (Roggen, Hafer, Weizen und Gerste sowie Menggetreide) wieder im Vordergrund.:S. 181, 264, 331, 335, 340, 428 f., 467 f., 470 und S. IV, sowie S. 474 (Hopfenausstellung des Hopfenbauvereins im Jahr 1888), 491 und 505
Ab 1821 wurden bestehende Innungen (teilweise hervorgegangen aus den Zünften) in Handwerkervereine umgebildet (ab 1834 in „Gewerbsvereine“. Eine „Gewerbeverein“ wurde am 8. August 1894 gegründet).:S. 332 f., 494 f. und 509

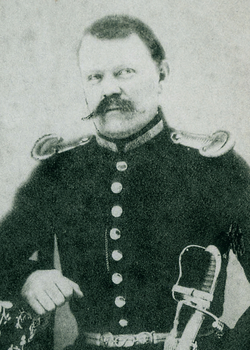
Adolf Scherzer

Einer der ersten Vereinsgründungen in Neustadt war 1828 auch der zunächst dem Gesang und der Geselligkeit dienende Verein Concordia, der zunächst bis 1914 bestand.:S. 596–619 (Vereinsleben 1810–1933) und 621
Eine Belebung des musikalischen Lebens in Neustadt bewirkte ab 1829 der Stadtmusikus Scherzer und im Januar oder Februar 1834 wurde als eine der ersten Liedertafeln durch Kantor Ludwig und den Buchhändler Joh. Conr. Engelhardt die Liedertafel Neustadt a.d. Aisch gegründet. Ihr erstes Konzert gab die Liedertafel am 16. März 1834 zugunsten eines geplanten Krankenhauses.:S. 518, 599, 601, 624 und 663 Frühe Vorstände der Liedertafel waren Dekan Chr. E. Prinzing (1835 bis 1837) und Amtsarzt (Landgerichtsarzt) Gottfried Schmauß (1846 bis 1847).:S. 527, Anm. 53, und S. 599 f. Mit der Kapelle Scherzer („Harmonie“) veranstaltete die Liedertafel 1836 ein Benefizkonzert für ein geplantes, von Spital und Krankenhaus unabhängiges, aber nie zustandegekommenes Armenhaus.:S. 531 und 599 Das von der Liedertafel überregional beworbene Erste fränkische Sängerfest fand am 8. Juli 1839 in Neustadt statt.:S. 600 und 624 Weitere, mit der Liedertafel im freundschaftlichen Verhältnis stehende, Gesangsvereine, waren die Alliierten (bis 1862), der im Juni 1904 entstandene Verein Frohsinn (heute Gesangsverein Frohsinn 1904) und der 1906 begründete Arbeiter-Gesangsverein.:S. 601 f., 606, 654 und 664 Im November des Jahrs 1859 veranstaltete die (seit 1850 auch Instrumentalmusik praktizierende und bis 25. November 1891 als reiner Männerchor konzipierte:S. 599) Neustädter Liedertafel die vaterländischen Feierlichkeiten zum 100. Geburtstag von Friedrich Schiller. Im selben Jahr wurde in anbetracht eines möglichen Krieges auch eine Ortsgruppe des Gesamtvereins bayerischer Frauen und Jungfrauen zur Beschaffung von Verbandsmitteln bzw. zum „Charpiezupfen“ für das Heer:S. 636 und der erste Stenografenverein gegründet.:S. 618 Unter anderem mit der Veranstaltung populärwissenschaftlicher Vorträge beschäftigte sich ein 1868 gegründeter Fortbildungsverein.:S. 590 und 672 f. (Wissenschaftliches Leben) Eine von Schülern des auch in enger Bindung zur höheren Schule stehende Neustädter Alumneum veranstaltetes Straßensingen wurde 1897 abgeschafft, doch erhalten blieben die Bräuche, an Heiligabend vom Kirchturm herab zu singen und das Choral-Spielen durch die Stadtkapelle freitags um 11 Uhr.:S. 561–564 (Das Alumneum), 575 und 663 Später entstanden weitere Vereine wie 1864 ein Gustav-Adolf-Verein, 1880 der Verein für Gemeindediakonie, 1925 die G.m.b.H. Emeritenheim und 1918 der bis 1941 bestehende Verein Evangelisches Schülerheim mit Räumlichkeiten für auswärtige Besucher des Progymnasiums (Das Schülerheim befand sich zunächst in der ehemaligen Rektoratswohnung und wurde 1924 in Räume der aufgelösten Präparandenschule verlegt).:S. 412 und 575 Eine Leichenkassenverein, zur Unterstützung seiner Mitglieder bei Todesfällen, wurde 1839 ins Leben gerufen und existierte auch noch 1945. Der 1877 gegründete Leichenverein für Eisenbahnarbeiter und ein 1893 eingerichteter Arbeiterkrankenunterstützungsverein mit Sterbekasse bestanden hingegen nur kurze Zeit.:S. 617
Johann Caspar Engelhardt, Sohn des als Seilermeister aus Baiersdorf nach Neustadt gekommenen Munizipalrats und von 1818 bis 1830 das Bürgermeisteramt ausübenden Johann Georg Engelhardt, eröffnete 1832 seine Buchhandlung und Verlagsanstalt im Haus seines Vaters in der Nürnberger Straße. Engelhardt verlegte vor allem Heimatliteratur, insbesondere von G. L. Lehnes, und betätigte sich gelegentlich auch als zu Zeitereignissen Stellung nehmender Dichter, engagiert im Kirchen- und Vereinsleben der Stadt und war von 1840 bis 1860 deren Bürgermeister. 1834 hatte er eine Leihbibliothek ins Leben gerufen. Engelhardts Sohn besorgte die Verteilung von Lesemappen.:S. 411, 623, 665, 688 und 763
Die durch Lehnes 1834 veröffentlichte Stadtgeschichte regte den Stadtkämmerer:S. 707 und 755 und späteren Bürgermeister Drittler an, von 1836 bis 1848 „Jahrbücher der Stadt Neustadt an der Aisch“ durch die Druckerei Schmidt herauszugeben.:S. 684 und 746
Seit dem 19. Jahrhundert bestand die Buchbinderei Held, welche später (unter L. Assel) auch Buchhandel betrieb.:S. 688
Durch das Landgericht wurde 1835 eine Feuerlöschordnung erlassen. Mit neuen Brandschutzmaßnahmen machte die Markgräfin Wilhelmine die Neustädter bekannt, als sie der Stadt 1738 eine (noch 1836 in Betrieb befindliche) „Berliner Feuermaschine“ schenkte. Aus dem im Januar 1861 entstandenen Turnverein Neustadts:S. 604 f. und 636 f. rekrutierte sich am 18. Juli 1862 eine Freiwillige Feuerwehr, der nach dem großen durch Brandstiftung verursachten Stadtbrand vom 5. August 1877 (als ein Großteil der Feuerwehrleute auswärts beschäftigt war) das Feuerlöschwesen der Stadt (neben der Pflichtfeuerwehr als weiterbestehende Hilfsorganisation) anvertraut wurde. Das Löschgerät der FF befand sich im Gewölbe des damals noch nicht als Durchfahrt benutzten Nürnberger Tors. Alle im Turnverein aktiven Turner traten daraufhin der neben der auch 1908 noch nur als „Reserve“ beibehaltenen Pflichtfeuerwehr bestehenden Freiwilligen Feuerwehr bei.:S. 605, 609–611 und 739–741 Eine Feuerwache auf dem Kirchturm wurde 1902 und endgültig 1906 aufgehoben (Danach gingen Feueralarme vom Rathaus aus – ab 1909 mit einem elektrischen Alarmsystem). Die staatliche Brandversicherung wurde am 1. Juli 1875 in Zimmer 2 des Rathauses eingerichtet, wo der erste Brandinspektor im Oktober 1875 sein Amt aufnahm (In den 1930er Jahren befand sich das Amt in einem Privatgebäude in der Ansbacher Straße 9).: 1950, S. 339, 400, 611 und 736
Ab den 1840er Jahren gab es durch private Fuhrunternehmer zunehmend betriebene Fahrten (etwa mit 8-sitzigen Zweispännern) auf der Strecke Neustadt–Erlangen, ab 1850 (etwa durch den Emskirchener Eckart, Postmeister und Wirt vom Gasthof zum Hirschen in der Bamberger Straße 10, angebotene sechsstündige) Anschlussfahrten zur Staatseisenbahn in Nürnberg und die Stellwagen Nürnberg–Neumarkt–Regensburg sowie durch den Erlangener Postmeister ab 1852 betriebene Tageskurse zwischen Neustadt und Erlangen. Der Langenfelder Posthalter und Abgeordnete Georg Moritz Stöcker, dessen Familie einen Gasthof („zur Lilie“, dann „zur Sonnenblume“ und später „Franckensteiner Hof“) führte, hatte schon 1850 dreimal pro Woche stattfindende Reisemöglichkeiten nach Würzburg geschaffen und der vom Staat konzessionierte Poststallmeister Stahl führte sogar täglich Fahrten von Neustadt nach Würzburg durch (Ein für Neustadts Postlinien errichteter eigener Poststall wurde erst 1929 durch Kraftfahrzeuge ersetzt). Im Juli 1857 wurde der Betrieb großer Fernlinien durch die Post eingestellt. Die Beförderung von Personen, Briefen und Paketen übernahmen Eisenbahnverbindungen des sich rasch ausbreitenden Eisenbahnnetzes. Neustadt wurde ein wichtiger Knotenpunkt des Postverkehrs. Durch Omnibuskurse wurde Neustadt mit Nürnberg und Würzburg verbunden.:S. 340 f. und 484 f. Die 1810 eingerichtete und 1865 aus dem Innenstadtbereich an den abgelegenen Bahnhof verlegte Postexpedition wurde am 1. März 1866, ebenso wie am 7. Juli 1871 die 1870 zunächst im Bahnhofsgebäude errichtete Telegrafenstation, wieder in die Stadt zurückverlegt.:S. 402 f., 486 und 500
Der Begründer einer ortsansässigen Fotografie in Neustadt war 1862 Johannes Ulrich.:S. 497
Zu ersten bedeutenden Auswanderungswellen aus Neustadt kam es (nachdem es bereits 1822 zu Emigrationen aus den Aischtaldörfern nach Amerika gekommen war) zwischen 1836 und 1911, ab 1848 kam neben dem Zusammenbruch vieler bäuerlicher Betrieb wohl auch ein Einfluss der in Kalifornien entdeckten Goldfelder hinzu. Zwischen 1844 und 1911 waren etwa 185 Menschen ab- bzw. ausgewandert, davon 140 in die USA.:S. 419–421, 423 f. und 466 f.
1862/1863 wurde mit dem Bau der Eisenbahn in Neustadt begonnen. Eine führende Stellung im Eisenbahnkomitee hatte der Rechtsanwalt Dr. Haupt.:S. 404 f., 485, 519, 736 und 746 Durch den Anschluss an das prosperierende Eisenbahnnetz 1865 wurden Handel und Gewerbe belebt, verstärkt noch durch die Einführung der Gewerbefreiheit in Bayern.:S. 440, 496, 499 und 698 Am 19. Juni 1865, dem zweiten Kirchweihtag des Jahres, hielt der erste Zug (eine Lokomotive und vier Personenwagen) an der neuen, weit vor den Stadttoren gelegenen Station:S. 402 f. der (auf Grundlage der alten, früher wagengeldpflichtigen, Reichsstraße Würzburg-Neustadt-Emskirchen-Nürnberg:S. 464, 480 f., 486 und XXVII) bereits 1862 geplanten Eisenbahnstrecke Würzburg-Nürnberg. Ab Juli 1876 bestand als Nebenstrecke, welche später zur Verbindung bis Rothenburg ausgebaut wurde, die Bahnlinie nach Windsheim.:S. 404 und 743 Die industriellen Fortschritte und Veränderungen um die Wende zum 20. Jahrhundert ließen die traditionellen Handwerke wie die Pinselherstellung zurückgehen. Einige Reißzeugfirmen, teils mit Absatzgebieten auch in Übersee, wurden allerdings noch in Neustadt eingerichtet (so die 1882 in Nürnberg gegründete Firma von J. Chr. Lotter, 1906 ein ähnlicher Betrieb von Chr. Birk und 1918 die Reißzeugetui-Firma Heinrich Freitag. 1932 und 1933 entstanden dann noch die Reißzeugfirmen Herm. Kraft und Lotter u. Co.). Das Pinselmacherhandwerk blieb aber in Neustadt und Umgebung weiterhin bestehen. Mit der Begründung einer Borstenzurichteanstalt hatte Friedrich Hoffmann 1872 sogar einen neuen Erwerbszweig in Neustadt eingerichtet. Seine Borstenzurichterei wurde 1895 zu einer großen Pinselfabrik ausgebaut (Weitere Pinselfabrikanten folgten: 1921 Mich. Drexler, 1922 Senco, 1924 Wilh. Bög, 1925 R. Schlötter, der die Pinselfabrik Thimig und Busch erworben und nach Birkenfeld verlegt hatte, und 1930 Heinz oder Heinrich Gesell). Die 1890 entstandene Borstenpräparation Heidecker war ein Teilbetrieb der Erlanger Firma Kränzlein und hatte sich zu einer Bürstenfabrik entwickelt.:S. 502 f., 533, 535 und 561
Als ab etwa 1830 bedeutendsamer gewordenes landwirtschaftliches Zentrum der Region, das insbesondere durch seine Viehmärkte und den Hopfenhandel Bedeutung erlangt hatte, zeigte sich Neustadt im September 1854 mit dem mittelfränkischen Kreis-Landwirtschaftsfest (in Weiterführung des einige Jahre zuvor für München angeordneten Zentral-Landwirtschaftsfestes, genannt Oktoberfest), einer Kreisversammlung der landwirtschaftlichen Vereine Mittelfrankens am 19. Oktober 1900 (welcher in Neustadt, wo 1862 ein Landwirtschaftlicher Verein gegründet worden war, die Jahrestagungen der bis 1933 bedeutsamen mittelfränkischen Kreisbauernkammer folgten) und der ebenfalls mit einem großen Festprogramm mit Beteiligung von Gruppen und Vereinen aus Neustadt und Umgebung umrahmten, von über 12.000 Festteilnehmern und Ausstellungsbesuchern besuchten Landwirtschafts- und Gewerbeschau vom 5. bis 8. Oktober 1928 unter Teilnahme des Ministers Anton Fehr und des Regierungspräsidenten Gustav Rohmer (Für die gewerblichen Aussteller stand die städtische Turnhalle zur Verfügung).:S. 443 f. und 460–478 (Landwirtschaftliches Leben), 505 und 509 f. Eine Schranne wurde 1864 und ein Saatfruchtmarkt 1875 von der Stadt eingerichtet. Ebenfalls 1864 entstand als erste wirksame Organisation der Selbsthilfe und des berufsmäßigen Zusammenschlusses die Dreschmaschinen-Aktiengesellschaft. Der 1891 als Selbsthilfeorganisation gegründete Raiffeisenverein errichtete für sich 1917 das „Lagerhaus der Bayerischen Warenvermittlung landwirtschaftlicher Genossenschaften A. G.“ (kurz BayWa genannt) im Wiesengrund beim 1904 eingemeindeten Rößleinsdorf in der Nähe von Riedfeld (Die zu Beginn des 18. Jahrhunderts als arme Dörfer geltenden Vororte Rößleinsdorf und Riedfeld waren gemäß den Gemeindeedikten von 1808 und 1818 zu einer Ruralgemeinde (Landgemeinde) – mit je einem vom Magistrat Neustadt ernannten „Distriktsvorsteher“ – zusammengefasst worden).:S. 470 f., 690, 692 f., 707 (erste, am 20. September 1818 vom Landgericht bestätigte Distriktsvorsteher: der Bauer Sim. Beck für Rößleinsdorf, der Müllermeister Paul Stein für Riedfeld und der Bauer Gg. Ströbel für Unterstrahlbach), 709, 716–718 und 722 f. Auch in Wilhermsdorf und Hagenbüchach entstanden derartige Lagerhäuser.:S. 507 f. Der 1861 sich in Neustadt niedergelassene Tierarzt Hollenbach wurde um 1870 zum Bezirkstierarzt ernannt, der in Sachen der „Veterinärpolizei“ das Bezirksamt beriet und ansonsten eine eigene Praxis führte (1869 wurde die Amtsstelle eines Bezirkstierarztes eingerichtet).:S. 402, 440 und 470
Die erste Magistratswahl Neustadts, zu der jeder in Neustadt Ansässige nach vollendetem 25. Lebensjahr zugelassen war, fand 1818 statt und wurde vom Bezirksamt am 20. September 1818 bestätigt. Der Seilermeister und frühere Munizipalrat Johann Georg Engelhardt wurde für die nächsten zwölf Jahre Bürgermeister. Die ersten Magistratsräte (als städtische Verwaltungsbehörde) waren Jh. Gg. Hummel (zuvor Municipalitätsrat), der Wein- und Eisenhändler Jh. Sam. Landmann (welcher 1795 durch Eröffnung einer Weinhandlung den Neustädter Weinhandel vom Fernhandel unabhängig gemacht hatte:S. 340), der Lederfabrikant Gg. Lud. Beer, der Gutsbesitzer Jh. Mich. Ammon, der Seilermeister Jh. Val. Drittler, der Flaschnermeister Jh. Ad. Friedrich, der Tuchmachermeister Salom. Kumpf und der Goldschmiedmeister Christ. Heubner. Ein Gemeinebevollmächtigtenkollegium (als Vertreter der Gemeinde gegenüber dem von den Gemeindebevollmächtigten gewählten Magistrat) bestand aus 24, auf je neun Jahre gewählten, Bürgern. Deren Sitzungen wurden jedoch erst 1848 öffentlich. Weitere Magistratswahlen fanden 1821 und 1824 statt.:S. 692, 698, 706 f. und 733
Eine 1813 nach dem Vorbild des preußischen Landsturms gegründete freiwillige Landwehr wurde, nachdem 1812 eine bayerische Landwehr (ein Landwehrbataillon) aufgestellt worden war, am 24. Januar 1870 aufgelöst. Bis 1836 wurde die sich auch außerhalb ihres Heimatgebietes anbietende Landwehr an Markttagen am Rathaus als Sicherheitsdienst eingesetzt. 1819 erfolgte die Aufstellung eines staatlichen Landwehrbataillons, deren Dienstpflichtige durch den Stadtmagistrat dem Bataillonskommando gemeldet werden mussten. Letzter Landwehrhauptmann war der Gerbermeister Knorr. Die von der Königin Karoline erhaltene seidene Fahne der Landwehr ging 1819 an das Landwehrbataillon über und wurde vom Historischen Verein aufbewahrt. Eine freiwillige Volkswehr unter Führung von Landwehrmitgliedern wurde 1848 gegründet (Der bisherige Kommandant des Landwehrbataillons Haßler hatte zur freiwilligen Verstärkung der Landwehr und Bildung dieser Sicherheitsgarde aufgerufen), die jedes Jahr am Himmelfahrtstag eine Gefechtsübung durchführte. Auch 1870, als Truppen an die Westgrenze befehligt werden, entstand eine Freiwilligenformation von 153 Mann zur Sicherung von „Ruhe und Ordnung“ im Stadtgebiet. Eine Landwehrkompanie neuer Ordnung entstand nach dem Krieg von 1866 (bei dem es im Juli 1866 auch zum Durchmarsch österreichischer Kolonnen und Truppen gekommen war und Neustadts Türme und Tore vom 7. Infanterie-Regiment aus Bayreuth besetzt waren:S. 639) durch ein neues Wehrverfassungsgesetz (von Angriffshandlungen im Rahmen des Kriegs blieb Neustadt verschont, am 1. August 1866 erfolgte durch einen Meldereiter die Nachricht von der vereinbarten Waffenruhe:S. 639). Damit wurde das Land 1868/69 in 32 Landwehrbezirke zu je vier Kompagniebezirken eingeteilt und Neustadt wurde Sitz der 3. Kompagnie des Landwehr-Bezirkskommandos Ansbach und von 1891 bis 1902 war Neustadt mit der 6. Infanterie-Brigade Aushebungsbezirk (für Musterungen) des Landwehrbezirks Ansbach.:S. 407–410, 616, 627, 736–738 und 741 f.
Erst nachdem das Landesrabbinat Bayreuth aufgelöst, der Aischgrund dem Rabbinat Fürth zugewiesen und in Bayern Freizügigkeit verkündet worden war, erschienen 1864 wieder Juden in Neustadt, gehörten aber bis 1915 der Israelitischen Kultusgemeinde Diespeck an. Sie hatten sich zunächst im Haus des J. J. Erlanger eine Gebetsstätte in der Nürnberger Straße eingerichtet (Eine Synagoge wurde von Pahres, wo sie 1842/43 erbaut worden war, nach Neustadt östlich der Stadtmauer verlegt, dort am 31. Mai 1878 eingeweiht und bestand dort bis November 1938).:S. 172 und 416
1866 wurde die zuvor von Dekan Schaufler (nach ihm dürfte der Schauflerturm benannt sein) als „Dritter Pfarrer“ (Diakon) seit 1804 geleitete, bereits „Präparandenschule“ genannte, Schule offiziell als Vorbildungsanstalt für Volksschullehrer eingerichtet. Die seit 1832 bestehende Präparandenschule, die ab 1834 die Voraussetzungen zur vollständigen Lehrerausbildung hatte, erhielt im September 1866 die Bezeichnung Königlich bayerische Präparandenschule, bildete mit regulär höchstens 40 (zeitweise auch bis zu 72) Schülern eine Unterstufe von drei Klassen und war dem als Oberstufe fungierenden „Seminar“ in Altdorf unterstellt. Die Schule war zunächst im Alten Rathaus (später Waage, dann Post und danach ein Geschäftshaus) untergebracht und zog 1869 in das 1824 für sie mit einem dritten Stockwerk versehene Volksschulgebäude um. Ab 1877 musste die Präparandenschule den Erfordernissen der Volksschule wieder weichen. Einen eigens für die Präparandenschule 1877 beschlossenen Neubau mit (auch von der Lateinschule genutzter) Turnhalle auf einem Teilgrundstück des Hospitalgartens am Riedfelder Tor bezog die zuvor provisorisch in den Landgerichtsräumen untergebrachte Schule 1879. Es handelte sich um eine würfelförmigen roten Backsteinbau, der 1924, als die Präparandenschule aufgehoben wurde, einen landschaftstypischen Verputz erhielt.:S. 373, 570 und 581–583 (Die Präparandenschule)
Die höhere Schule Neustadt (das spätere Progymnasium) war zunächst in Räumen der alten, 1740 errichteten Fürstenschule untergebracht. Nach Übernahme der Markgraftümer durch die 1701 aus Kur-Brandenburg hervorgegangene Krone Preußen im Jahr 1791 blieb die bereits zu den „Gymnasien“ gerechnete Fürstenschule zwar erhalten, wurde entsprechend den Reformen von Hardenberg am 4. Februar 1803 unter ihrem neuen Rektor Raab in eine höhere Bürgerschule (ohne Fremdsprachen, aber mit Latein als Wahlfach) umgewandelt und galt um 1807 als „Schule zweiten Grades“. Nachdem der alte Schulbau an der Nordseite des Schulhofes durch die Stadt abgerissen worden war, entstand an dessen Stelle 1853 ein standfester Bau aus weißem Sandstein, in den die Lateinschule verlegt wurde. Die höhere Schule, die bereits 1867 über einen von ihrem Rektor Georg Döhlemann geschaffenen realen Zweig (ohne Griechisch ab dem dritten Jahrgang, aber mit Französisch, Naturlehre, Buchführung und technischem Zeichen) verfügte, wurde unter dem Rektor J. C. Lauer 1894 ausgebaut und offiziell zum Progymnasium (mit sechster Klasse) erhoben. 1895 wurden die drei Realklassen neben die drei oberen Klassen des Progymnasiums gestellt. Eine vierte bis sechste Realklasse wurden zwischen 1912 und 1924 eingerichtet. Die ersten Realschüler Neustadts absolvierten 1925, darunter im Rahmen der sich zu Beginn des 20. Jahrhunderts etablierenden Koedukation die ersten Mädchen (Allerdings besuchten im 16. und 17. Jahrhundert ursprünglich auch Mädchen die schon vor der Reformation bestehende lateinische Schule in Neustadt, welche ab 1582 eine rasche Entwicklung erfuhr).:S. 217 f., 225, 369 f., 372, 380 und 575 f.
Die Präparandenschule organisierte auch öffentliche Konzerte, seit 1898 zweimal im Jahr geistliche Konzerte in der 1898 auch mit einer ersten vielseitigen, 1896 für 2978 Mark gekauften, Orgel:S. 550 ausgestatteten Stadtkirche, und zum Teil unterstützt vom Kirchenchor seit 1910 auch in Zusammenarbeit mit dem seit 1817 bestehenden humanistischen Progymnasium in großem Maße und dank der Komponisten und Musiklehrer an der Präparandenschule Karl Wolfrum (1856–1937) sowie der Professoren König und Peter Volkmann (ebenfalls sowohl als Lehrer an der Präparandenschule als auch als Komponist tätig), die auch die überregional bekanntgewordenen Kirchenkonzerte in der Stadtkirche leiteten, am Musikleben der Stadt beteiligt. Die Präparandenschule bestand bis 1924 und das Progymnasium führte die musikalischen Aktivitäten weiter (Das landesherrliche Kirchenregiment und damit die geistliche Schulaufsicht war mit der staatlichen Neuordnung jedoch im November 1918 beseitigt worden).:S. 412 f., 573, 581–583 (Die Präparandenschule), 663 f. und 665
Durch die Verlegung der Bamberger Lehranstalt des Handelsschuldirektors Schneider nach Neustadt 1884 erhielt Neustadt neben der humanistischen Ausbildung am Progymnasium und dem realistischeren Unterricht an der Lateinschule eine eigene Ausbildungsstätte für die Anwärter praktischerer Berufe. Die Handelsschule wurde in Räumen eines Hauses in der Bamberger Straße 253 untergebracht, wo später das Kaufhaus Vogel entstand. Nachdem 1895 am Progymnasium drei Reallehrgänge eingerichtet worden waren und es nach dem Rücktritt des Schulleiters Schneider zur Abwanderung von Schülern der sich bis 1900 zur sechsklassigen Handels- und Reallehranstalt entwickelten Handelsschule gekommen war, wurde diese 1902 geschlossen.:S. 583 f. (Die Handelsschule) und 591
Nach Ausrufung des Deutschen Kaiserreiches und dem im Vorfrieden von Versailles beginnenden Ende des Krieges, in dem beim Kampf um Bazeilles am 1. September 1870 viele Neustädter und „Aischtäler“ beteiligt waren, fanden im März 1871 Friedensfeierlichkeiten in Neustadt statt, zu denen beginnend mit dem altliberalen Dekan Bauer Reden gehalten wurden, Fackelzüge stattfanden und vom Kirchturm Choralgesang ertönte. In diesem Jahr wurde die Rückkehr der Garnison gefeiert und den Gefallenen (Mich. Ammon, Herm. Bauer, Leonh. Gößwein, Lor. Ittner und Konr. Kachelries) zur Ehre in der Stadtkirche eine Gedenktafel angebracht (Am Sedantag 1874 wurde zudem eine Gedächtnisulme im Schulhof gepflanzt). Die Reichstagswahl am 3. März 1871 fand mit 224 Wählern (von denen 222 für Marquard Adolph Barth stimmten) von 758 Wahlberechtigten relativ wenig Beteiligung (1874 waren 467 von 813 Wahlberechtigten erschienen und trugen zur Wahl des zunächst liberalen, ab 1877 nationalliberalen Burgstaller Gutsbesitzers Friedrich Pabst bei).:S. 643–651 Amn 27. August 1871 gründeten 50 Teilnehmer des siegreichen Krieges gegen Frankreich im Gasthaus zur Post einen „Veteranen- und Kampfgenossenverein“, zu dessen erstem Vorstand der Kaufmann Joh. Müller gewählt wurde (Als Ehrenmitglieder wurden Kampfgenossen aus den Feldzügen 1812 bis 1815 aufgenommen und 1922 kamen durch Beschluss der Kriegsteilnehmer von 1870/71 auch die Frontkämpfer von 1914/18 zum nun „Militär- und Kriegerverein“ genannten Verein hinzu).:S. 616 f. Nach 1870 hatte sich Neustadt entsprechend dem politischen Profil seiner Wähler oft als „Hochburg des Freisinns“ bezeichnet.:S. 631
Nachdem am 29. April 1869 eine Gewichtsordnung eingeführt und am 1. Januar 1872 in Kraft getreten war, wurde die Aufgabe der „Aichmeister“ zunächst nur noch durch bestimmte, in Lehrgängen weitergebildete, und ab 1887 ausgebildete Fachbeamten übernommen. Das Neustädter Eichamt hatte sich zunächst in einem „Eich“ genannten Gebäude in der Schlosskaserne, nach deren Brand im Rathaus, dann in gemieteten Privaträumen (etwa denen des Billert für die Fasseichanstalt) und schließlich in Parterreräumen der Landwirtschaftsschule befunden. Ein eigenes Messungsamt erhielt Neustadt erst 1909, entstanden aus einer 1892 eingerichteten „Messungsbehörde“, nachdem im November 1837 der „Vermessungsdistrikt III. Neustadt“ gebildet worden war (Zuvor, 1828 bis 1835, war in Neustadt der Bezirksgeometer von Langenzenn zuständig gewesen).:S. 399 (Aichamt)
Zur Unterstützung „verschämter Armer“ erfolgte unter Beteiligung der nach Ansbach verzogenen Landrichterswitwe Weiß 1873 die Gründung eines (Evangelischen) Frauenvereins.:S. 568, S. 594, Anm. 2, und S. 611, Anm. 40 Am 18. Februar 1889 entstand, nachdem bereits 1859, 1866 und 1870 kurzlebige Hilfsorganisationen zur „Pflege der Verwundeten im Kriege“ (wie sie etwa Friedrich von Esmarch propagiert hatte), bestanden hatten, nach dem Vorbild des von Kaiserin Augusta 1866 gegründeten Vaterländischen Frauenvereins der Frauenverein vom Roten Kreuz, der zunächst 83 Mitglieder unter Vorsitz der Ehefrau des Bezirksamtmanns Gabriel Ritter von Morhart (dem späteren Regierungspräsidenten der Pfalz) hatte. Die Männer waren formal im Verein vom Roten Kreuz tätig, dessen Arbeitsabteilung die am 11. Januar 1896 neugegründete Freiwillige Sanitätskolonne war. Eine der Frauenorganisation entsprechende Männerorganisation erhielt das Rote Kreuz erst 1896.:S. 606, 611–613 und 657
Nachdem bereits 1831 und 1853 Maßnahmen (wie vor allem Absonderung) zur Eindämmung der Choleragefahr (etwa durch überlaufende Abortgruben) getroffen waren, erfolgte 1880 die Verlegung von Kanalisationsrohren in der Bamberger Straße, anschließend in der Würzburger Straße und unter dem Kirchplatz. Zu dieser Zeit erfolgten auch Straßenneupflasterungen und die Anlage von Bürgersteigen. Als dann die Gräben im Stadtinneren beseitigt waren und ein Arm des Strahlbachs 1903 mit Platten überdeckt war, wurde die Kanalisation Neustadts vervollständigt.:S. 511 f. und 518
Ein Tierschutzverein entstand in Neustadt am 15. April 1880. Der heute noch bestehende Imkerverein (Zeidlerverein) wurde 1881 gegründet.:S. 471
Im Jahr 1886 wurde durch Fr. Bardenbacher eine Cementwarenfabrik gegründet, die nach dem Ersten Weltkrieg durch Gg. Vorbrugg wieder mit Erfolg weiter ausgebaut wurde.:S. 503
Das Neustädter Rentamt wurde 1892 vom Alten Schloss in sein neues Dienstgebäude in der Ansbacher Straße verlegt (Am 1. April 1920 ging das Amt an das Reich über und wurde nun Finanzamt genannt, dem am 1. Februar 1929 noch die bereits nach Neustadt verlegten Finanzämter von Markt Erlbach und Markt Bibart hinzugefügt wurde).:S. 398

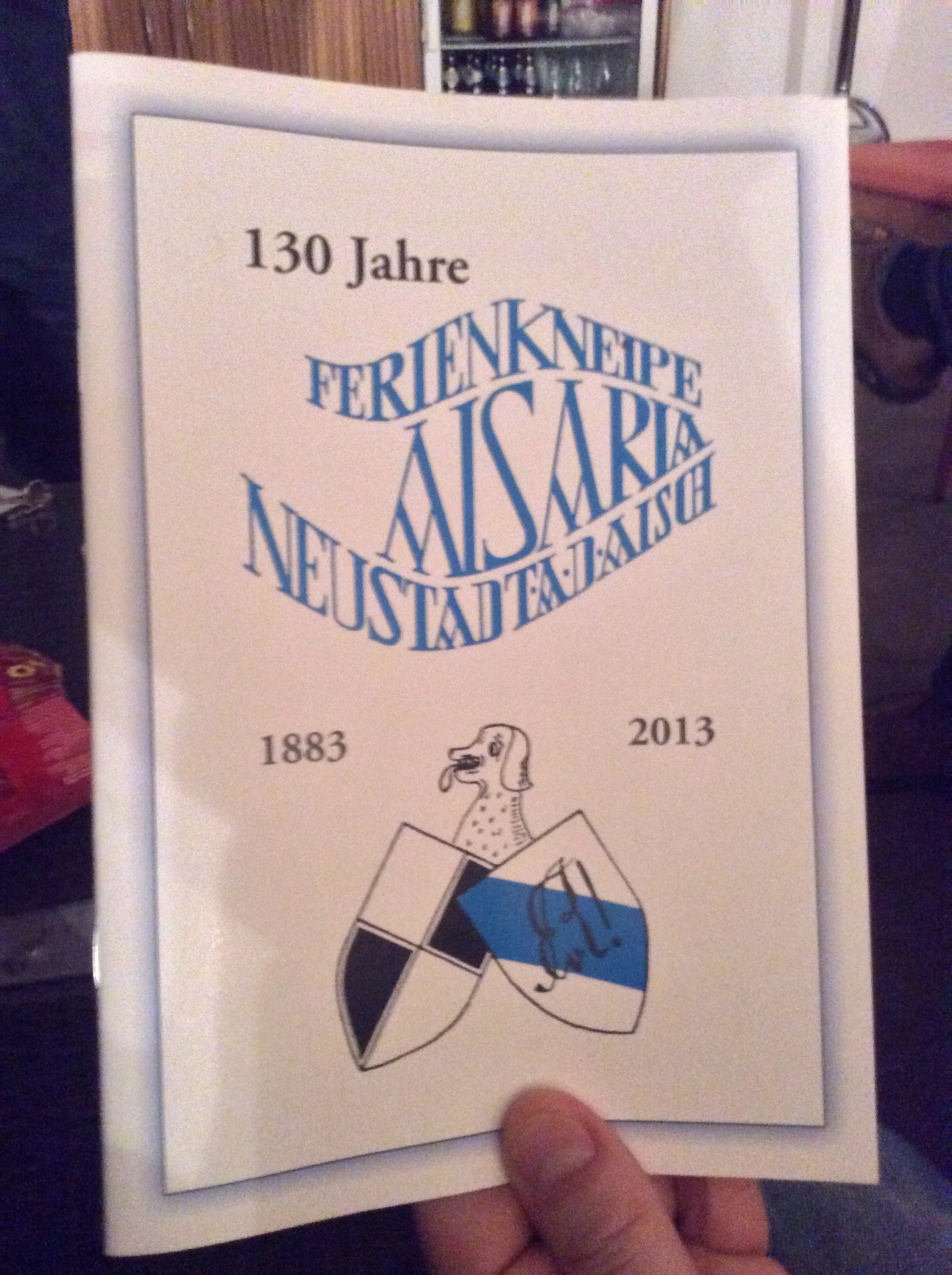
130. Stiftungsfest der Aisaria

Unter dem Namen Aisaria wurde 1893 eine seit 1883 als zwanglose Vereinigung entstandene, heute noch bestehende Vereinigung von (ausschließlich) ehemaligen Schülern der Lateinschule und der Präparandenschule offiziell „polizeilich gemeldet“. In Form einer „Ferienkneipe“ treffen sich die an anderen Schulen und Universitäten Lernenden dieser Ferialverbindung ähnlich wie farbentragende Studentenverbindungen. Angehörige anderer höherer Schulen gründeten 1907 die Ferienvereinigung Turonia.:S. 618
Durch private Unternehmer geführte Badegelegenheiten waren 1838 eine Badehaus an der Kohlenmühle, 1842 eine kleine Badestube bei der Wasenmühle und 1846 ein später mehrfach verbesserter Badeplatz an der Steinmühle. Zudem hatte die Casinogesellschaft für ihre Mitglieder 1846 einen Badegelegenheit an der Kohlenmühle eingerichtet. 1887 stellte die Stadt eine Badehütte bei der Obermühle auf und am 14. Februar 1897 wurde vom Stadtmagistrat, der seit der Bayerischen Gemeindeordnung für die Landesteile diesseits des Rheins vom 29. April 1869 mit zahlreichen Pflichten und Befugnissen ausgestattet worden war,:S. 696–700 der Bau einer städtischen Badeanstalt beschlossen (zuvor bestand „von öffentlicher Hand“ lediglich ein von der Garnison 1837 am Steinswehr angelegter, und auch der Zivilbevölkerung zur Verfügung gestellter Badeplatz).:S. 515 Die städtische Badeanstalt befand sich zunächst im ehemaligen Anwesen von Friedrich Wettschurek, der dort am 1. Mai 1874 im alten, 1829 bzw. 1834 eingeweihten Schießhaus der Königlich privilegierten Schützengesellschaft am Aischsteg auf dem Wasen am nördlichen Aischufer eine Warmbadeanstalt eingerichtet hatte, die aber nur bis zu dessen Tod bestand (Später war an der Stelle die Schreinerei Loscher:S. 273). Am 1. November 1908 wurde dann, nachdem 1907 die dafür erforderlichen, seit 1896 geforderten Hochdruckwasserleitungen installiert worden waren, die neugebaute städtische Badeanstalt mit Wannen, Duschen und einem Angebot medizinischer Bäder neben das im Februar 1898 konzessionierte, nach einem Entwurf der Erlangener Firma Reiniger, Gebbert & Schall gebaute, Elektrizitätswerk verlegt. 1910 wurde die Badeanstalt neuzeitlich umgebaut und als Wohlfahrtseinrichtung von der Gewerbesteuer freigestellt.
Nach Bau und Einrichtung des Elektrizitätswerkes durch die Firma und Verlegung der Leitungen durch die Stadt wurde Neustadt ab 1. November 1898 elektrisch beleuchtet (1906 ließ sich auch die bislang mit Gasbeleuchtung arbeitende Eisenbahnbehörde an das Werk anschließen). Nach einigem Hin-und-Her bezüglich des künftigen Betreibers nach Ablauf der Konzession war das Werk 1906 von der Stadt erworben worden und nannte sich nun Städtisches Elektrizitätswerk Neustadt. Im selben Jahr wurden die Eisenbahnstation und der Vorort Riedfeld an das Werk angeschlossen. Es folgten in den nächsten Jahren (wie auch von der 1908 entstandenen Kraftzentrale in Ipsheim aus) Anschlüsse weiterer Orte.:S. 513–516, 602 f. und 757–759
Zum Ende des 19. Jahrhunderts wurde die Umstellung der Wasserversorgung von Pump- und Laufbrunnen auf eine Hochdruckwasserleitung gefordert (und im Mai 1906 beschlossen):S. 513 f. und statt der mittelalterlichen Laternen wurde elektrisch beleuchtet. Diese und weitere Modernisierungen am Übergang vom 19. ins 20. Jahrhundert waren vor allem dem auch in Landessynode und im Parlament als Landtagsabgeordneter aktiven Georg Vogel, der ab 1898 als Bürgermeister in Neustadt wirkte, zu verdanken. So hatte er die Vorverhandlungen zur Einführung der elektrischen Beleuchtung in Neustadt maßgeblich beeinflusst. Vogel, der an einer deutschen Expedition zu den Kerguelen teilgenommen hatte, war zudem im Vereinsleben der Stadt engagiert und leitete den Turnverein und die am 11. Januar 1896 aus diesem hervorgegangene Freiwillige Sanitätskolonne. Für einen von dem 1906 gegründeten Fremdenverkehrsverein herausgegebenen Führer durch Stadt und Umgebung schrieb er das Vorwort.:S. 509, 606, 613 f., 618 und XXXVII Bis 1922/23 bestand die Käthe-Vogel-Stiftung, eine von Bürgermeister Vogel zum Gedächtnis seiner Frau eingerichtete gemeinnützige Stiftung. Er wurde unter anderem mit dem Michaelsorden und der Rot-Kreuz-Medaille geehrt und erhielt zudem die Ehrenbürgerwürde.:S. 567, 747–749, 759 und 763

### 1900 bis 1930
Am 29. April 1869 wurde die Bayerische Gemeindeordnung für die Landesteile diesseits des Rheines bekanntgegeben. Daraufhin erfolgte 1904 die Eingliederung der Vororte in die Stadtgemeinde Neustadt. Nach dem Beschluss des Selbstverwaltungsgesetzes vom 22. Mai 1919 wurden die bis dahin bestehenden Ämter der Magistrate und Gemeindebevollmächtigten, die die Gemeinde gegenüber dem Magistrat vertraten, ersetzt durch eine Verwaltung durch Gemeinde- und Stadträte mit einem Bürgermeister. Ein Berufsbürgermeister wurde ab 1921:S. 705 f. und 749 angestellt.
Zu Beginn des 20. Jahrhunderts wurde nach einem Vortrag des von Nürnberg angereisten Freiherrn Haller von Hallerstein in Neustadt eine Ortsgruppe der Sozialdemokratischen Partei gegründet. Weitergehende Umsetzungen demokratischer Gedanken erfolgten im November 1927 mit einer neuen Gemeindeordnung, woraufhin der Magistrat abgeschafft wurde und der Gemeinderat bzw. der in Neustadt aus 20 Mitgliedern bestehende Stadtrat in direkter und geheimer Wahl durch die Einwohner bestimmt wurde. Eine Übereinstimmung von Gemarkungsgemeinde und politischer Gemeinde als Stadt Neustadt an der Aisch erfolgte erst mit der Gemeindeverordnung von 1935.:S. 651, 696–701 und 725
Nachdem A. Dehn, der Schwiegervater von Werner Dollinger, 1902 seine Ziegelei von Unterstrahlbach nach Neustadt verlegt hatte, erbaute er dort im Ortsteil Rößleinsdorf (Am Hutsberg 1), wo schon früher eine nach dem 30-jährigen Krieg 1670 wiederaufgebaute Ziegelhütte bestanden hatte, eine große Dampfziegelei am Hauptbahnhof. 1908 wurde am Hörrlein, am Fuße des Hutsberges (seit 1370 als „Hutzberge bei Pirkenfelt“ nachweisbar), ein Tonwerk durch eine Gesellschaft eingerichtet. Ein Dampfsägewerk wurde 1909 von Lorenz Beh eröffnet.:S. 280, 310, 356 und 502
Zur Versorgung der Stadt mit elektrischem Licht war am 1. November 1898 ein neugebautes Elektrizitätswerk in Betrieb genommen worden. Das 1912 erweiterte Werk wurde 1919 an das Fränkische Überlandwerk angeschlossen, welches ein Schalt- und Transformatorenhaus in Ipsheim und ab 1925 auch in Diespeck betrieb. 1929 hatte Neustadt sein eigenes Werk vollständig ausgebaut und die Schaltung der Straßenbeleuchtung automatisiert.:S. 758–761
Nachdem das Oberpostamt Nürnberg 1900 die Einrichtung eines Telefonnetzes angeboten hatte und sich in Neustadt sechs Teilnehmer gemeldet hatten, wurde am 26. Januar 1903 das staatliche Ortstelefonnetz in Betrieb genommen (Im April 1929 wurde ein 24-Stunden-Fernsprechdienst und Ende Mai ein Selbstwählerbetrieb eingeführt).:S. 403

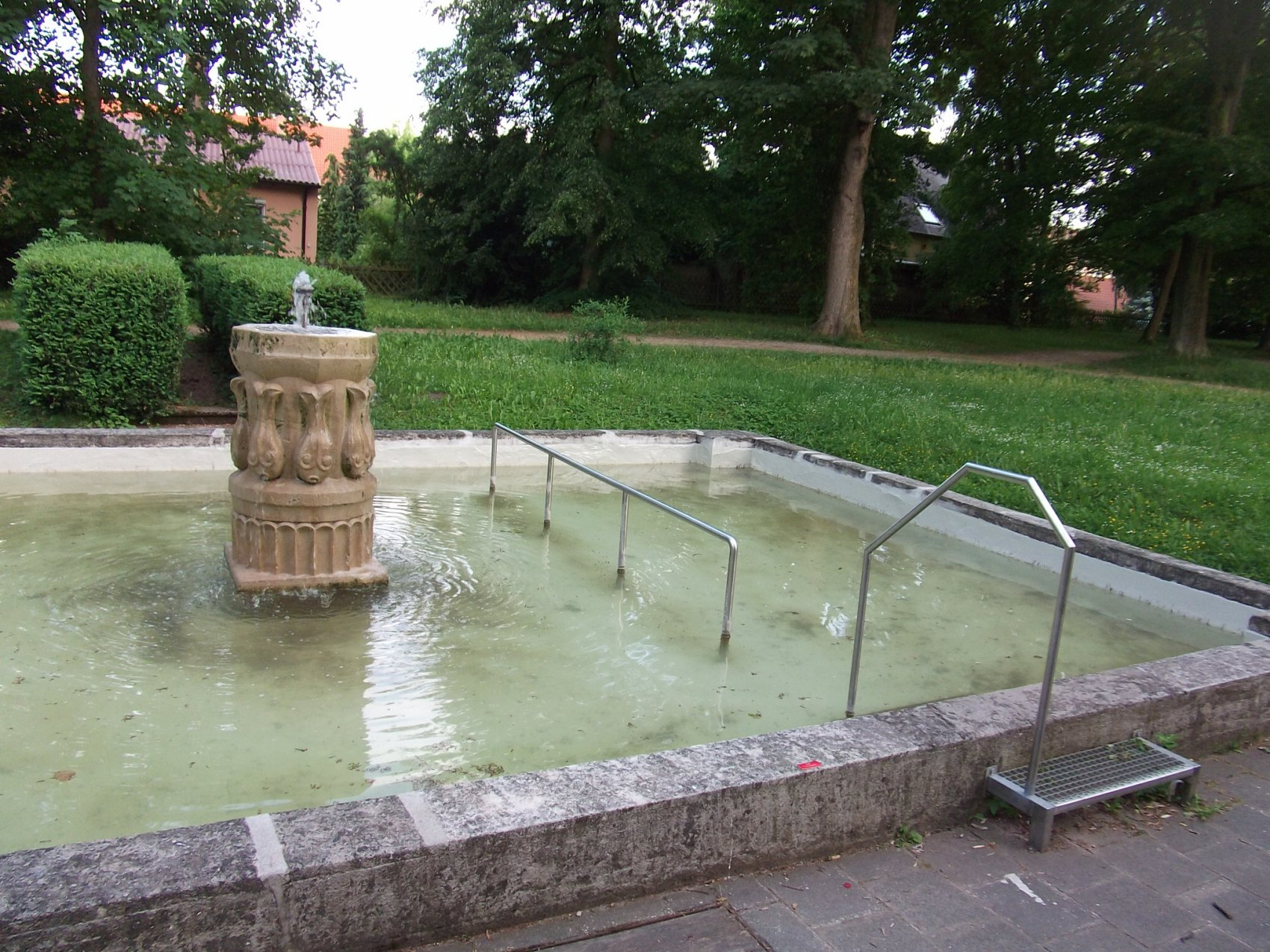
Kneipp-Wassertretbecken

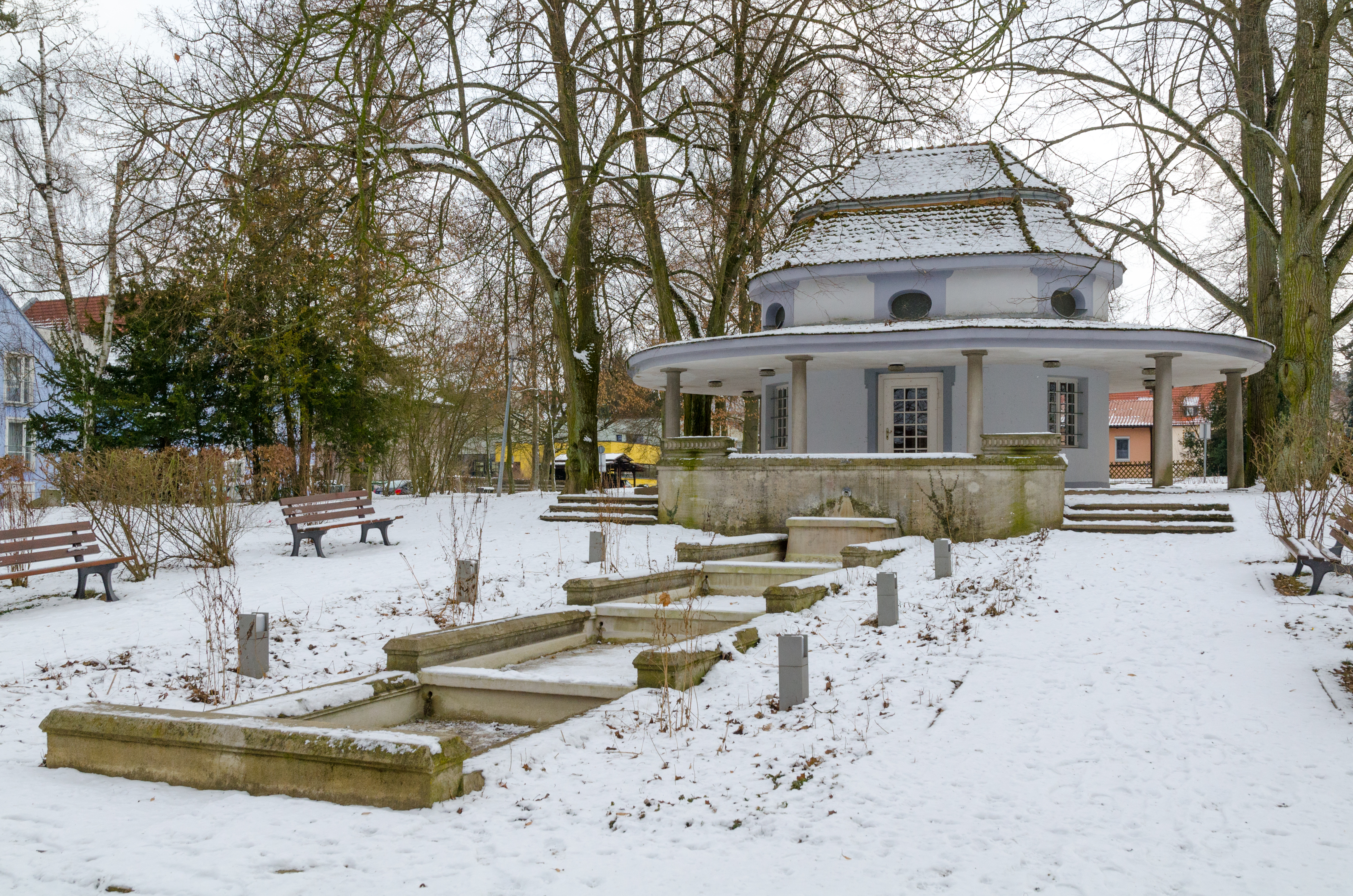
Luitpoldpark

In Neustadt waren mehrere städtische Grünanlagen (zum Beispiel der Luitpoldpark, auch „Sperberpark“ genannt – mit Pavillon, Kaskaden und Kneipp-Wassertretbecken, oder der Stadtpark, „Die Blach“ genannt) entstanden, was 1903 die Einstellung eines Parkwächters erforderlich machte.:S. 736
Bereits 1866 war, nach der Mobilmachung des bayerischen Heeres, das im Preußisch-österreichischen Krieg an der Seite Österreichs kämpfte, von Mai bis Juli:S. 637 f. und der Aufforderung zur Bildung von Hilfsorganisationen durch Bezirksamtmann von Baumer, Dekan Bauer und Bürgermeister Ex, vom Turnverein und der Feuerwehr ein freiwilliges Sanitätskorps gebildet worden, deren von Ärzten ausgebildete Mitglieder am 30. Juli 1866 zum „Verein zur Pflege der Verwundeten“ zusammengefasst wurden. Im Jahr 1870 stellten sich die Turner dem Sanitätsdienst zur Verfügung und wurden von dem Arzt Gustav Pöschel (von 1866 bis 1902 praktischer Arzt und ab 14. November 1881 Bezirksarzt in Neustadt):S. 527 ausgebildet. Am 11. Januar 1896 war dann in Neustadt eine Sanitätskolonne gegründet worden. Erster Vorsitzender der 69 Männer umfassenden Sanitätskolonne war der Bezirksamtmann Sorg, erster Kolonnenführer Georg Vogel, unterstützt von den Abteilungsführern Joh. Bauer und Alb. Bräuninger. Als Kolonnenärzte wirkten Lauer und Vay. Die Sanitätskolonne übernahm (ab 1908 als eine der ersten Kleinstadtkolonnen Deutschlands mit einem sehr gut ausgestatteten eigenen Transportwagen mit zwei Tragen) Krankentransporte, 1902 auch die Versorgung einiger an Typhus (wie er auch 1905 auftrat) Erkrankter und ab 1906 die öffentliche Desinfektion. Am 23. Mai 1904 fand in Neustadt der 5. mittelfränkische Kolonnenführer- und Ärztetag statt, bei dem die Sanitätskolonne mit dem Neustädter Frauenverein zusammenarbeitete. Von 1909 bis 1911 und ab 1926, dem Jahr des 30-jährigen Jubiläums der Kolonne, war H. Winter Kolonnenführer. Einer der freiwilligen Krankenträger um Außentransportdienst bis 1914 war Karl Ammon. Eine Rettungswache befand sich um 1932 im Rathaus.:S. 421, 520, 605 f., 613–616 und 641 f.
Ein 1902 vom Bezirksamt vor allem aus (seuchen)hygienischen Gründen vorgeschlagener städtischer Schlachthof wurde nicht realisiert.:S. 521
Bis 1907 wurde in Neustadt, abgesehen von der Zeit von etwa 1450 bis 1730, in größerem Umfang Schafzucht betrieben. Nach einer um 1897 (wie schon 1837) ausgebrochenen Maul- und Klauenseuche wurde diese jedoch nur kurze Zeit vom 1861 durch den Sprachlehrer G. Ammon wiederbelebten Neustädter Verschönerungsverein aufrechterhalten. Anschließend erfolgte die Schafhaltung noch auf privatrechtlicher Grundlage und hatte 27 Schafe (Zwischen 1927 und 1933 verfügte die Neustädter Schafhaltung dann wieder über etwa 300 bis 400 Tiere).:S. 448–455 (Schafzucht) und 469
Ein eigener Verein zur Pflege des Obstanbaus entstand 1907. Schon 1531 waren die Bürger durch Markgraf Kasimir verpflichtet worden, Obstbäume anzupflanzen. Bereits 1742 wurde in Neustadt der Seidenbau begonnen. Die ersten Maulbeerbäume wurde dazu im „Ried“, die letzten am „Roten Brunnen“ und im ‚Hasengründlein‘ angepflanzt. Die im 19. Jahrhundert vermehrt betriebene Anpflanzung von Maulbeerbäumen zur Gewinnung von Seide erfolgte im Zuge einer in Bayern unter König Ludwig I., der 1827 Setzlinge aus Italien hat kommen lassen, geförderten Seidenraupenzucht.:S. 338 und 458 (Seidenraupenzucht) So ließ auch der von 1834 bis 1860 amtierende, bereits seit seiner Zeit als Stadtkämmerer um 1840 bis 1845 auch auf die Anlage neuer Forstkulturen und bedachte, Bürgermeister Drittler:S. 435 und 707 Maulbeerpflanzungen am Köpfwasen und noch 1844 am Strahlbach vornehmen. Aufgrund von Importen aus dem Ausland ging die Seidenraupenzucht dann zunächst wieder zurück.:S. 431, 458, 467 und 597
1907 war Hans Heubeck Gründungsmitglied des CVJM.: S. 273 f. Aus diesem am 1. Dezember 1907 errichteten evangelischen Jünglingsverein entstand auch ein Posaunenchor.:S. 412
Die Erhebung des (wie der Brückenzoll) 1829 verdoppelten Pflasterzolls wurde im Oktober 1908 zwei von der Stadt angestellten Schutzmännern übertragen. 1909 kam noch ein dritter Schutzmann hinzu, der auch für die Fleischbeschau zuständig war.:S. 735 f. und 743
Nachdem bereits 1896 ein Gartenbau- und Geflügelzuchtverein entstanden war, wurde 1908 ein spezieller Geflügelzüchterverein in Neustadt gegründet. Gehalten wurden vor allem Hühner, Gänse und (vor allem nach 1919) Enten, daneben auch Truthühner, Perlhühner und Pfauen. Größere „Geflügelfarmen“ entstanden erst in den 1930er Jahren (etwa mit der Brüterei von Fritz Bräuniger).:S. 456 f. und 471
Ebenfalls 1908, am 22. November, wurde die nach einem am 9. September 1907 geschehenen Brand des vormaligen Reithauses, in dem von 1906 bis zum Brand eine Drahtgespinstfabrik (Firma B. Stieber und Sohn) untergebracht war, neugebaute städtische Turnhalle eingeweiht.:S. 502, 523, 604, 610, 757 und 762
Zur besseren Erreichbarkeit des am Rand der Stadt gelegenen Bahnhofs wurde 1910 ein Elektromobil erfolgreich eingesetzt und bis zum Ersatz durch einen Autobus am 4. November 1918 betrieben. Das erste Mietwagenunternehmen Neustadts gründete Andr. Schaufler 1903. Später folgten ihm etwa Georg Krämer, G. Meyer und L. Ziegler. Ab 1910 hatten unter anderem das Brauhaus Neustadt, die Pinselfabrik des Kommerzienrats Ew. Dieckmann (Schwiegersohn und Nachfolger des Pinselfabrikanten Friedrich Hoffmann), etwas später auch die Ärzte Wilhelm Schnizlein (praktischer Arzt von 1905 bis 1941) und Illing eigene Fahrzeuge.:S. 501, 527 und 567
Der Beginn des Ersten Weltkrieges wurde den Neustädtern am 31. Juli 1914 auf dem Marktplatz unter Begeisterungsrufen und vaterländischen Gesängen vom Magistrat (der um 18:45 über die Verhängung des Kriegszustandes informiert worden war) verkündet. In diesem Krieg diente (im Rahmen der ab 2. August erfolgenden Mobilmachungsmaßnahmen unter Bürgermeister Schildknecht) ein Teil des seit Oktober 1894 im von der Stadt aufgekauften und umgestalteten, zuvor als Rentamt genutzten Alten Schloss bestehenden städtischen Krankenhauses dem Roten Kreuz als Hilfslazarett mit 40 Betten. In der als Reservelazarett dienenden Städtischen Turnhalle (ausgestattet mit Röntgenapparat) wurden (beginnend am 1. Oktober mit 18 Betten) bis zu 78 Betten eingerichtet. Zudem stellte der Ingenieur Fritz Geßner seine Villa in der Ansbacher Straße als zusätzliche Lazarettabteilung mit acht Betten von Ende August 1914 bis August 1918 zur Verfügung.:S. 519, 551, 553, 615 und 654–657
Das bestehende Hospital, welches, nachdem es von etwa 1740 bis 1869 (aber auch noch in der ersten Hälfte des 20. Jahrhunderts) immer wieder zu nicht seinem Stiftungszweck entsprechenden und missbräuchlichen Verwendungen des Stiftungsvermögens gekommen war, 1871/72 neue Richtlinien bezüglich der Auswahl seiner Bewohner erfahren und als wohltätige Hospitalstiftung am 26. Juni 1900 durch die Regierung in Ansbach nochmals ihren Charakter als Armenstiftung ausgewiesen bekommen hatte, erhielt vom Magistrat 1908 ein Statut, das die Aufnahmekriterien nochmals neu festlegte: „Bürger und deren Ehefrauen, welche alt, verarmt und arbeitsunfähig sind, einzeln stehende Personen beiderlei Geschlechts im Falle der Gebrechlichkeit der Verarmung, welche hier Heimatrecht besitzen, der Regel nach, wenn nicht durch Selbstverschulden in den Zustand geraten oder sonst den Voraussetzungen für öffentliche Unterstützung entsprechend“.:S. 542–549 und 553–559
Das im Rahmen Neueinteilung 1797 und Schaffung des Neustädter Kreises eingerichtete unterländische Ober-Forstamt Neustadt hatte die Forstämter Neustadt, Riedfeld, Hoheneck, Münchsteinach und Neuhof sowie bis 1822 sämtliche Forstämter des Unterlandes westlich von Erlangen umfasst und war 1822 zum königlich baierischen Forstamt Neustadt umgebildet worden. Weitere Umorganisationen erfolgten 1829 und 1885 sowie 1888. Das neue, erstmals über eigene Räumlichkeiten verfügende Forstamt in der Ansbacher Straße 12 wurde 1895 erbaut und am 7. September 1895 bezogen.:S. 317, 381 und 400 f. (Forstamt)
1899 war auf Anregung des Bezirksamts eine „Landwirtschaftliche Winterschule“ entstanden, die am 2. November 1899 in der Schlosskaserne eröffnet wurde und dem ländlichen Nachwuchs des Aischtals die Kosten einer Ausbildung in den bereits bestehenden Landwirtschaftsschulen von Triesdorf bei Ansbach oder Weihenstephan zu ersparen. Erster Schulvorstand war bis 1916 Liborius Wagner. 1902 wurde die Schule um einen landwirtschaftlichen Haushaltungskurs für weiblichen Nachwuchs erweitert, am 4. Oktober 1921 in Landwirtschaftsschule umbenannt und bestand auch 1933 noch. Da die Räumlichkeiten der Schlosskaserne 1906 bei einem Brand des Neuen Schlosses zerstört worden waren und die Schule zunächst im Rathaus untergebracht war, erfolgte ein Umbau der militärischen Stallgebäude gegenüber der Brandruine, wo die Schule dann für einige Jahre in diesem „Schlosshofneubau“ beheimatet war. Eine „Gewerbliche Fortbildungsschule“ wurde 1912 von der Stadt eingerichtet und hat es bis 1914 auf 157 Schüler pro Jahr gebracht.:S. 470, 571, 585–591
Im Rathaus wurde 1924 durch den Stadtrat eine mit der staatlichen Volksbücherstelle Nürnberg zusammenarbeitende Volksbücherei eingerichtet. Der Bestand bestand 1933 aus 250 Büchern.:S. 673 und 689 (Volksbücherei)
1914/15 entstand am Ort des abgebrannten Neuen Schlosses das Zentralschulhaus mit integriertem Schulbad. Das neuerbaute „Centralschulhaus“ (heute die Grundschule Neues Schloss) wurde während des Ersten Weltkrieges 1915 feierlich eingeweiht und umfasste 1920 schon 14 Schulklassen. Auch die Landwirtschaftliche Winterschule (s. o.) fand hier eine neue Unterkunft.:S. 516, 570–572, 587 und 660
1924 beginnend errichtete die Stadtverwaltung das neue, am 6. Juli 1925 bezogene Progymnasium. Die nun als sechsklassige Realschule und Humanistisches Progymnasium bezeichnete Friedrich-Alexander-Schule erhielt einen Neubau.:S. 576, 741 und 751–754
Ein eigenes Gebäude für die seit 1839 bestehende und zunächst im Hospital (1874 per Anordnung in einem an das Hirtenhaus angebautes Zimmer), von 1904 bis 1908 in der ehemaligen Schlosskaserne und danach in den Umkleideräumen des Schulbades des Zentralschulhauses untergebrachte Kinderschule (Kindergarten bzw. eine mit Belehrung und Erziehung arbeitende Kleinkinder-Verwahranstalt, die besonders für die während der Tätigkeit der Mütter in Landwirtschaft und Gewerbe die Obhut der Kinder übernahm) wurde 1928 von den Stadtvätern beschlossen und im selben Jahr gebaut. Der „Kinderschule“ angegliedert wurde ein „Kinderhort für Schulpflichtige“. Am 16. Oktober 1929 wurde die neben Staats- und Bezirkszuschüssen, Sparkassenzuschüssen und -krediten von einer privaten Theatergesellschaft (eine solche bestand bereits auch 1842), der Liedertafel, dem Postexpeditor (und Testamentsvorstrecker seines Bruders, des ebenfalls 1854 Spenden für die Kinderschule hinterlassenden Dekans Chr. E. Prinzing) Prinzing, dem früheren Magistratsrat Johann Landbeck, der nach Ansbach verzogenen Landrichterswitwe Weiß (Mitbegründerin des Evangelischen Frauenvereins) und der aus der mit der Stadt verwachsenen Familie stammenden Albertine Haßler sowie vielen weiteren Mitbürgern finanziell unterstützte „Kleinkinderschule“ (auch ein Schulheim für Schul- und Verwahrkinder) beim Alten Schloss an der Stadtmauer, eingeweiht. Die großzügigen Räumlichkeiten umfassten auch eine Wohnung für die Kindergärtnerinnen. Die Drechslermeisterswitwe Christine Huß übernahm als erste (nicht vorgebildete Kraft) die Betreuung der Kinder. Eine ausgebildete Kindergärtnerin wurde mit der Neustädter Korbmachermeisterstochter Margarethe Traut erst 1887 eingestellt, die 1908 eine Hilfskraft bekam und bis zu ihrem Ruhestand 1927 ihr Amt ausübte. Am 6. Januar 1927 folgte ihr eine seminaristisch ausgebildete Kindergärtnerin nach.:S. 555, 566, 568, 592–596 (Der Kindergarten), 602 und 762
Aufbauend auf der Einweihungsfeier für den Neubau des Progymnasiums, die auch als Wiedersehensfeier ehemaliger Schüler gestaltet war, wurde 1927 auf Anregung des Vereins Neustadt und Umgebung in Nürnberg ein Heimat- bzw. Stadtfest veranstaltet und 1939 wiederholt.:S. 763
Nachdem in München am 8. November 1918 die Republik ausgerufen war, hatte sich am 9. November bei Versammlungen im Löwensaal und Sonnensaal unter Leitung des Pinselmachers Alois Lautenschlager ein Arbeiter-, Bauern- und Soldatenrat gebildet.:S. 660 f.
Im Oktober 1924 erschien erstmals die Zeitschrift Heimat als regelmäßig erscheindes Nachfolgeblatt der früheren Geschichtlichen Nachrichten. 1941 wurde die Heimat Organ des Historischen Vereins Neustadt a. A.:S. 687
Nachdem 1920 die in Bayern bestehende, als vaterländisch-kämpfende organisierte Einwohnerwehr aufgelöst worden war, entstanden in Neustadt eine Gruppe des Blücherbundes und eine des Bundes Oberland, in welcher der Blücherbund später eingegliedert wurde. Eine Neustädter Ortsgruppe der Reichswehr wurde 1921 gegründet und feierte im Juni 1923 die Einweihung einer Sturmflagge. Die wenigen Mitglieder der Gruppe Stahlhelm, Bund der Frontsoldaten wurde auf einem in Nürnberg abgehaltenen Deutschen Tag mit der Organisation Reichsflagge zusammengeführt.:S. 608
Eine Jugendherberge erhielt Neustadt 1922 in der Nürnberger Straße 31 neben dem Garten des Gasthauses Eyßelein.:S. 523
Die von allen Behörden geförderte Neustädter Sanitätskolonne erhielt 1930 ein Krankentransportauto, womit sie im ganzen Bezirk die Krankenbeförderung durchführte. Im Winter 1932/33 gehörten der Kolonna 90 Krankenträger, 4 Krankenpfleger und 1 Desinfektor an.:S. 615 f.

### Nationalsozialismus

#### NSDAP-Ortsgruppe
Ab den 1920er Jahren war Neustadt an der Aisch eine Hochburg der Nationalsozialisten in Mittelfranken. Die Neustädter Ortsgruppe der NSDAP wurde förmlich erstmals am 16. März 1923 (von mindestens 17 Personen:S. 8, 24 f., 32 und 247) im Gasthof zum Löwen in der Wilhelmstraße 16:S. 58, Anm. 122, und 220 gegründet. Die Initiatoren der Ortsgruppengründung hatten sich (organisiert durch den Dettendorfer Volksschullehrer Hans Hertlein):S. 27 und 215 f. zuvor schon am 26. März 1922 (in einer öffentlichen Volksversammlung) versammelt und im Anschluss an eine Rede Julius Streichers am 2. April 1922 „im Löwensaale“:S. 138 unter organisatorischer Leitung von Valentin Lapp:S. 219 (siehe unten) eine Ortsgruppe der Deutschen Werkgemeinschaft (DW) gegründet. Erster Vorstand der DW-Ortsgruppe war der Eisenbahningenieur Christian Lehmann und Schriftführer der Dentist Georg „Sepp“ Sedelmaier (* 1875).:S. 240 Bei der NSDAP-Ortsgruppengründung nahm der Journalist und Herausgeber der Neuen Neustädter Zeitung Georg Gröner (1899–1969) eine Gegenposition ein. Gröner wurde im Roman Türme über der Stadt von Gustav Sondermann später als Aufwiegler aus dem sozialdemokratischen Milieu dargestellt.:S. 139 und 271–273 Beim ersten Parteitag der NSDAP in München (27. bis 29. Januar 1923) nahm der gebürtige Ipsheimer Leonhard Göss (1896–1974), mit seinem Parteigenossen Reinhardt aus Dottenheim 1921 der Gründer der 37. Hundertschaft der SA (später Sturm 14/8 Ipsheim), teil. Göss war dabei Träger der wohl ältesten SA-Fahne Deutschlands gewesen.:S. 256
Erster Ortsgruppenleiter wurde bis 1925 Wilhelm Burkart (1878–1957), der bis 1920 Mitglied der Deutschen Demokratischen Partei gewesene Besitzer des Brauhauses Neustadt a. d. Aisch. Zweiter Vorsitzender war ab 1923 der Hilfsarbeiter Andreas Hoffmann (* 1897).:S. 216 und 290 Die erste öffentliche Versammlung der Ortsgruppe (die sich anfangs auch N.S.A. neben N.S.D.A.P. schrieb) fand am 25. März, da alle Neustädter Saalbesitzer abgesagt hatten, vor der „Halle des Burkartschen Sommerkellers“ am Neustädter Festplatz statt, wobei den (in der Neuzeit seit 1864:S. 416 (Jüdische Gemeinde) und S. 418, Anm. 4, und S. 489 („war ihnen [den in Diespeck ansässigen jüdischen Geschäftsleuten] ja bis 1864 die Einwanderung in die Stadt unmöglich gemacht“) in Neustadt ansässigen:S. 505) Juden der Zutritt untersagt war. Zwischenrufe wurden durch SA-Mitglieder aus Ipsheim unterbunden. Hetzparolen vortragende Redner waren dabei der Redakteur der Propagandazeitung Deutscher Volkswille Walter Kellerbauer (* 1876):S. 261 aus Nürnberg, Hülf aus Ipsheim und Wilhelm Holzwarth:S. 259 f. aus Scheinfeld.:S. 7–15, 23–36, 205 f. und 211
Am 5. August 1923 kam Adolf Hitler (damals noch in kurzer Lederhose), nachdem er dem bei ihm in seiner Kanzlei mehrfach vorsprechenden Lebensmittelhändler und Parteigenossen Konrad Reiß (* 1896 in Neustadt an der Aisch, genannt auch „Konsi“ und „Heringsreiß“):S. 227 dies zugesagt hatte, zu einer „Deutscher Tag“ genannten Kundgebung in die Stadt. Die Veranstaltung mit etwa 20.000 Zuhörern wurde von der NSDAP-Ortsgruppe organisiert:S. 652 und von SA-Führer Fritz Köstner als bis dahin größte „Ansammlung von vaterländisch gesinnten Menschen in Franken“ bezeichnet. Die von dem promovierten evangelischen Neustädter Pfarrer, Kirchenrat und Buchautor Paul Schaudig (* 1880):S. 348 und 665:S. 231 zu diesem Anlass gehaltene national-politische Brandpredigt beim Festgottesdienst auf dem Neustädter Festplatz entsprach ganz der völkischen und nationalkonservativen Ideologie.:S. 40–52
Am 12. August folgten im Rahmen einer „Republikanischen, nationalen Verfassungsfeier“ Veranstaltungen mit Reden, etwa des Nürnberger Oberbürgermeisters Hermann Luppe, gegen die Bedrohung „durch die völkischen, anti-demokratischen Kräfte“.:S. 141–143
Nach dem Verbot der NSDAP infolge des Hitlerputsches organisierte 1924 die illegal tätige Neustädter Ortsgruppe Vortragsveranstaltungen, unter anderem mit Gustav Sondermann, Heinz Schauwecker, Julius Streicher, Karl Holz und dem Abgeordneten Theodor Doerfler als Redner sowie einem Auftritt der Dietrich-Eckart-Spielgruppe.
Nach Aufhebung des Verbots wurde die NSDAP-Ortsgruppe am 7. Mai 1925 erneut (von 11, 1926 auch allesamt der SA angehörenden, Personen) gegründet. Von den Gründungsmitgliedern des Jahres 1923 waren dabei nur der Postangestellte Hans Endreß (1895–1970) und Valentin Lapp (1889–1945; Elektrotechniker der Stadtwerke, der aufgrund langer Parteizugehörigkeit von der Stadt als Beamter übernommen wurde):S. 8 f., 24 und 219 f. erneut beteiligt.:S. 59 f. und 64 f.
Erster Propagandaleiter der Ortsgruppe wurde Ende 1925 Rudolf Deininger (* 1903 in Baudenbach:S. 207 f.), 2. Vorsitzender der Kaufmann und Ortsgruppengründungsmitglied Fritz Osterlänger (* 1897), in dessen Haus sich ein Wachlokal der NSDAP befand.:S. 66 und 226} Zu den frühen Mitgliedern der Neustädter NSDAP gehörten der Birkenfelder Sauerkraut- und Lebensmittelhändler Michael Stahl und sein Sohn, der mit seinem Bruder Georg Michael Stahl (* 1900) zum Lebensmittelgroßhändler (Gebr. Stahl in Neustadt) gewordene Fritz Stahl (1901–1969). Fritz Stahl wurde in Birkenfeld Gründungsmitglied und Vorsitzender der dortigen Ortsgruppe und hat durch seine Firma fast alle Transporte der SA und SS kostenlos durchführen lassen.:S. 16, 174 und 244 f.
Zur Propaganda der Ortsgruppe gehörte unter anderem die Einladung prominenter Redner wie bei einer Reichsgründungsfeier am 31. Januar 1926 des bei der Reichsversicherungsanstalt für Angestellte tätigen Oberregierungsrats Robert Reinecke (1879–1944) aus Würzburg. Auch erfolgten Einladungen zu Vorträgen im „Löwensaal“, wie etwa des Reichstagsabgeordneten Hans Dietrich am 21. Februar 1926. Dort wurden auch antisemitische Vorträge gehalten, wie von Karl Holz (mit Titeln wie Kann ein Jude Deutscher sein? am 13. März 1927 und Das Warenhaus, der Todfeind des schaffenden Volkes! am 15. Dezember 1928).:S. 65–69 und 174
Die zunächst dreiköpfige Vorstandschaft wurde 1927 um zwei Kassiere (den Kaufmann Johann Wilhelm Daubinger und W. Friedrich), einen weiteren Propagandaleiter (den schon genannten, 1923 die Ortsgruppe mitbegründenden Fischhändler und SA-, später auch Schutzstaffel-Angehörigen und SS-Kantinenwirt in Nürnberg, Konrad Reiß:S. 8, 24, 66, 69, 199 und 227), einen Schriftführer (der 1899 in Nürnberg geborene Zeitschriftenhändler und Farbengeschäftinhaber und auch der der SA beigetretene Ernst Müller:S. 226 und öfter), einen Jugendführer (den Schneidermeister Karl Ammon) und einen SA-Führer (Fritz Erlwein) erweitert und erhielt am 2. Februar 1928 durch Neuwahlen weitere Verstärkung. Erster Vorsitzender der Ortsgruppe wurde wie zuvor Konrad Wellhöfer und Zweiter wurde ab 1929 Hans Endreß. Kassier wurde 1928 der seit 1921 in Neustadt als Volksschullehrer tätige Heinrich Riedel (* 1895 in Stöckach) und Schriftführer der Betriebssekretär Richard Schüßler. Richard Schüßler (1899–1963) gehörte wie sein Bruder, der Fuhrwerker Fritz Schüßler, 1926 der SA an, war wie dieser einer der Mitbegründer der Ortsgruppe von 1925 und trat 1939 auch in die neugegründete SS ein. Das Schriftführeramt hatte er schon 1929 an Valentin Lapp abgegeben. Vom 13. April 1929 bis 1945 war Fritz Erlwein, der mit Karl Ströbel eine Chronik der Ortsgruppe verfasst hatte und bis zum 1. Februar 1928 und der Ablösung durch Richard Schüßler als SA-Führer tätig war, Ortsgruppenleiter. 1929 wurde Erlwein Mitglied des Stadtrates und 1931 Zweiter Bürgermeister.:S. 8 f., 23–69, 77 f., 83 und 198–250
Am 15. Januar 1928 sprach im Löwensaal Adolf Hitler bei einer Versammlung vor etwa 1.800 Menschen. Vor dem überfüllten Gasthaus soll der Schuster und Polizeihauptwachtmeister Hans Scheller (1906–1988) gestanden und, bevor ihn der Mut verließ, vorgehabt haben, Hitler mit einer Pistole zu erschießen. Scheller, ein gebürtiger Neustädter, war in der Arbeiter-Samariter-Kolonne tätig, im Ortsverband der SPD Beisitzer von 1930 bis 1933 und von 1966 bis 1972 für die SPD im Stadtrat.:S. 73–77 und 277 Der gebürtige Neustädter Konrad Wellhöfer hatte mit Hitler im Löwensaal, wo Hiter, Wellhöfer und Fritz Erlwein im Herbst 1927 zusammengetroffen waren, Bruderschaft geschlossen.:S. 249 und 258
Bei der Reichstagswahl 1928 erhielt die NSDAP in Neustadt die meisten Stimmen. Die meisten Stimmen bei der im gleichen Jahr stattfindenden Bezirkstagswahl erhielt der Weinhändler und Wirt des schon im 19. Jahrhundert bestehenden Gasthauses zur Post:S. 616 und 655 in der Wilhelmstraße Andreas Schildknecht (1861–1938, von 1913 bis 23. August 1917 ehrenamtlicher Bürgermeister und Mitbegründer der NSDAP-Ortsgruppe im März 1923):S. 8, 24, 199 und 231, gefolgt von Fritz Erlwein und Ludwig Hegendörfer aus Mark Erlbach. Am 23. März 1928 hielt der Finanzpolitiker und Aufwertungsausschuss-Mitglied Gottfried Feder im Gasthaus Zum Löwen einen Vortrag mit dem Thema Finanzpolitik und Judenschwindel.
Treffpunkte und Versammlungsorte der Nationalsozialisten waren neben dem Parteilokal Gasthaus zur Post von Andreas Schildknecht mit dem „Schildknechtsgarten“:S. 180 in der Wilhelmstraße, dem Gasthaus zum Löwen (mit dem großen „Löwensaal“) in der Wilhelmstraße 16 und dem Gasthaus zur Sonne (mit dem „Sonnensaal“) in der Nürnberger Straße 18 gelegentlich auch der von dem Gastwirt Robert Wagner betriebene Letzte Hieb in der Bamberger Straße 29 und das Humbser-Bräustübl (Inhaber: Bogner) in der Ludwigstraße 19.:S. 58, Anm. 57
1929 führte die Ortsgruppe der NSDAP am 21. Februar ihre Generalversammlung im Gasthaus Zur Sonne durch, im selben Jahr zahlreiche weitere Versammlungen und Veranstaltungen (allein in Neustadt acht Großveranstaltungen mit zum Teil prominenten Propaganda-Rednern:S. 79 f. und 251–269 wie Wilhelm Holzwarth oder dem in Windsheim aufgewachsenen Reichstagsabgeordneten Gregor Strasser am 7. Januar (im Löwensaal), am 28. November dem Gaujugendführer und späteren Nürnberger Stadtrat Rudolf Gugel im „Kleinen Sonnensaal“ des Gasthauses Zur Sonne (wo dieser am 14. Oktober 1930 ebenfalls sprach) und am 29. November Rudolf Buttman, dem NSDAP-Fraktionsführer im Bayerischen Landtag, im „Sonnensaal“. Weitere Auftritte hatten 1929 beispielsweise auch Hermann Esser, der Gauleiter von Brandenburg Wilhelm Kube am 20. November im „Löwensaal“, der schon erwähnte Robert Reinecke aus Würzburg, Wilhelm Frick und der Reichsführer der Hitlerjugend Kurt Gruber sowie im Juli Arthur Göpfert und am 28. August der Fememörder Edmund Heines. Am 6. Dezember sprach der fränkische SA-Führer Wilhelm Stegmann in einer öffentlichen Wählerversammlung im Löwensaal über das Thema Im Zeichen der Schönheit und Würde). Hitlers 40. Geburtstag am 20. April 1929 wurde mit einer von der NSDAP organisierten Kundgebung mit Fackelzug am Neustädter Marktplatz gefeiert (Redner war dabei der Lehrer, SA-Standartenführer und Bezirksleiter Roth).:S. 73–91, 97 und 230 f.

#### 1928 bis 1933
Nach der Stadtratswahl am 7. Dezember 1929 zog die NSDAP mit den fünf Räten Fritz Erlwein, Konrad Wellhöfer, Heinrich Riedel, Georg Holzmann (* 1887; Malermeister und Gründungsmitglied von 1923, später SS-Offizier und Leiter der Wachmannschaft im Konzentrationslager Oranienburg):S. 8, 24 und 217 und Andreas Beyer in den Neustädter Stadtrat ein. Als Zweiter Bürgermeister wurde jedoch nicht Andreas Beyer von der NSDAP gewählt, sondern wiedergewählt wurde der Kaufmann Richard Dollinger (Vater von Werner Dollinger) vom Wirtschaftsblock.:S. 90
1930 erreichte die NSDAP die absolute Mehrheit an Wählern. In diesem Jahr und in den kommenden Jahren fanden weitere Großveranstaltungen der NSDAP in Neustadt und Umgebung statt, zu denen außer regionalen Rednern wie dem Oberlehrer Ludwig Schmuck, der am 9. November 1930 auf dem Neustädter Schnappenstein vor SA-Leuten und vielen Neustädter Einwohnern eine Rede zum Volkstrauertag hielt und im Gasthaus zur Sonne am 4. Dezember 1930 sowie mehrmals auch 1931 bei öffentlichen Sprechabenden vortrug, dem bis 1929 in Dettendorf als Volksschullehrer und dann als Hauptlehrer in Neustadt tätigen und mit Julius Streicher befreundeten Hans Hertlein (1875–1951):S. 95, 98 f., 107–109, 113 f. und 215 f. und weiteren in den 1930er Jahren im gesamten Landkreis aktiven Rednern der gut vernetzten „Neustädter Lehrerbrigade“ wieder Propagandaredner (zum Beispiel Karl Fiehler aus München und wie schon 1927 und 1928:S. 68 f. und 79 Albert Forster aus Fürth sowie der inzwischen Thüringer Innenminister gewordene Wilhelm Frick:S. 96) eingeladen wurden. Ebenfalls als Redner trat 1927 bis 1931 der Theologiestudent (Schüler Werner Elerts) und NSDAP-Parteigenosse Fritz Seyboth (1907–1974) Neustadt auf, der derart agitatorisch im Sinne der nationalsozialistischen Ideologie (1931 war er in Neustadt Vikar, dann Pfarrer) predigte, dass er von seinen Vorgesetzten Friedrich Ringler (Dekan von Ingolstadt 1924 bis 1930) und sogar von dem der NSDAP nahestehenden Franz Schmid (Dekan von Rosenheim ab 1933) gerügt wurde.:S. 69, 79 f., 83–86, 100 f., 153 f., 198 und 241–244 Neben den Sprechabenden und Versammlungen der NSDAP fanden 1927 auch sogenannte SA-Appelle statt.:S. 342
1931 gewann die Partei, unterstützt durch den Nürnberger Stadtrat Willy Liebel, mittels Volksbegehren und Volksentscheid:S. 90–111 die Mehrheit im Neustädter Stadtrat und veranstaltete mehrere Vorträge und sogenannte Sprechabende (wie schon 1930 wiederum im „Kleinen Sonnensaal“). Der bei solchen Sprechabenden auftretende Karl Seyboth war Bezirkspropagandaleiter der NSDAP und schrieb in einem Rückblick auf das Jahr 1931: „Wir aber machten Neustadt zu einer Hochburg des Nationalsozialismus in der zum 2. Male in Deutschland das Hakenkreuzbanner vom Rathause weht“. Am Abend vor der Gemeindewahl am 19. Juli 1931 trat in Neustadt der damalige Deggendorfer Staatsanwalt Karl Schlumprecht als Reichsredner der Hitlerbewegung auf.:S. 91 f. und 99–111 („Die örtliche Machtergreifung“) Die erste Sitzung des neuen Stadtrats eröffnete der vom 25. April:S. 704 1921 bis 1945 tätige Erste Bürgermeister Leonhard Bankel (1883–1974). Zweiter Bürgermeister wurde nun Andreas Beyer.:S. 106 und 203 f. Die Neustädter SA-Gruppe, deren „Vereidigung“ für den durch sie mit der Stürmung der Kasernen in Erlangen unterstützten „Hitler-Putsch“ vom November 1923 im Oktober 1923 im Hasengründlein, etwas abseits der Stadt bei der Lohmühle, durch den Neustädter Bezirksamtssekretär und SA-Führer Georg Linberger (1887–1927):S. 53–55 und 221 f. erfolgt war, hatte im Sommer 1931 der im Juli neu in den Stadtrat gewählte Richard Hänsel (* 1888; NSDAP-Mitglied seit 1927) übernommen, SA-Sturmführer und Stadtrat ab 1931 war Max Florentin Hammon (* 1892), der Adjutant von Hans Kehrberger.:S. 104–107, 120, 199, 215 und 273 Als 2. SA-Sturmführer fungierte der Borstenzurichter Georg Müller (* 1910 in Würzburg), der ab 1933 auch Kirchenvorstandsmitglied war, als Organisator des Pioniersturms und ab 1935 als Kreisleiter der Deutschen Arbeitsfront (DAF) wirkte.:S. 156 und 226 Ein SS-Sturm wurde 1931 in Neustadt aufgestellt. Eine Führungsposition der am 20. Mai 1931 von Fritz Erlwein gegründeten und von 1931 bis 1945 geführten SS-Ortsgruppe hatte als Truppführer der Metzgermeister, Anhänger des Nationalsozialismus und spätere SA-Obersturmführer Johann „Hans“ Martin Rößner (1891–1943).:S. 209, 229 f. und 281 Von Juli 1932 bis Juli 1938 war der Betriebsleiter Albert Ernst Jäger (* 1897), Adjutant des Nürnberger Stadtrats Hans Bäselsöder, SS-Sturmbannführer in Neustadt. Am 9. November 1943 wurde Erlwein Obersturmführer.:S. 83, 110, 199, 209 und 217
Am 15. Januar 1928 sprach Adolf Hitler bei einer NSDAP-Versammlung im Neustädter Gasthaus Zum Löwen. Anlässlich dieser Propaganda-Rede im „Löwensaal“ begrüßte Hitler auch die inzwischen auf 30 Mitglieder angewachsene SA-Gruppe.:S. 73–77 Im Januar 1932 wurde Neustadt Sitz der Standarte 8 „Otto Roth“ unter dem Kommando des Lehrers und seit 1929 als Propagandaredners tätigen Hans Kehrberger (* 1896).:S. 45, 92, 108, 110, 113, 121–123 und 218 f. Am 7. März 1932 erhielt Hitler (seit 25. Februar 1932 deutscher Staatsbürger) trotz der rechtlichen Bedenken Bankels und mehrerer Stadtratsmitglieder (unter anderem Max Krämer als Vertreter der Bürger und Bauern, Max Greb und Hans Winter vom Wirtschaftsblock, von den Sozialdemokraten der Parteivorsitzende Hans Strauß, der Gastwirt des SPD–Parteilokals Bräustübl:S. 147, Anm. 463, sowie S. 118 f., 204, 216 und 274 Josef Kohlmannslehner sowie der ebenfalls der sozialdemokratischen Fraktion angehörende Hans Lindner) vom Stadtrat mit 14 gegen 7 Stimmen das Ehrenbürgerrecht:S. 117–119 verliehen. Am 10. März 1932 sprach in einer Massenversammlung der „Femerichter“ Paul Schulz in der Festhalle am Neustädter Festplatz.:S. 115 und 251
Am 10. Juli 1932 hielt der „Stimmenfänger“ Prinz August Wilhelm von Preußen (1887–1949) auf dem Neustädter Festplatz bei einer von Tausenden von Menschen besuchten Kundgebung eine „die Massen“ begeisternde Propagandarede, nach der der zu Jahresbeginn zurückgetretene Stadtrat, Pinselmacher und stellvertretende SPD-Ortsvorsitzende Heinrich (oder Heinz) Gesell (1888–1959):S. 271 von Nationalsozialisten beschuldigt, als Teilnehmer eines Hindenburg-Ausschusses gegen sie gerichtete Schriftzüge in braunroter Farbe an Häusern der Stadt angebracht zu haben, und verprügelt wurde.:S. 124 f., 127, 149–152 (Der Fall Heinrich Gesell) und 251 f. 1932 erfolgten Neuorganisationen der Ortsgruppe wie der Aufbau einer Betriebszelle, die Gründung einer Beamtenorganisation (unter dem Steueramtmann Sixtus Meier), der Aufbau einer HJ-Jungengruppe, die Wahl des ehrenamtlichen Stadtbaumeisters Max Ludwig Gessner (Vorsitzender eines antisemitischen „Aktionsausschusses“) und die Schaffung eines freiwilligen Arbeitsdienstes sowie die Gründung einer BdM-Mädchengruppe unter Leitung von Else Margarethe Hertlein (1915–1998; von 1935 bis 1950 erste Ehefrau von Gauamtsleiter Fritz Schöller, der 1932 Gefolgschaftführer der Neustädter Hitler-Jugend war:S. 133 f. und 233–239). Leiter des Bezirks Neustadt a. d. Aisch war ab 1. Juli 1928 der am Tag zuvor dazu bestimmte antisemitische Otto Roth (1900–1932):S. 230 f. (Roth, Otto) geworden, der Lehrer in Petersaurach, Brunn, Emskirchen und Schornweisach war, im April 1932 zum mittelfränkischen Landtagsabgeordneten ernannt wurde. Nach seinem Tod am 3. September 1932, vor dem er im Sterbebett noch zum SS-Standartenführer ernannt worden ist, und der aufwändig und als Kundgebung mit prominenten Rednern und Teilnehmern (wie Streicher, Buttmann, Josef Dietrich, Hildebrandt, Curt Wittje und Wilhelm Stegmann) gestalteten Beerdigung am 6. September 1932 wurde das Gelände vor dem Neustädter Friedhof als Otto-Roth-Anlage bezeichnet. Ein Landjugendheim für HJ, BdM, Jungvolk und Jungmädchen in Dachsbach ist ebenfalls nach dem zum Idol hochstilisierten Otto Roth benannt worden, dem auch später weitere Ehrungen (wie 1938 eine Otto-Roth-Stiftung oder eine Otto-Roth-Gedächtnis-Staffel) zuteilwurden.:S. 9, 82, 121 f., 131–134, 176–178, 188 f., 212, 230 f. und 233
Ab 1927/28 existierte in Neustadt auch eine Ortsgruppe des Volksbundes für das Deutschtum im Ausland (VDA), die von Paul Kegler, dem Direktor des Humanistischen Progymnasiums, geleitet wurde und sowohl in der Schule (es gab VDA-Gruppen am Progymnasium, der Realschule, der Berufsfortbildungsschule und an der Landwirtschaftsschule) als auch in der Öffentlichkeit, etwa durch eine Veranstaltung mit dem Rasseforscher Albrecht Wirth, nationales bzw. völkisches Gedankengut verbreitete.:S, 72 f., 112 und 156 (ab 1933 Mitglied des Kirchenvorstands) Eine größere Versammlung der Nationalsozialistischen Betriebszellenorganisation Neustadt a. d. Aisch fand am 22. September 1932 im Löwensaal statt. 1932 fanden weitere Propagandaveranstaltungen der NSDAP statt wie etwa im Gasthaus zur Sonne eine überfüllte Veranstaltung zum Thema Außenpolitik am 26. Juli 1932 mit dem ehemaligen britischen Fliegerhauptmann der Royal Flying Corps Vivian Stranders (1881–1959), der nach dem Ersten Weltkrieg für den deutschen Geheimdienst arbeitete, 1932 die deutsche Staatsbürgerschaft angenommen hatte und SS-Sturmbannführer geworden war sowie als „Mediator“ antibritische Rundfunkpropaganda betrieb,:S. 128 und 267 und eine am 23. Oktober in derselben Lokalität ein antisemitischer und antikommunistischer Vortrag des NSDAP-Mitglieds und völkischen Esoterikers Gregor Schwartz-Bostunitsch:S. 129–131 und im Löwensaal am 10. Oktober ein mit „Freiheitskundgebung“ betitelter Liederabend mit dem aus der Steiermark stammenden Liedkomponisten und Sänger Sepp Summer.:S. 129 f.
Ab 1933 war die Neustädterin Lisette Leierer (* 1900) Mitglied der NS-Frauenschaft und wurde 1939 Kreisfrauenschaftsleiterin.:S. 220 und 270 Eine Neustädter Ortsgruppe des 1926 gegründeten Deutschen Frauenordens, genannt „Rotes Hakenkreuz“, bestand seit 1927 unter der Leitung von Margarete Liebermann (1875–1963) und wurde ab 1929 stellvertretend geleitet von Franziska Reiß (1913–1987), einem Mitglied des Erweiterten Ausschusses der Ortsgruppenführung war.:S. 78, 221 und 228 Die Gründerin und Vorsitzende des Deutschen Frauenordens, Elsbeth Zander, hatte Ende 1927 in Neustadt über das Thema Kampf des deutschen Volkes um Raum und Brot referiert und die Entstehung der Ortsgruppe des „Frauenordens“ bewirkt.:S. 69 Der im Herbst 1932 gegründete und von dem seit März 1929 in Neustadt tätigen Pfarrer Ernst Preu und seiner Frau Betty, geborene Riemann,:S. 276 unter Mitarbeit von Schwester Martha und der Wirtschaftslehrerin E. Seyboth geleitete Deutsch-evangelische Frauenverein war hingegen keine ideologisch bestimmte Frauengruppe.:S. 154
Nachfolger Otto Roths als NSDAP-Kreisleiter bzw. Bezirksleiter waren von September 1932 bis 31. Oktober 1933 Hans Bäselsöder, zuvor ständiger Begleiter Roths, gefolgt von Adolf Meyer (im Reserve-Infanterie-Regiment 16 List ein Kriegskamerad von Adolf Hitler, der ihm im Ersten Weltkrieg das Leben gerettet haben soll), von April 1937 bis 1940 der studierte Landwirt (und Adjutant des Gauleiters Julius Streicher) Julius Seiler (siehe unten), der 1931 der SA-Leibstandarte Adolf Hitlers (Regiment List in München) beigetreten war und als SA-Mitglied 1934 Obertruppführer geworden war, und bis 1945 Hans Krehmer (* 1901).:S. 26 f., 82, 201 f., 224 und 241

#### 1933 bis 1945
Nach Vorverhandlungen der örtlichen NSDAP mit der Kirchenleitung wurde eine Vorschlagsliste erstellt, die eine deutliche Wirkung auf das Wahlergebnis bei der Kirchenvorstandswahl am 23. Juli 1933 hatte. Nur einer der elf vorherigen Kirchenvorsteher wurde wiedergewählt (Bei der Einsetzung des Landesbischofs Meiser im Juni 1933 hatte der Kirchenvorstand die Rundfunk-Übertragung des medial inszenierten Ereignisses aus der Nürnberger Lorenzkirche abgelehnt).:S. 155 f. Ab 1934 distanzierten sich die meisten NSDAP-Mitglieder jedoch zunehmend von der Kirche.
1937 trat Fritz Erlwein, der 1933/34 als Vorsitzender des Sparkassenausschusses und mit Billigung durch Sparkassenleiter Gramming für eine vorzeitige Pensionierung von Hans Heubeck (1893–1958) gesorgt hatte, einem in der Kirche stark engagierten Sparkassenangestellten und späteren Schreiber der 1938 handschriftlich erstellten und bis zum 30. Januar 1933 reichenden Chronik der Neustädter NSDAP-Ortsgruppe, mit seiner Familie aus der evangelischen Kirche aus.:S. 11, 158, 179, 210 und 273 f.
Ab 1933 wurden katholische Geistliche und Kirchenmitglieder häufiger von den Nationalsozialisten drangsaliert (etwa durch Hausdurchsuchungen). Die Namen der Gottesdienstbesucher wurden durch Bezirksschulrat Paul Schöller (1875–1945), den Vater des Lehrers und Mitbegründers der NSDAP-Ortsgruppen in Schwabach und Neustadt Fritz Schöller (1909–1973),:S. 160 und 233–239 und den Kreisarzt Alfons Pelzner notiert.:S. 159–161 Der Kirchenrat und ab 1920 als Dekan tätige Richard Pfeiffer (1867–1943), welcher sich unter anderem um die Restaurierung des Hochaltars der Stadtkirche:S. 671 verdient gemacht hatte, sollte auf Betreiben der Nationalsozialisten abgelöst werden durch einen Amtsinhaber „mit positiver Einstellung zum neuen Staat“ (Oberveterinär, NSDAP- und Kirchenvorstandsmitglied Ernst Nusser). Nachdem der Pfarrer und Kirchenrat Ernst Preu (1885–1958; Bruder des den Deutschen Christen verbundenen Kirchenvorstehers von St. Gumbertus in Ansbach):S. 276 die Nachfolge abgelehnt hatte, wurde jedoch der kritisch dem Nationalsozialismus gegenüber stehende Burghaslacher Dekan Max Herold 1934 Dekan in Neustadt.:S. 156 f.
Auch wenn mehrere protestantische Geistliche (wie zum Beispiel Heinrich Freiherr von Hausen in seiner Abschiedspredigt in Scheinfeld) im Landkreis sich gegenüber dem Nationalsozialismus ablehnend äußerten, so war eine deutliche Kritik an der nationalsozialistischen Politik, wie sie etwa ab 1931 von Karl-Heinz Becker (Pfarrer) geübt wurde, im Bereich Neustadt eher selten.:S. 133–136, 137–171 und 156–159 Die NSDAP-Ortsgruppe organisierte zudem Veranstaltungen (zum Beispiel Weihnachtsfeiern), zu denen der nationalsozialistischen Ideologie nahestehende evangelische Pfarrer auch von außerhalb geladen wurden wie Martin Weigel:S. 71 f., 84 f., 98, 111, 152 und 268 aus Nürnberg und Max Sauerteig aus Ansbach. Der in Münchsteinach (unter anderem 1921 als Gründer des dortigen Posaunenchors) und von 1927 bis 1933 im thüringischen Heßberg tätige evangelische Pfarrer Ernst Pauli sprach im Dezember 1931 (vor über 700 Personen im Löwensaal) und im Januar 1932 (in Münchsteinach) und stellte in seinem Vortrag Christuskreuz und Hakenkreuz die Hitlerbewegung sogar als von Gott gewollte Entwicklung für Deutschland dar.:S. 108 f., 113 und 152 f.
1923 hatten verbündete Vertreter von Freien Gewerkschaften und Sozialdemokraten durch Michael Kaspar (1899–1944), den damaligen Führer der Jungsozialisten (ab 1933 NSDAP-Ortsgruppenleiter in Birkenfeld), zum Boykott der Brauerei Burkart aufgerufen, nachdem der Brauereibesitzer Wilhelm Burkart es zugelassen haben soll, dass bei der schon erwähnten Versammlung am 25. März im Burkartschen Sommerkeller juden- und republikfeindliche Äußerungen gemacht wurden. Eine Tage nachdem Kaspar am 12. April 1923 eine Zusammenkunft der Jungsozialisten im Gasthaus Lauerhaß (vermutlich der Gasthof zum Löwen von Hans Lauerhaas) abgehalten hatte, wurde der „Neustädter Bierboykott“ dann wieder aufgehoben.:S. 30–35, 138 f. und 143
Der 1925 mit Johann Frühwald den Bayerischen Landbund vertretende Pfarrer Ernst Goos war durch Gustav Sondermann zu einem Gegner der Nationalsozialisten geworden.:S. 64 und S. 280, Anm. 862 Unter Führung von Michael Kaspar, Hans Münch, Georg Völlinger und Andreas Serbi hatten die Neustädter Sozialdemokraten angesichts der seit 1923 sich ereignenden tätlichen Übergriffe durch Nazi-Schläger einen „Deutsch-demokratischen Schutzbund“ gegründet.:S. 143 f. Im Mai 1930 erfolgte mit Unterstützung durch Hermann Luppe die Gründung einer in Gegnerschaft zu den „Hakenkreuzlern“ stehenden Neustädter Ortsgruppe des Reichsbanner Schwarz-Rot-Gold, zu der etwa der Pinselmacher Georg Schwarz (* 1908) gehörte. Bereits 1923 und 1925 fanden in Neustadt sozialdemokratisch und republikanisch motivierte Veranstaltungen unter dem „Banner der Freiheit und der Republik“ (im Löwensaal), auch (im Sonnensaal) unter Beteiligung von Karl Reitz, dem Gauvorsitzenden des Reichsbanners aus Nürnberg, statt.:S. 140 und 144–149 Der oben erwähnte Heinrich Gesell schrieb im Anschluss auf eine Erwiderung zu seiner Beschuldigung der „Straßenbesudelungen“ in einer Zeitungsausgabe vom 18. Juli 1932: „Aber – Gott sei Dank – Neustadt ist nicht Deutschland. Hoffentlich werden alle gerecht denkenden Einwohner gegen eine solche Diktatur und Ungerechtigkeit Front machen. Herr, vergib Ihnen, denn sie wissen nicht, was sie tun.“:S. 150 f.
Der schon genannte Stadtrat Max Greb wandte sich wie auch seine Mitstadträte Hans Winter und Max Krämer sowie Mitglieder der SPD gegen 1932 von der NSDAP-Fraktion gefasste Beschlüsse zur Benachteiligung und zum systematischen Boykott jüdischer Geschäfte (Schon 1927 bis 1931 prangerten die NSDAP-Ortsgruppe die Werbung jüdischer Geschäftsleute öffentlich und stellten den Kauf in jüdischen Geschäften als „Verbrechen am eigenen Volk“ dar:S. 71 und 174). Der Neustädter Bezirksamtmann Dr. Kalb intervenierte vergeblich gegen die nationalsozialistischen Hetzkampagnen bei der Regierung von Ober- und Mittelfranken.:S. 174–178 und 14 Auch mieden gut bürgerliche Stammgäste etwa das dem frühen Mitglied und Mitbegründer der NSDAP-Ortsgruppe Andreas Schildknecht gehörende Gasthaus Zur Post in der Wilhelmstraße, nachdem die NSDAP-Ortsgruppe dort ihren Stammtisch einnahm.:S. 14 f. und 141
In den Jahren 1933 bis 1938 wanderten Neustädter Juden in Orte der Umgebung (z. B. Nürnberg, Diespeck, Bad Kissingen, Bamberg und Würzburg), aber auch nach Berlin, München, Frankfurt am Main, Hannover oder in die USA ab, vor allem nach einem gegen den Schnittwarenhändler Heinrich Saemann veranstaltetes Pogrom am 4. Februar 1936.:S. 178 Diskriminiert wurden jüdische Händler zu dieser Zeit schon seit Jahren, im Herbst 1927 etwa die Neustädter Hopfenpräparier- und Verpackungsanstalt J. &. J. Sternau (der Händler wurde von der Mitgliedern der NSDAP-Ortsgruppe als „Hopfenjude“ und bezeichnet und als krimineller Geschäftsmann hingestellt). 1931 noch beteiligt am Kirchweihschießen der 1828:S. 602 gegründeten Königlich privilegierten Schützengesellschaft und 1932 beim Mittelfränkischen Bundesschießen erfolgreich, wurde der Schützenbruder Siegfried Sternau in Neustadt beim Kirchweihschießen 1932 nicht mehr dabei und auf Antrag der jüngeren Mitglieder aus dem Schützenverein ausgeschlossen. In der Wohnung der Familie Sternau, die seit 1926 von Fritz Erlwein schikaniert worden war, kam es vom 9. auf den 10. November 1938 zu einem Pogrom, an dem Erlwein und auch der Sparkassenbote, Ortskrankenkassenkontrolleur und SA-Obertruppführer Fritz Billmann (1905–1961) teilgenommen hatte, dieser dabei jedoch laut einem 1947 verfassten Entlastungsschreiben von Barbara Sternau das Kinderzimmer geschützt habe. Erlwein erzwang tags darauf von Walter Sternau, ihm – seinem Nachbarn – sein Anwesen weit unter Wert zu verkaufen.:S. 172 f., 205 und 210 Der jüdische Geschäftsmann Simon Schloß (* 1884 in Gunzendorf) wurde 1933 verhaftet, nachdem er im Rahmen einer „Juden-Hetze“ zu Unrecht einer Straftat (ein Rechtsanwalt namens Beyer hatte dem SS-Mann Julius Probst ins Knie geschossen) beschuldigt worden war, konnte aber durch Bezirksamtmann Kraus und einem Nürnberger Kriminalbeamten entlastet werden. Schloß wanderte 1939 nach Bolivien aus.:S. 162 und 277 Zu den Neustädtern Bürgern die deportiert wurden gehörte beispielsweise Albert Saemann (1895–1942), der, im Oktober 1942 aus dem Gestapobereich Nürnberg/Fürth, Außenstelle Würzburg, deportiert, im September 1942 im Ghetto Theresienstadt starb.:S. 276 Lediglich einzelne Personen leisteten Widerstand bzw. Protest. So der Büttnermeister F. Heinritz (Mitglied des Stadtrats und der NSDAP von 1931 bis 1933) und der Schneidermeister Hans Hegerlik.:S. 141 f., 199 und 273

Der jüdische Kaufmann Iwan Schwab (1889–1943) konnte trotz vereinzelter Boykottaufrufe bis 1928 sein seit 40 Jahren bestehendes Geschäft Gebrüder Schwab in Neustadt noch weitgehend ungehindert betreiben, bevor ab dem Winter desselben Jahres weitere Aktionen gegen jüdische Geschäfte durch die NSDAP-Ortsgruppe veranlasst wurden. Schwab, ein Gegner der NSDAP, war nach kritischen Aussagen bereits am 26. März 1922 von SA-Schlägern bei der öffentlichen Gründungsversammlung der NSDAP-Ortsgruppe im „Löwensaal“ verprügelt worden.:S. 27 f. und 162 1932 zog er mit seiner Familie nach Würzburg, wohin er nach einem missglückten Ausreiseversuch nach Amerika 1939 wieder wohnhaft war, als er von der Nürnberger Gestapo inhaftiert wurde, bevor er im März 1943 nach Nürnberg kam, um von dort im folgenden Juni nach Auschwitz deportiert zu werden, wo er und seine Frau Hilda, geborene Glaser, am 1. September 1943 ermordet wurden (Siehe auch Liste der Stolpersteine in Würzburg-Sanderau: Schillerstraße 8). Sein Haus am Marktplatz 10 (Hotel zur Krone):S. 50, 341 und 173–177 hatte er 1934 der Stadt Neustadt vermacht.

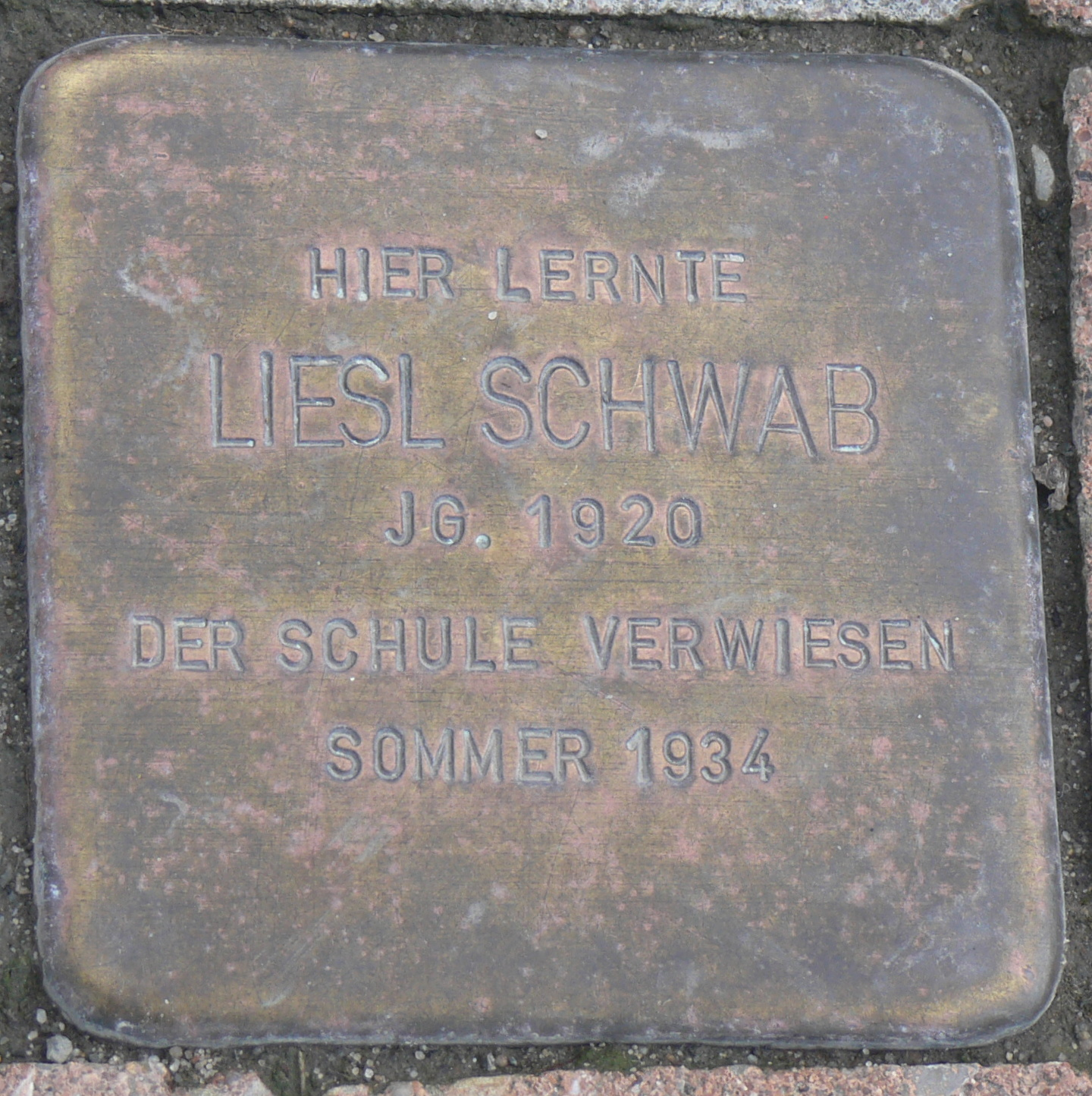
Stolperstein zur Erinnerung an Liesl Schwab

Für die 1922 von dem Ehepaar Schwab adoptierte Liesl Schwab (* 1920), der eine Ausreise nach England gelungen war, wurde in Neustadt ein Stolperstein eingelassen, ebenso wie für Hans Schwab, dessen Bild aus einem Klassenfoto vom Schuljahr 1935/36 vom Fotografen wegretuschiert worden war, nachdem jüdische Schüler des Humanistischen Progymnasiums und der Realschule aus dem Unterricht genommen waren.:S. 165, 173 f. und 278 f. Der aus Kaubenheim stammende und mit seiner Familie 1903 nach Neustadt umgezogene Handelsmann Karl Wollenreich (* 1890), der 1934 Vorstand der israelitischen Gemeinde geworden war, war ebenfalls ein bekannter und als solcher diffamierter jüdischer Gegner der Nationalsozialisten. Er war ab 1922 mit Betta Stein aus Windsheim verheiratet. Ihre Tochter Edith verließ Neustadt im April 1937 und emigrierte nach Israel.:S. 162, 176 und 282 Der oben erwähnte Journalist Georg „Oschi“ Gröner wurde am 11. März 1933 verhaftet und ins KZ Dachau eingeliefert, konnte von dort am 4. Mai 1934 zunächst fliehen, wurde aber im September 1939 wieder festgenommen und über das Gestapo-Gefängnis in Fürth ins KZ Sachsenhausen überführt. Anschließend (1940) wurde in das Konzentrationslager Dachau verbracht, wo (in mehreren Dankschreiben – etwa von Albert Roßhaupter, Erwein von Aretin und Alois Hundhammer – beschrieben) er als hilfsbereiter, uneigennütziger und aufrichtiger Mensch handelte. 1942 kam er ins KZ Majdanek/Lublin und 1944 ins KZ Mauthausen. Befreit wurde er am 9. Mai 1945.:S. 271 f. Als Gegner der Nationalsozialisten belegt ist im städtischen Archiv auch der in Baudenbach geborene Kaspar Müller, der KPD-Mitglied war und 1933 in das KZ Dachau eingeliefert und 1945 aus dem Lager Mauthausen befreit wurde.:S. 269 Wilhelm Kohlmannslehner, der Sohn des SPD-Stadtrats Josef Kohlmannslehner, der Maurer Georg Peter Lindner, der Drechsler und spätere Messgehilfe Friedrich Müller sowie der Kommunist Hans Schaumburg (* 1892 in Wächtersbach) waren 1933 ebenfalls im KZ Dachau als sogenannte Schutzhäftlinge inhaftiert worden. Für Kohlmannslehners Freilassung setzte sich Bürgermeister Bankel ein, für die von Schaumburg der Metzgermeister Hans Rößner.:S. 274–277 Ein Niederbrennen der seit 1880 in Neustadt bestehenden Synagoge:S. 416 verhinderte mit Hilfe der Polizei in der Pogromnacht 1938 der von 1937 bis 1940 als NSDAP-Kreisleiter tätige und spätere Gauamtsleiter Julius Seiler (1940 wurde Seiler seines Amtes enthoben, wurde Landwirt in Kleinasien und 1942 Presse-Attaché der deutschen Botschaft in Ankara. 1945 wurde Seiler Quäker).:S. 224 und 240 f. Nachdem das Judentum im November 1938 in Neustadt erloschen war, wurde die Synagoge verkauft und später abgebrochen und vollständig abgetragen (Auch viele Grabdenkmäler auf dem jüdischen Friedhof oberhalb Diespecks wurden zerstört).:S. 172 und 416
Der wegen Nichtbeflaggung des Pfarramtes anlässlich der Wahl im Sudetenland im Dezember 1938 angezeigte Geistliche Rat und katholische Stadtpfarrer Konrad Pregler (1883–1952), dessen Predigten überwacht und dessen Wohnung im Pfarrhaus mitsamt der Sakristei und dem Kirchturm ohne Angabe von Gründen durchsucht worden war, verdankte es nach eigenen Angaben dem evangelischen SS-Angehörigen Friedrich Scheuenpflug (1872–1950), dem Besitzer einer Brauerei in der Bambergerstraße 10, dass die Gauleitung in Nürnberg davon absah, ihn 1943 ins Konzentrationslager Dachau zu verbringen. Bei Entnazifizierungsverfahren nach dem Krieg stellte Pregler vielen Belasteten entlastende eidesstattliche Versicherungen aus.:S. 159 f., 199 und 275 f.
Der jüdische Rechtsanwalt Leo Stahl (* 11. Juli 1885 in Neustadt) kam am 11. November 1938 ebenfalls in „Schutzhaft“, wurde aber am 7. Dezember wieder aus dem KZ Dachau entlassen.:S. 282
Das Gedenkbuch – Opfer der Verfolgung der Juden unter der nationalsozialistischen Gewaltherrschaft 1933–1945 verzeichnet namentlich 14 jüdische Einwohner von Neustadt an der Aisch, die im Holocaust ermordet wurden.
Das Amt des Ortsgruppenleiters übernahm organisatorisch zu Kriegsbeginn 1939, nachdem Erlwein stellvertretender Kreisleiter geworden war, der seit 1927 als Parteiredner und ab Dezember 1929 als Stadtrat wirkende sowie von 1934 bis 1945 als Kreisrichter der NSDAP eingesetzte seit 1939 als Oberlehrer in Neustadt und seit 1941 als Rektor der Neustädter Mädchenschule tätige Heinrich Riedel (1895–1964). Am 20. April 1944 wurde dieser Abschnittsleiter in der Stellung eines Kreishauptamtsleiters.:S. 228 f.
Eine der letzten nationalsozialistischen Großkundgebungen Neustadts, die im Neustädter Anzeigeblatt von Propagandaleiter Paul Steven (1887–1961):S. 245 f. und Kreisleiter Hans Krehmer (siehe oben) beworben wurde, hatte am 27. Juni 1943 mit Tausenden von Teilnehmern aus dem ganzen Landkreis stattgefunden, wo als Redner wieder Karl Holz (inzwischen unter anderem Reichsverteidigungskommissar) aufgetreten war.:S. 191–196
Am 13. April 1945 wurden die Aischbrücken gesprengt. Dabei kam Valentin Lapp (s. o.) ums Leben.:S. 219
Der Ortsgruppenleiter Erlwein, wegen seiner die nationalsozialistische Gewaltherrschaft rücksichtslos und grausam praktizierenden Vorgehensweisen auch „Stier von Neustadt“ genannt, flüchtete im April 1945 aus Neustadt. Er reiste gemeinsam mit dem aus der NSDAP ausgestoßenen, ursprünglich auf Antrag von Kreisleiter Fink wegen Entfernung von „Hoheitszeichen der NSDAP von seinem Gasthaus“ Zur Post zum Tode verurteilten Heinrich Schildknecht (1891–1970), nach Tirol (Heinrich Schildknecht, Sohn des gebürtigen Neustädter Privatiers und Altbürgermeisters Andreas Schildknecht, war Gastwirt, Weinhändler, Mitbegründer der NSDAP-Ortsgruppe von 1923 und ab 1931 Stadtrat. Als Parteiwirt des Parteilokals in der Wilhelmstraße, wo auch der SS-Standartenführer Erhard Müller verkehrte, wurde er „Schildknechtsheiner“ genannt).:S. 8, 24, 106, 199 und 232 f. (Schildknecht, Heinrich):S. 144–146 Nach Bekanntwerden des Waffenstillstandes ging Erlwein zurück nach Bayern. Er starb am 13. Mai 1945 in Hörlkofen (Wörth a. d. Donau). Seine Familie wurde bis 1950 aus der Stadt ausgewiesen.:S. 7 und 209–211 Sein Begleiter Heinrich Schildknecht wurde nach Internierung in Hammelburg 1948 im Spruchkammerverfahren als Mitläufer eingestuft und starb am 2. September 1970 in Neustadt.:S. 232 f.
Der Gastwirtssohn und mit seinem Schwager Schmid in der Wilhelmstraße 5 ein Textilwarengeschäft in Neustadt betreibende Georg Groscurth (1896–1969) war gegen Ende des Krieges Bataillonsführer des auf Befehl des Kreisleiters aufgerufenen Volkssturms. Die Aufforderung des Kreisleiters und dessen Stab, im April 1945 zu fliehen lehnte er ab. 1949 wurde der im Entnazifizierungsverfahren als idealistischer Mensch dargestellte Groscurth in die Gruppe der Mitläufer eingestuft.:S. 215 f.

### Nachkriegsjahre
Nach 1945 kamen mit den Heimatvertriebenen aus dem Sudetenland der Musikinstrumentenbau und die Textilindustrie als neue, charakteristische Branchen in die Stadt. Den Zweiten Weltkrieg überstand Neustadt weitestgehend unversehrt. Bürgermeister als Nachfolger von Leonhard Bankel war zunächst der Nationalsozialismus-Gegner:S. 281 und zuvor von der Gestapo überwachte Gymnasialprofessor und spätere Landrat:S. 141 Heinrich Sperber (1887–1971). Am Wiederaufbau des Neustädter Gymnasiums, das unter Sperbers Leitung (1945–1952) 1946 von einer sechsklassigen Oberschule zur Vollanstalt ausgebaut worden war,:S. 281 war vor allem der seit 1929 als Studienprofessor am Humanistischen Progymnasium wirkende Karl Schmalenberg (1883–1954) beteiligt.:S. 277 f. 1969 bis 1980 wurden 16 Ortsteile nach Neustadt eingemeindet. Im Rahmen der Kreisreform wurde die Stadt Verwaltungssitz des neu gebildeten Landkreises Neustadt an der Aisch-Bad Windsheim.
In den letzten zwei Jahrzehnten des 20. Jahrhunderts machte auch Neustadt eine für viele Kleinstädte typische Entwicklung mit: Umgehungsstraßen wurden gebaut, das kulturelle Programm wurde ausgeweitet und die Altstadtsanierung vorangetrieben, neue Wohn- und Gewerbegebiete wurden ausgewiesen. Mit der Schaffung einer Fußgängerzone rund um den Marktplatz wurde der automobile Verkehr in der Innenstadt stark eingeschränkt.
Im Jahr 1956 wurde der Grundstein des 1955 beschlossenen Krankenhausbaus in der Paracelsusstraße gelegt. Diese Krankenversorgungseinrichtung ersetzte das im alten Markgrafenschloss untergebrachte städtische Belegkrankenhaus. Aus dem am 30. April 1958 eingeweihten, mit zunächst 124 (1982 waren es 216) Betten ausgestatteten Kreiskrankenhaus Neustadt a. d. Aisch unter den Chefärzten Karl-Friedrich Fick (* 10. Januar 1920 in Nürnberg) für die Chirurgie und Arno Bulitta für die Innere Medizin hat sich das Kommunalunternehmen Kliniken des Landkreises Neustadt an der Aisch – Bad Windsheim entwickelt und betreibt in Neustadt a.d. Aisch und in Bad Windsheim die Kliniken des Landkreises und ein Medizinisches Versorgungszentrum.
Ein Schwesternwohnheim wurde am 17. Februar 1961 eingeweiht. Der Kreistag, dem der spätere Bundesminister Werner Dollinger angehörte, hatte am 19. Oktober 1962 einstimmig die von November 1963 bis Dezember 1966 durchgeführte Erweiterung des Krankenhauses beschlossen. 1962. Am 1. Oktober 1963 wurde eine Krankenpflegeschule eröffnet, zu deren Schülern ab 1. April 1974 solche der Stiftsklinik Augustinum aus Bad Windsheim zur theoretischen Ausbildung dazukamen. Die Räumlichkeiten dieser Zentralschule reichten nun nicht mehr aus und die Neustädter Krankenpflegeschule erhielt 1974 ein neues Gebäude, das am 24. Januar 1975 eingeweiht wurde. Eine erste Krankenhausapotheke wurde im Februar 1983 als Verbundapotheke angliedert. Das Krankenhaus verfügte bereits zu Beginn über eine Belegabteilung für Augenkrankheiten, dazu kam eine für Hals-, Nasen- und Ohrenkrankheiten und seit 1977 eine für Urologie. Die Zahl der pro Jahr im Krankenhaus durchgeführten Geburten stieg (mit deutlichem „Knick“ zwischen 1970 und 1980) bis 1982 von 126 auf 629 (1979 hatte die geburtshilflich-gynäkologische Abteilung eine neue Geburtenstation erhalten und 1983 weitere Räume). Unter seinem Ärztlichen Direktor Fick wurde im Rahmen von Anfang 1978 begonnenen Modernisierungsarbeiten Ende 1982 eine neue Operationsabteilung geschaffen.

### Monographien
- Max Döllner: Zur Frühgeschichte von Riedfeld und Neustadt an der Aisch. Die fränkische Besiedlung und Christianisierung des Aischtales und seiner Nachbarschaft. Schmidt, Neustadt a. d. Aisch 1939.
- Max Döllner: Entwicklungsgeschichte der Stadt Neustadt an der Aisch bis 1933. Ph. C. W. Schmidt, Neustadt a. d. Aisch 1950; Neuauflage anlässlich des Jubiläums 150 Jahre Verlag Ph. C. W. Schmidt Neustadt an der Aisch 1828–1978. Ebenda 1978, ISBN 3-87707-013-2.
- Alfons Kalb: Geschichte der höheren Schule in Neustadt a.d. Aisch. 1. Teil: bis zum Jahr 1730. 2. Teil: Anfänge der Fürstenschule. (= Wissenschaftl. Beilage zum Jahresbericht des Progymnasiums Neustadt/Aisch) Ph.C.W.Schmidt, Neustadt an der Aisch 1919–1920 – Kalb war um 1920 Studiendirektor in Neustadt.[1]:S. 284
- Georg Ludwig Lehnes: Neustadt a. d. Aisch. Eine Denkschrift an die vor zweihundert Jahren geschehene Niederbrennung. Neustadt an der Aisch 1834 (Scan in der Google-Buchsuche); 2. Auflage, hrsg. von Fritz Schmidt, ebenda, 1921. Alternativpräsentation bei MDZ
- G. Limbacher: Evang. Luth. Stadtkirche Neustadt a. d. Aisch (= Kleine Kunstführer. 1488). Schnell & Steiner, München/Zürich 1984.
- Wolfgang Mück: Mitten in Franken: Neustadt an der Aisch. Politisches, wirtschaftliches und kulturelles Zentrum im Aischgrund (= Veröffentlichungen der Gesellschaft für Fränkische Geschichte e. V., Würzburg. Reihe XIII, Neujahrsblätter. Heft 42). Degener & Co., Neustadt a. d. Aisch 1999; 2., erweiterte Auflage ebenda 2001, ISBN 3-7686-9260-4.
- Wolfgang Mück: NS-Hochburg in Mittelfranken: Das völkische Erwachen in Neustadt an der Aisch 1922–1933 (= Streiflichter aus der Heimatgeschichte. Sonderband 4). Verlag Philipp Schmidt, 2016, ISBN 978-3-87707-990-4.
- Matthias Salomon Schnizzer: Chronica der Stadt Neustatt an der Aysch. 1708 (und 1938), Verlagsdruckerei Ph. C. W. Schmidt, Neustadt an der Aisch, 2., unveränderte Auflage ebenda 1978, ISBN 3-87707-012-4.
- Stadt Neustadt a.d. Aisch, Ausschuß I für das Heimatfest 1980 (Hrsg.): Neustadt an der Aisch. Druckhaus Ph. C. W. Schmidt, Neustadt a.d. Aisch 1980.
- Karl Ströbel unter Mitwirkung von Hans Heubeck, Hanns Kügler, Karl Seyboth (Jahresbericht 1931), Fritz Schöller (Jahresbericht 1932) und Fritz Erlwein: Das völkische Erwachen in Neustadt an der Aisch. Die Entwicklung der Ortsgruppe Neustadt a. d. A. der N.S.D.A.P. (weitere Vor- und Untertitel: Chronik begonnen im Dritten Reich im Sinne unseres Führers und Reichskanzlers Adolf Hitler. Chronik unserer Ortsgruppe Neustadt an der Aisch. Begründet 16. März 1923.) G. Emmerich, Dresden 1938; Edition in: Wolfgang Mück (2016), S. 283–365.

### Artikel
- Johann Kaspar Bundschuh: Geschichte der Stadt Neustadt an der Aisch. In: Geographisches Statistisch-Topographisches Lexikon von Franken. Band 3: I–Ne. Verlag der Stettinischen Buchhandlung, Ulm 1801, DNB 790364301, OCLC 833753092, Sp. 782–783 (Digitalisat).
- Hanns Hubert Hofmann: Neustadt-Windsheim (= Historischer Atlas von Bayern, Teil Franken. I, 2). Kommission für Bayerische Landesgeschichte, München 1953, DNB 452071216, S. 116 (Digitalisat). Ebd. S. 188 (Digitalisat).
- Enrique Otte, Jakob und Hans Cromberger und Lazarus Nürnberger, die Begründer des deutschen Amerikahandels in: Mitteilungen des Vereins für Geschichte der Stadt Nürnberg (MGVN) 52, 1963/64, S. 129.
- Wolf-Armin von Reitzenstein: Lexikon fränkischer Ortsnamen. Herkunft und Bedeutung. Oberfranken, Mittelfranken, Unterfranken. C. H. Beck, München 2009, ISBN 978-3-406-59131-0, S. 160–161.
- Hans Sponholz u. a. (Hrsg.): Landkreis Neustadt an der Aisch. Verl. f. Behörden u. Wirtschaft Hoeppner, Aßling-Pörsdorf/Obb. 1972, DNB 720137675, S. 60–69.
- Richard Strobel: Landkreis Neustadt an der Aisch (= Bayerische Kunstdenkmale. Band 32). Deutscher Kunstverlag, München 1972, S. 128–148.